# Циолковский, Константин Эдуардович
Константи́н Эдуа́рдович Циолко́вский (5 [17] сентября 1857, Ижевское, Рязанская губерния — 19 сентября 1935, Калуга) — российский и советский учёный-самоучка, разрабатывавший теоретические вопросы космонавтики, мыслитель эзотерической ориентации, занимавшийся философскими проблемами освоения космоса.
Происходил из шляхетского рода герба Ястржембец. Почти полностью оглохнув в детстве в результате скарлатины, Циолковский не получил систематического образования (проучился четыре года в Вятской гимназии и три года занимался самообразованием). В 1879 году сдал экзамен на звание народного учителя и до 1921 года преподавал математику и физику в училищах Боровска и Калуги, параллельно пытаясь заинтересовать научное сообщество своими проектами аэропланов и цельнометаллического дирижабля, а впоследствии — и ракетной техники. Опубликовал за свой счёт множество трудов, в том числе посвящённых обоснованию идеи космического пантеизма.
Циолковский дослужился до коллежского асессора (1889), за учительские успехи был награждён орденом Св. Станислава третьей степени (1906). В 1920 году стал членом Русского общества любителей мироведения, удостоился персональной пенсии советского правительства, а в 1932 году — ордена Трудового Красного Знамени.
В своих научно-фантастических произведениях, будучи сторонником и пропагандистом идей освоения космического пространства, Циолковский предлагал заселить космическое пространство с использованием орбитальных станций, выдвинул идеи космического лифта, поездов на воздушной подушке. Считал, что развитие жизни на одной из планет когда-нибудь достигнет такого могущества и совершенства, которое позволит преодолеть силы тяготения и распространить жизнь по всей Вселенной. Необходимым этапом к расселению человечества в Космосе он считал возвышение интеллектуалов и выведение человечества, лишённого страстей, но с великим разумом, который позволит осуществить «рациональное умиротворённое существование». Эта эзотерическая утопия Циолковского послужила ведущим стимулом для разработки оснований ракетно-космической техники.
Циолковский обосновал также использование ракет для полётов в космос, ещё в 1920-е годы пришёл к выводу о необходимости использования «ракетных поездов» — прототипов многоступенчатых ракет; осмысливал вопросы выживания человека в невесомости при длительных космических перелётах. Основные его научные труды — по аэронавтике, ракетодинамике и космонавтике — начинались с попытки использовать математический аппарат для решения фантастических задач. Множество исследователей, в том числе Я. Перельман, характеризовали Циолковского как мыслителя, существенно опередившего своё время.
После 1930-х годов в СССР о фигуре Циолковского сформировалось представление как о гениальном учёном-самоучке, и представление это вскоре приобрело популярность по всему миру, не в последнюю очередь благодаря филателии и научно-фантастическим произведениям. Мощным стимулом для изучения достижений Циолковского стало начало космической эры, которое совпало со столетием со дня рождения Циолковского, отмечавшимся в 1957 году. Циолковскому установлены памятники в Калуге, и Москве, существует его дом-музей в Калуге, и в селе Ижевское, Рязанской области. В 1954 году была учреждена Медаль им. Циолковского. В 1961 году в честь учёного был назван кратер на обратной стороне Луны, а в 2015 году — город при строящемся космодроме «Восточный».

## Биография

### Происхождение. Ранние годы (1857—1868)

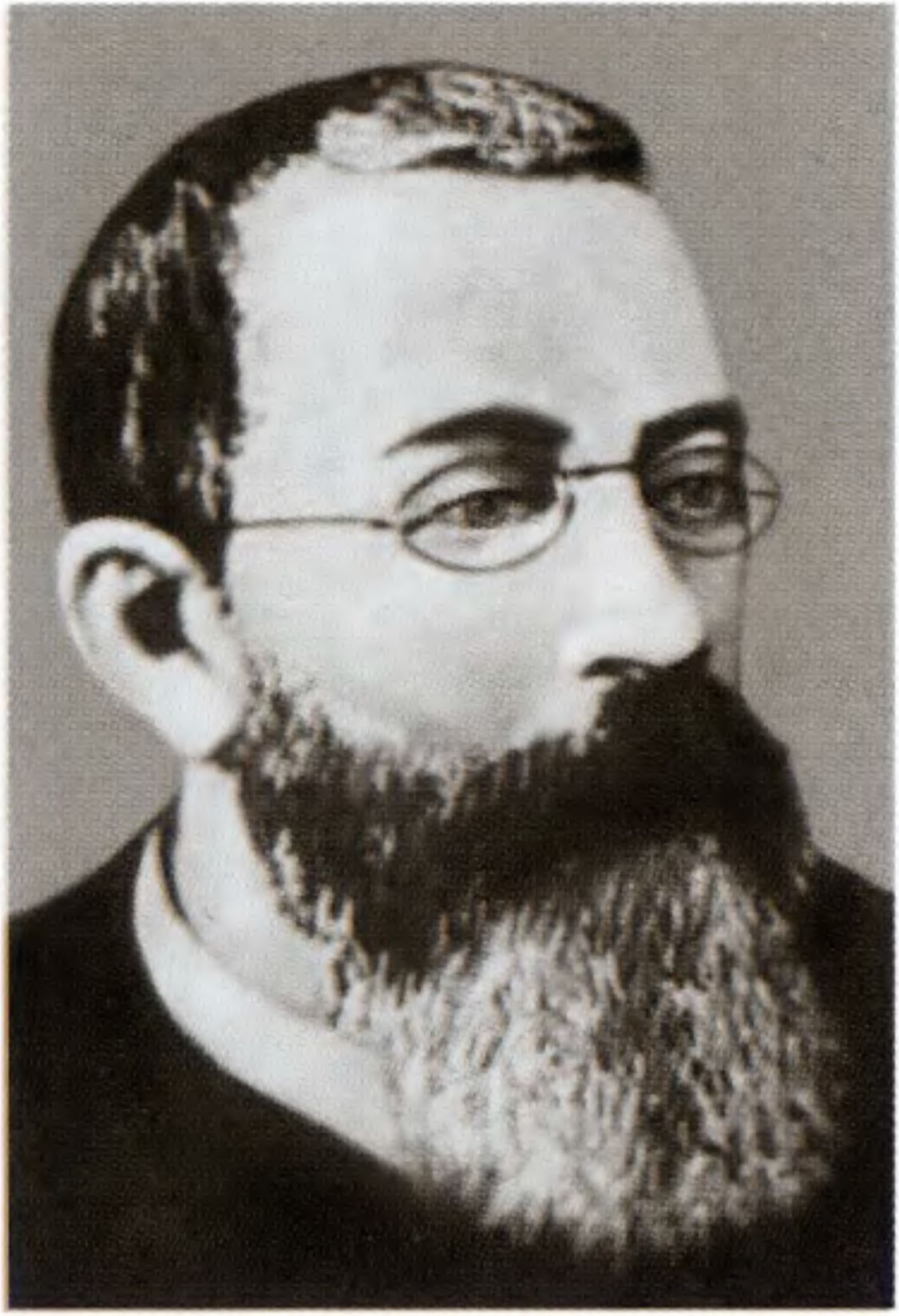
Эдуард Игнатьевич Циолковский — отец

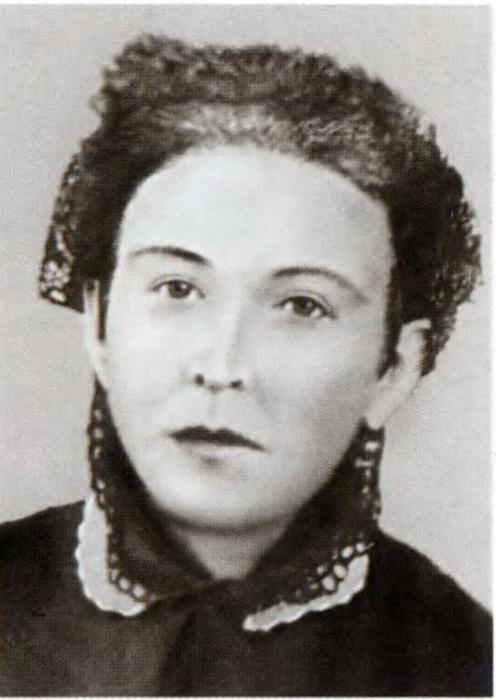
Мария Ивановна Юмашева — мать

В автобиографической рукописи «Черты моей жизни», написанной в 1935 году, К. Э. Циолковский утверждал, что у его отца была «…родственная связь с Наливайко». Известно, что шляхетский род Циолковских герба Ястржембец упоминался с 1697 года в Циолково Плоцкого воеводства. В том же году родоначальник — Яков Циолковский — участвовал в заседании Сейма при избрании польским королём Августа II. Представители рода владели деревнями Великое и Малое Циолково до 1777 года. После первого раздела Речи Посполитой прадед — Фома Циолковский — расстался со своими владениями и переехал на Житомирщину. В Российской империи в 1786 году родился Игнатий Фомич Циолковский — дед будущего учёного. Его младший сын, названный по-польски Макарий Эдуард Эразм, родился 31 марта 1820 года. Решением Правительствующего сената 28 мая 1834 года Эдуарду было выдано свидетельство дворянского происхождения, которое позволило поступить ему в Лесной институт. В 1841 году Эдуард Игнатьевич Циолковский окончил его в звании прапорщика второго разряда.
Э. И. Циолковский служил в Вятской губернии, а с 1843 года — в Рязанской, в Пронском уезде. В деревне Долгой он познакомился с мелкопоместными дворянами татарского происхождения Юмашевыми, владевшими также бондарной и корзинной мастерской. В январе 1849 году он обвенчался с их дочерью Марией Ивановной по православному обряду. Летом того же года Эдуард Циолковский был переведён в Спасский уезд в село Ижевское, где в доме на улице Польной (ныне Циолковского) родились их дети. По воспоминаниям сына, Эдуард Игнатьевич был по натуре мрачен, холоден, сдержан, и редко проявлял чувства напоказ; впрочем однажды у них с женой была размолвка такой силы, что Циолковский-старший хотел с нею разойтись. Согласно тем же воспоминаниям, отец «умеренно выпивал», всю жизнь курил. Получив практическое образование, он не знал иностранных языков (кроме польского, и читал польские газеты), не отличался религиозностью, и не являлся польским патриотом; в доме всегда говорили по-русски. Незадолго до кончины Эдуард Циолковский увлёкся русским Евангелием, возможно, под влиянием толстовства. Согласно тем же воспоминаниям Константина Циолковского, его мать не дожила до сорокалетия, перенеся 13 тяжёлых беременностей. Из детей выжили семеро — две дочери и пятеро сыновей, в том числе сам Константин, родившийся 5(17) сентября 1857 года.
В периоды 1860—1868 годов и в 1878—1881 годы семейство Циолковских проживало в Рязани, занимая несколько помещений в городской усадьбе Колемина (ныне улица Вознесенская, 40). Отец служил делопроизводителем Лесной конторы, а далее преподавал естествознание в землемерных классах Рязанской гимназии; коллеги-чиновники считали его «красным» и вольнодумцем. Материальное положение было трудным, в архиве сохранилась запись о выплате Э. Циолковским недоимки за квартплату за весь 1865 год. Домашним воспитанием и первоначальным образованием детей занималась мать, которую сын считал очень способной и образованной женщиной. Константин выучился читать самостоятельно в возрасте семи лет по «Сказкам» Афанасьева. Биографы признают его детство «счастливым»: видимо, он не был подавлен семейным воспитанием, отличался физической активностью. Привлекали его и естественные науки и техника: в восьмилетнем возрасте мать подарила ему игрушечный аэростат из коллодиума, наполняемый водородом; Константин увлекался запусками воздушных змеев, к которым могла быть привязана коробочка с тараканом. В 1867 году соседями по дому было семейство Василия Аполлоновича Белопольского — родного брата астронома; его сын Пётр дружил с братьями Циолковскими. Весной 1868 года Эдуард Игнатьевич по службе был переведён в Вятку.
Приблизительно в начале 1867 года (сам он затруднялся с датировкой), Константин сильно простудился, катаясь зимой на санках, заболевание перешло в тяжёлую скарлатину и вследствие осложнений он почти полностью оглох. Это чрезвычайно затруднило коммуникацию со всеми окружающими, определив особенности личности и развития Циолковского на всю оставшуюся жизнь.

### Образование. Жизненное призвание (1869—1880)

#### Вятка. Гимназия

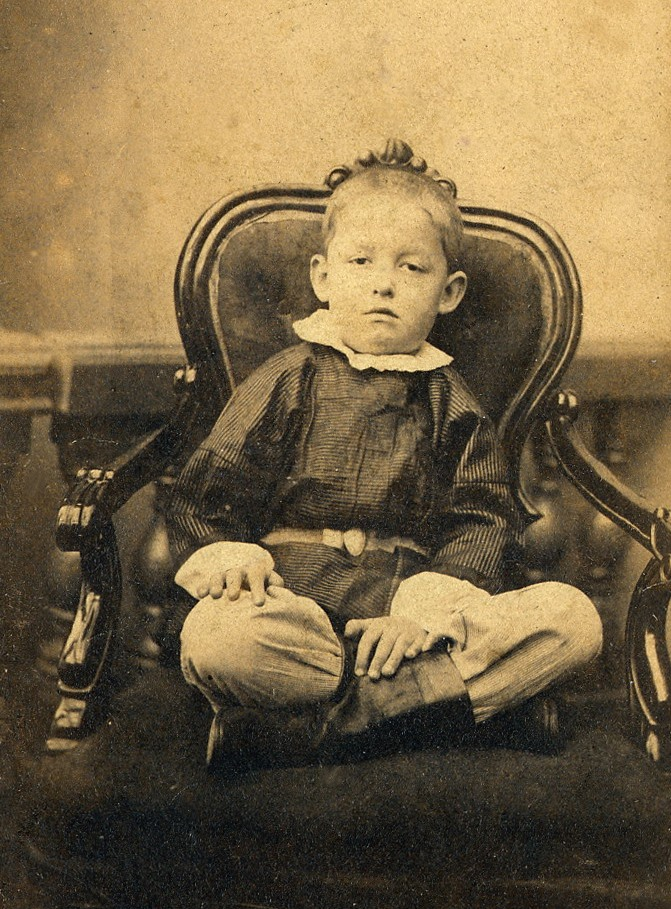
Константин Циолковский в возрасте 6—7 лет

В 1868 году Эдуард Игнатьевич Циолковский был назначен столоначальником Лесной конторы в Вятке. Вероятно, перевод был обусловлен и тем, что в этом городе жили родственники, в частности, старший брат Нарциз. Кроме того, в Вятке было много ссыльных поляков, служивших в разных ведомствах. Пребывание семьи в городе продлилось до 1878 года; квартировали Циолковские в усадьбе Швецовой, а в 1873—1878 годах — в доме Шуравиных. Осенью 1870 года ушла из жизни мать — Мария Ивановна Циолковская, точная дата её кончины неизвестна. Судя по подворной переписи 1873 года, Циолковские могли позволить себе держать горничную и кухарку; вместе с ними проживала и свояченица — Екатерина Ивановна Юмашева. По состоянию на 1876 год, Э. И. Циолковский занимал должность губернского землемера в чине надворного советника, имея 600 рублей годичного жалованья и дополнительно 200 «кормовых» рублей.
Младшего Циолковского в 12-летнем возрасте — в начале августа 1869 года — отдали в Вятскую классическую гимназию, освободив при том от платы за обучение:

Последствия болезни — отсутствие ясных слуховых ощущений, разобщение с людьми, унижение калечества — сильно меня отупили. Братья учились, я не мог. Было ли это последствием отупения или временной несознательности, свойственной моему возрасту и темпераменту, я до сих пор не знаю.
Н. Кочетков отмечал, что навыки самообразования и уважения к теоретическому знанию Циолковскому были привиты именно в гимназии. Тем не менее, судя по сохранившимся журналам, Константин отличался живостью характера, неоднократно подвергался дисциплинарным взысканиям, а из-за неуспеваемости по латинскому, греческому и немецкому, а также русскому языкам и Закону Божьему, был оставлен во втором классе на второй год. Результатом изоляции стало более или менее бессистемное самообразование, которым Циолковский усердно занимался начиная с 14- или 15-летнего возраста. Преимущественно оно сводилось к арифметике, геометрии и физике; Константин научился работать на токарном станке, стал задумываться о постройке аэростата. Отец, очевидно, понимая дарования сына, решил направить его в Москву. В июле 1873 года Константин был официально отчислен из четвёртого класса гимназии «для поступления в техническое училище». Он отправился в Москву с рекомендательным письмом Белопольским. Вероятно, его сопровождал отец: сохранился документ от 24 июля 1873 года, по которому Э. И. Циолковский получал 29-дневный отпуск.

#### Москва
Московский период жизни Циолковского скудно документирован и на склоне дней был сильно мифологизирован им самим. На жизнь Константину выделялось около 10 рублей в месяц (изредка удавалось получить 15), причём он старался минимум средств тратить на себя, и в течение трёх лет в буквальном смысле жил на хлебе и воде из расчёта 3 копейки в день; оставшиеся средства — вполне достаточные по ценам того времени — тратились на книги, материалы для физических и химических опытов, и тому подобного. Крайний аскетизм быта не помешал первому романтическому устремлению: хозяйка квартиры — прачка — поведала об удивительном «подвижнике»-постояльце своим клиентам — богатому купеческому семейству, обозначаемому в мемуарах как «Ц» (Цыплаков или Циммерман). В результате между начитанной барышней из обеспеченной семьи (имя её нигде не упоминалось) и Циолковским возникла переписка, которая велась около двух лет; прекращена она была по воле её родителей. По результатам изысканий В. Н. Кочеткова, Циолковский квартировал на Петропавловской улице близ дома Циммерманов в Лефортове. Согласно самому Циолковскому, он занимался в Чертковской публичной библиотеке, где его привечал «известный аскет Фёдоров, друг Толстого и изумительный философ и скромник», в частности, выдавая запрещённые цензурой книги. Согласно другим суждениям Циолковского, он познакомился с философскими взглядами Фёдорова лишь много лет спустя; кроме того, в библиотеке тот работал только с 1876 года, и не мог оказать на Циолковского особенно глубокого влияния. В. Кочетков высказал предположение, что Циолковский мог заниматься у Николая Петровича Малинина, преподавателя Образцовой школы при Московской учительской семинарии. Иными словами, степень самостоятельности Константина в столице чрезмерно преувеличивалась, а Э. И. Циолковский действовал через А. Белопольского и стремился подготовить сына к поступлению в Московское техническое училище. Далее, по-видимому, учителя распознали в Константине педагогический дар и предложили изменить программу занятий; по крайней мере, это хорошо объясняет последующие события.
Н. Моисеев, анализируя занятия Циолковского этого периода, отмечал, что он «ставит себе в этот период ряд проблем, новых, не вычитанных, может быть, а придуманных и только навеянных чтением. Все эти проблемы таковы, что они требуют какого-то механического оформления, решения»; это обозначается как «изучение основ физики и механики при помощи метода этюдного технического проектирования». Тем не менее, Г. М. Салахутдинов не считал его математическую подготовку и полученное образование сколько-нибудь фундаментальным. «Разбираясь в элементарной алгебре, он не имел твёрдых навыков в тригонометрии и в четырёх попытках отыскания тригонометрических функций в треугольнике дважды ошибся. Из высшей математики он умел дифференцировать и интегрировать простенькие выражения, а также раскладывать функции в ряд». Существенное влияние на становление Циолковского оказали труды Д. Писарева, у которого он воспринял методы популяризации научного знания; в известном смысле Константин Эдуардович испытывал и литературное влияние строя образной речи Писарева.

#### Вятка — Рязань

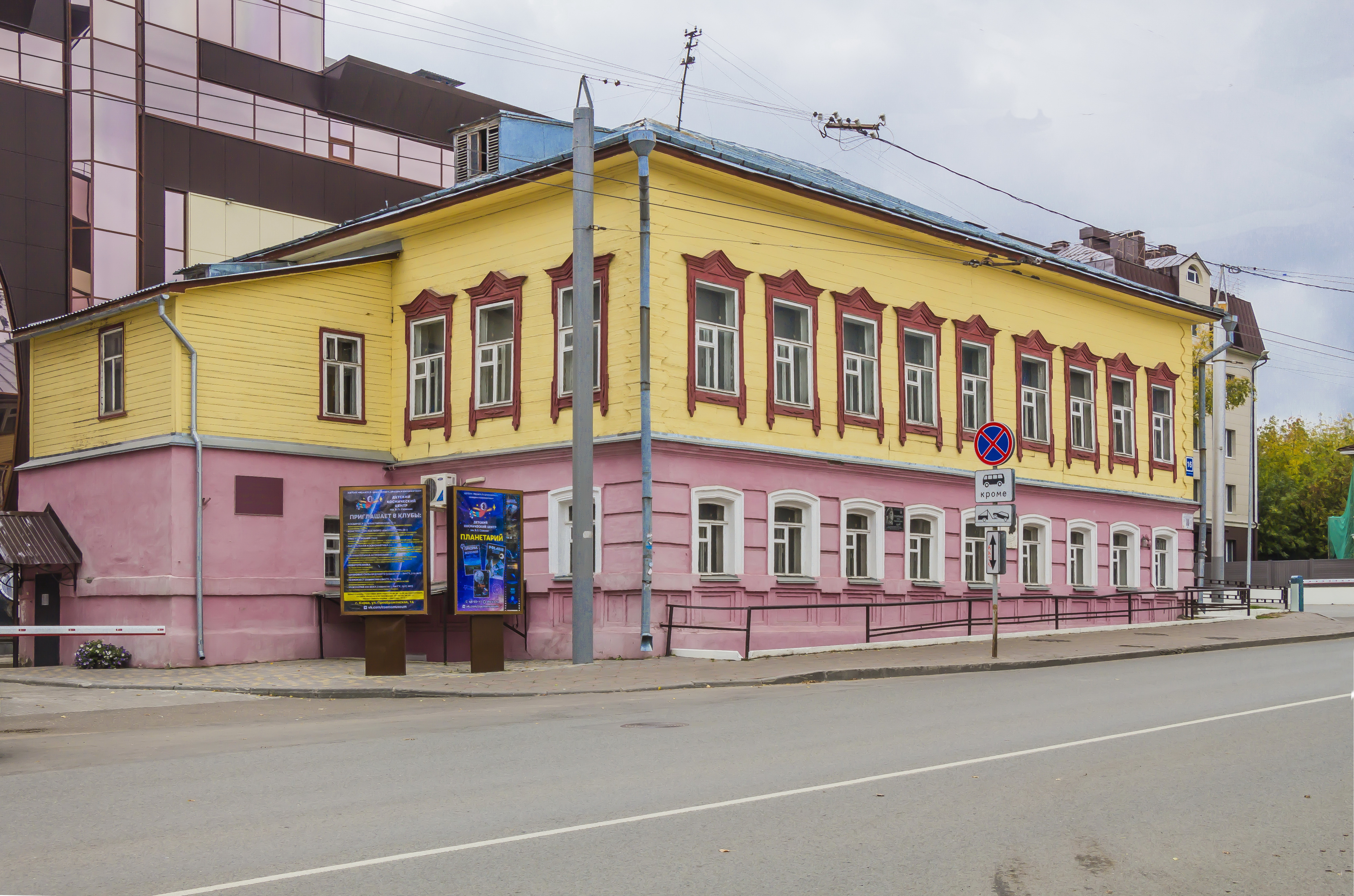
Усадьба Шуравиных в Вятке (ныне Кировский музей К. Э. Циолковского, авиации и космонавтики)

В 1876 году Константин вернулся в Вятку, причём обычно указываемая в биографиях причина, что отец более не мог его содержать, опровергается получением Эдуардом Игнатьевичем пособия в 100 рублей годовых на воспитание детей, выплачиваемого в течение шести лет. При помощи отца Циолковский устроился репетитором по алгебре и геометрии, и пользовался успехом, поскольку умел доступно объяснять предметы и демонстрировать их на собственноручно изготовленных моделях. Константин никогда не торговался, поэтому его гонорары колебались от 25 копеек до рубля за час занятий. Заработки стали регулярными, позволили накопить известную сумму и снимать отдельное помещение под мастерскую-лабораторию. Старший брат Александр, окончив Лесной институт, служил по соседству в Слободском. 7 ноября 1876 года от тифа скончался младший брат Игнатий — подающий надежды гимназист шестого класса. Ранее, в 1875 году скончалась и младшая сестра Екатерина, похороненная рядом с матерью. Наконец, в 1878 году Эдуард Циолковский вышел на пенсию, и принял решение вернуться в Рязань. К тому времени отец также страдал глухотой и неким нервным заболеванием, вызывающем «сотрясение всех членов и отнятие ног на продолжительное время». С отцом и Константином осталась тётка Е. И. Юмашева, которой был 51 год, и 13-летняя сестра Мария. Старший брат Александр в том же году был переведён в Бобровский уезд Воронежской губернии, а брат Иосиф (окончивший ранее Казанское пехотное училище) вернулся с фронта русско-турецкой войны в чине штабс-капитана.
Циолковские поселились на съёмной квартире в доме Н. Н. Трубниковой на Садовой улице. В Рязани не было заработка от уроков, накопленная сумма истаяла довольно быстро. 16 ноября 1878 года Константин прошёл медицинскую комиссию и был освобождён от воинской повинности ввиду глухоты и развившейся близорукости . В свой день рождения Циолковский сдал экстерном экзамен на звание учителя народных училищ. Сложнее всего оказалось испытание по Закону Божьему (5 сентября 1879 года), за которое он получил отличную оценку. Экзамен по русскому языку 12 сентября принёс удовлетворительную оценку, высшим баллом было удостоверено испытание по арифметике и алгебре (13 сентября); пробный урок также был сочтён комиссией удовлетворительным. Однако назначение на должность затянулось на четыре месяца, в течение которых Константину удалось устроиться репетитором в помещичьем семействе, в библиотеке которого оказались «Основы химии» Менделеева. От этого периода сохранились первые рукописи с проектами летательных аппаратов, а также рассуждения о тяжести и центробежной силе, некоторые чертежи и расчёты. В деревне он также увлёкся крестьянской девушкой, которую обучал дополнительно грамоте. 24 января 1880 года пришло извещение о назначении Циолковского учителем арифметики и геометрии в Боровское городское училище. Отец настолько обрадовался успехам сына, что за свой счёт «построил» ему положенные по должности мундир и шинель, что обошлось в 32 рубля, которые Константин вернул ему на каникулах из первого заработка. Эдуард Игнатьевич Циолковский скоропостижно скончался 9 января 1881 года на шестьдесят первом году жизни. Письмо об этом слишком поздно дошло до сына, он даже не побывал на похоронах; на этом оборвались семейные связи Константина Эдуардовича.

### Боровск (1880—1892)

Свидетельство уездного учителя математики, полученное Циолковским

#### Женитьба
Прибыв в Боровск, Циолковский поначалу остановился в гостинице, и уже на следующий день был приглашён в дом начальника училища А. Толмачёва. Получив подъёмные деньги, молодой учитель снял комнату в пустующем доме, в котором в первую же ночь чуть не угорел, и смог расторгнуть договор. Далее он снял квартиру (состоявшую из зала, передней и двух боковых комнат) у священника единоверческой Покровской церкви о. Евграфа Соколова. Дом принадлежал приходу и располагался на отшибе, на старом Калужском тракте. Квартира была тихой и подходила для научных занятий, хотя отец Евграф «жестоко выпивал». Кроме того, семья Соколовых пригласила Циолковского столоваться у них. Несмотря на глухоту, Циолковский быстро сошёлся с коллегами по училищу, особенно смотрителем А. Толмачёвым, учителем С. Чертковым (который стал первым издателем работ Константина Эдуардовича), и другими.

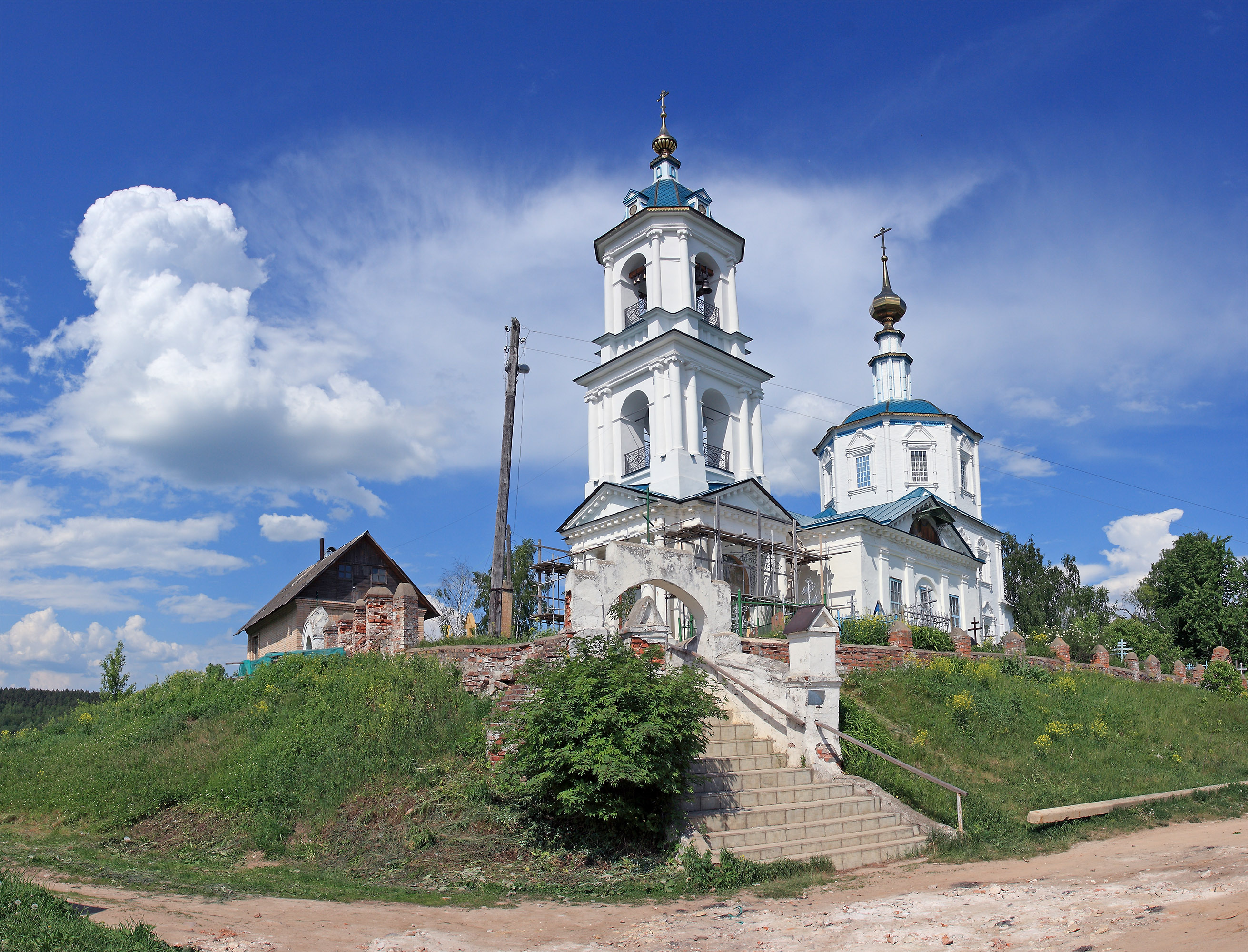
Рождественская церковь в селе Роща, в которой венчался Циолковский

20 августа 1880 года Константин Циолковский женился на дочери своего квартирного хозяина — 23-летней Варваре Соколовой. Венчание прошло в селе Роща в четырёх вёрстах от города; поручителями выступили учитель истории И. Чистяков и Н. Толмачёв (учитель епархиального училища), а также священник Евграф Соколов и его сын — семинарист Иван. В тот же день Циолковский купил у купца Воропянникова и привёз домой токарный станок. В предсмертных мемуарах он так описывал свой брак:

Я женился <…> без любви, надеясь, что такая жена не будет мною вертеть. Будет работать и не помешает мне делать то же. Эта надежда вполне оправдалась. Такая подруга не могла истощить и мои силы: во-первых, не привлекала меня, во-вторых, и сама была равнодушна и бесстрастна. У меня был врождённый аскетизм, и я ему всячески помогал. С женой мы всегда и всю жизнь спали в отдельных комнатах, иногда и через сени. <…> До брака и после него я не знал ни одной женщины, кроме жены. Мне совестно интимничать, но не могу же я лгать. Говорю про дурное и хорошее. Браку я придавал только практическое значение.
Сам Циолковский признавал, что брак его был несчастливым, а атмосфера в семье — угнетающей. Константин Эдуардович по натуре был деспотичен и в принципе не терпел возражений; при этом по мере сил помогал жене по хозяйству (даже шил себе и ей рубашки на швейной машинке), хотя со временем всё, что отвлекало его от собственных занятий, раздражало всё больше. Денег на прислугу не было, большинство потребностей (включая заготовку припасов на зиму) приходилось удовлетворять своими силами. Жители Боровска считали жену учителя «великомученицей». У Константина Эдуардовича и Варвары Евграфовны было семь детей: старшая дочь Любовь (1881—1957), четверо сыновей подряд — Игнатий (1883, покончил с собой в 1902 году), Александр (1885—1923, также покончивший с собой), Иван (1888—1919). Уже в Калуге появились на свет младший сын Леонтий (1892, на следующий год умер от коклюша), и ещё две младших дочери — Мария (1894—1964) и Анна (1897—1922). В автобиографии сказано: «от таких браков дети не бывают здоровы, удачны и радостны».

#### Учительская и научная деятельность

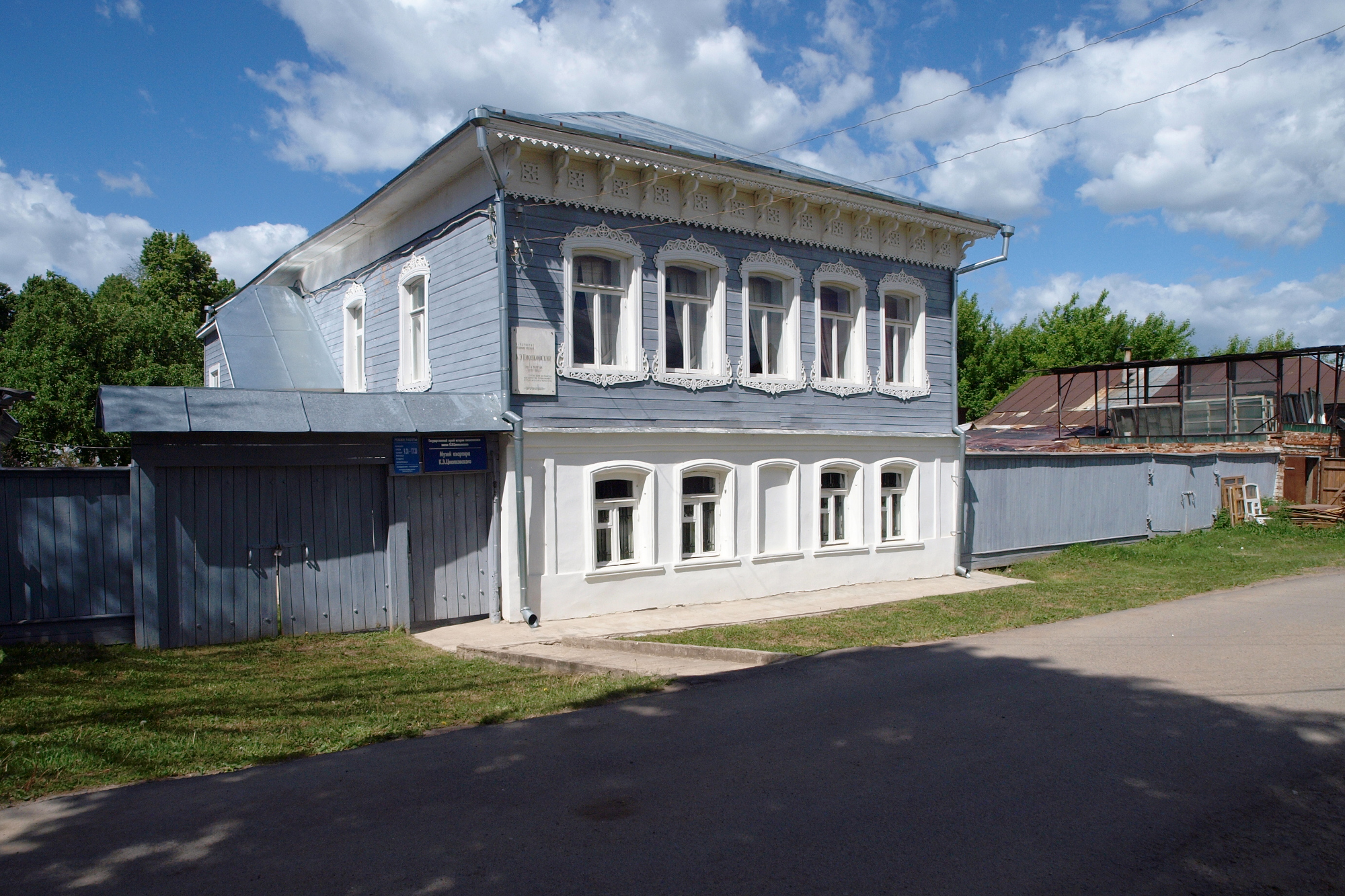
Музей Циолковского в Боровске

После кончины А. С. Толмачёва смотрителем училища стал Е. Ф. Филиппов, отношения с которым у Циолковского не сложились. Тем не менее, педагогический талант привлекал учеников, он никогда не злоупотреблял наказаниями и не повышал голоса, умел рассказывать и объяснять. При этом обычным в училище был способ дополнительного заработка: выставлялась «двойка» за четверть или родители извещались о непонятливости отпрыска, что требовало занятий сверх школы. Будучи дворянином, Циолковский был вхож в местное Дворянское собрание, сошёлся с уездным предводителем дворянства Д. Я. Курносовым, и репетировал его детей. Это позволило оградить учителя от произвола начальства. Однако вскоре епархиальные власти потребовали отчёта о его благонадёжности и отношению к Священному Писанию; документ представил его тесть о. Евграф, а также коллеги по училищу. После отъезда тестя из города, учителю в 1883 году пришлось искать другую квартиру, а затем переезжать ещё раз — на Калужскую улицу. Соседями Циолковских были незаурядные люди, в том числе местный краевед Н. П. Глухарёв, судебный следователь Н. К. Феттер, владелец большой библиотеки, а также энтузиаст И. В. Шокин, который выращивал в теплице лимоны и апельсины и запускал с Циолковским летающие модели. Константин Эдуардович получил в городе стойкую репутацию чудака, которая подтверждалась его эксцентричными выходками. Помимо ночных фейерверков и запуска воздушного змея с фонарём, он мог пользоваться вакуумным насосом («который отлично воспроизводил неприличные звуки»), когда у квартирных хозяев собиралась компания; иногда он приглашал досужих посетителей «отведать невидимого варенья», запускал электрическую машину и бил гостей током. Для домашних почти невыносимой была его привычка напевать во время работы в мастерской. В известном смысле, он был ярким воплощением образа энтузиаста-одиночки, увлечённого наукой.

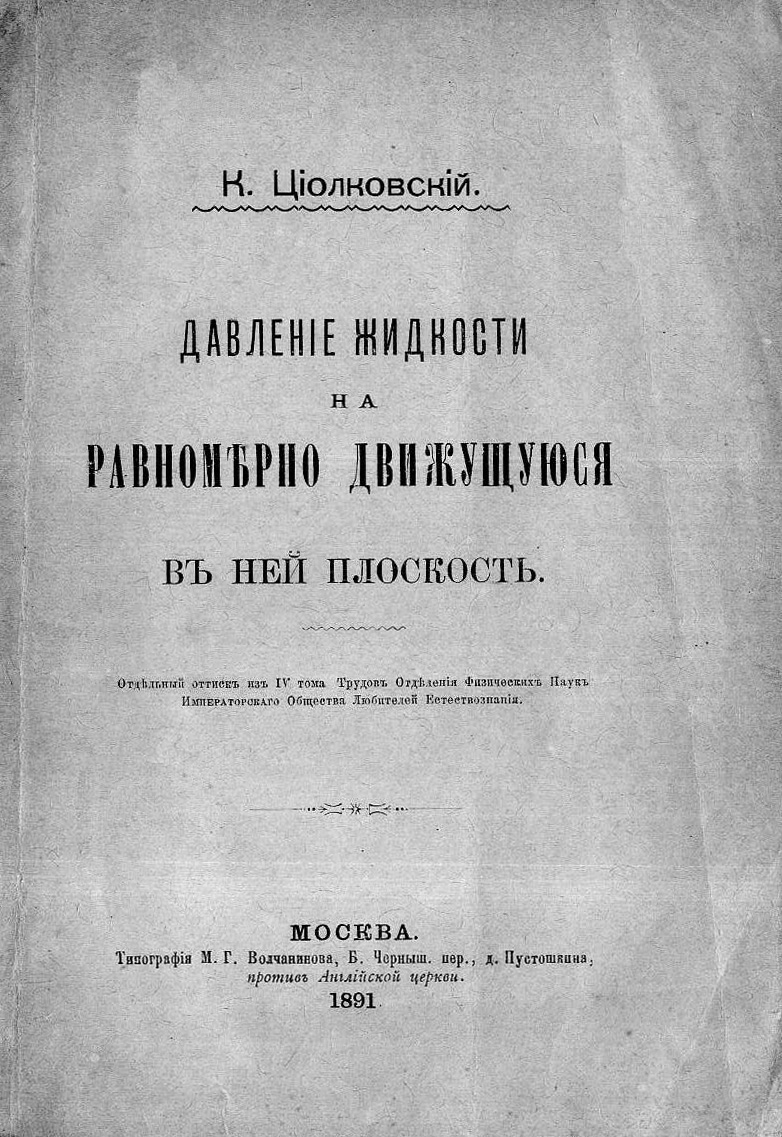
Первая печатная работа Циолковского «Давление жидкости на равномерно движущуюся в ней плоскость» (Труды отделения физических наук Императорского общества любителей естествознания, Т. IV)

В 1882—1883 годах Циолковский написал свои первые научные работы, посвящённые кинетике газов и аэродинамическому подобию (обе не сохранились). Рукопись первой статьи попала на отзыв к П. П. Фан-дер-Флиту, который оценил энтузиазм и способности провинциального учителя; в результате Циолковского приняли в ряды Русского физико-химического общества. В 1884 году Циолковский получил чин губернского секретаря (со старшинством от 26 марта 1880 года), а с 8 ноября 1885 года чин коллежского секретаря. 23 декабря 1886 года он был повышен до титулярного советника. 1886—1887 годы оказались плодотворными для Константина Эдуардовича — он закончил расчёты большого управляемого аэростата, а также написал повесть «На Луне». Весной 1887 года Боровск посетил также П. Голубицкий, и под впечатлением от знакомства, организовал Циолковскому поездку в Москву. Там в Политехническом музее на заседании Общества любителей естествознания Константин Эдуардович читал доклад о металлическом аэростате. После возвращения, 23 марта 1887 года дом Циолковских сгорел (сосед-углежог запалил по неосторожности сенной сарай), погибла библиотека и почти всё имущество. Учитель надолго погрузился в депрессию, которая внешне выражалась в полной бесстрастности. Новый дом на половодье 1888 года оказался затоплен, вода из подвала не уходила всё лето и подмыла крыльцо. Вероятно, к этому времени относился первый визионерский опыт Циолковского — ему было видение правильного четырёхконечного креста в облаках как «доказательства» сверхъестественного бытия. Осенью удалось переехать в комфортабельную квартиру на Молчановской улице (обстановка досталась от прежних хозяев), плата за которую составляла 6 рублей в месяц — четверть учительского жалованья. Дочь Любовь устроили в гимназию, прочих детей обучал сам отец; по воспоминаниям, если в училище он был спокоен и терпелив, то к своим детям предъявлял завышенные требования, горячился, иногда срывался и на рукоприкладство, за провинность мог поставить в угол или не выпускать из дома на неделю. От детей требовалось безусловное повиновение.
В 1889 году Циолковский был удостоен чина коллежского асессора (старшинство с 23 марта) и продолжал совершенствовать педагогический опыт. В 1890 году он разработал новые учебные программы по арифметике и геометрии для 1—3 классов, утверждённые педагогическим советом Боровского училища. Летом 1890 года попечитель Московского учебного округа предложил Циолковскому перевод во Владимирское училище, тот дал согласие, но перевод не состоялся. Сам Константин Эдуардович оканчивал проект металлического дирижабля, доложенный 23 октября на заседании ИРТО; проект был одобрен, но в финансировании было отказано. В 1891 году Циолковский занялся проектом аэроплана, отправленного Н. Е. Жуковскому, который высказался о нём вполне благожелательно. Наконец, 27 января 1892 года директор народных училищ Калужской губернии Д. С. Унковский обратился в Москву с ходатайством о переводе Циолковского — «одного из способнейших и усерднейших преподавателей» — в Калугу. 4 февраля ходатайство было удовлетворено; жалованье должно было составить 36 рублей в месяц. Город Боровск устроил учителю торжественные проводы: хор мальчиков пел «Многая лета», учительский коллектив произнёс напутствие.

### Калуга (1892—1935)

Семья К. Э. Циолковского в Калуге
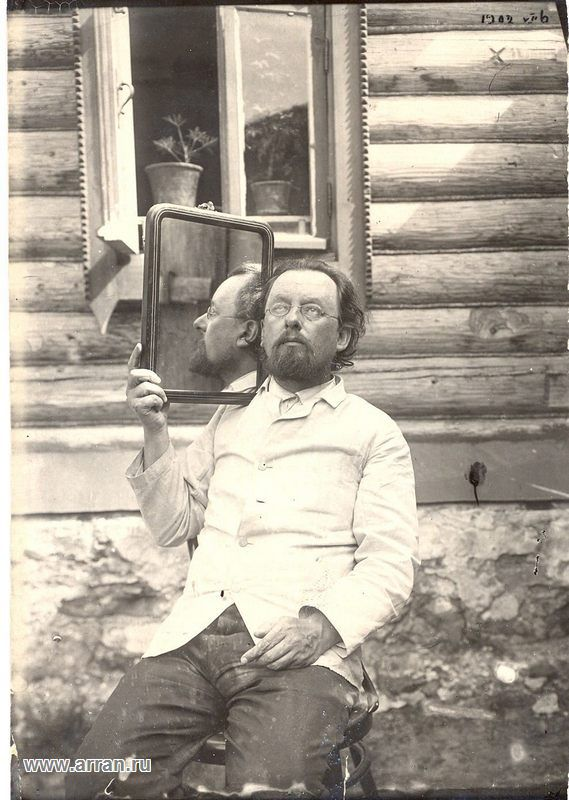
К. Э. Циолковский с зеркалом 6 июля 1902 года. Фото А. Ассонова
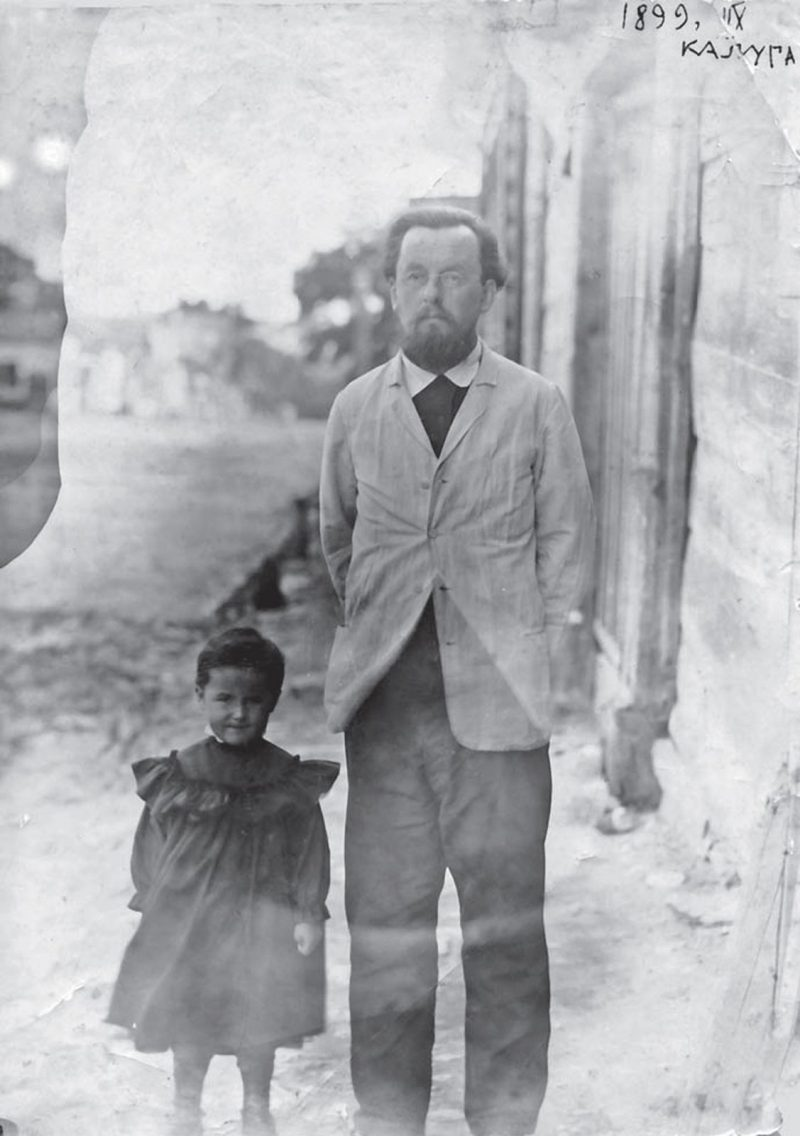
Циолковский с дочерью Марией, сентябрь 1899 года. Фото А. Ассонова
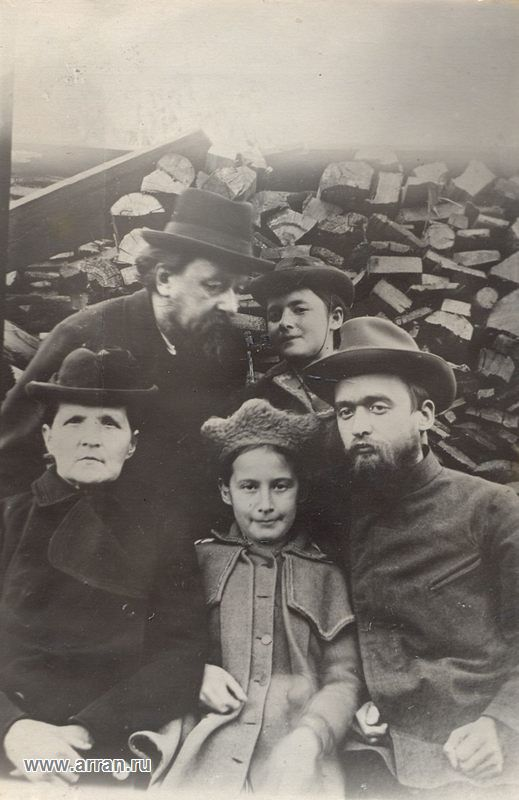
Семья Циолковских во время наводнения 1908 года. Фото К. Циолковского (автоспуск)
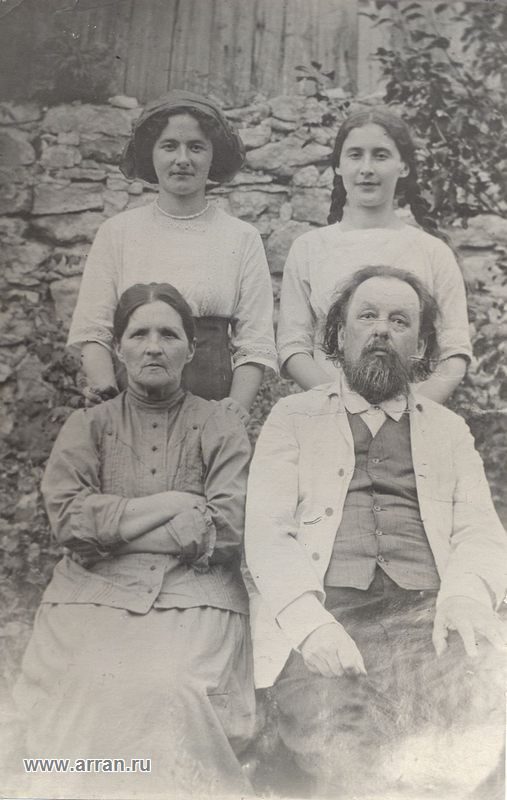
Циолковский с женой и дочерьми летом 1914 года. Фото А. Ассонова

#### Дом и научно-технические проекты (1892—1917)
Константин Эдуардович Циолковский провёл в Калуге всю зрелость и старость: от 35 до 78 лет. Вместе с Циолковским в губернский центр были переведены его боровские коллеги С. Чертков, Е. Казанский и В. Ергольский. Квартиру на Георгиевской улице в доме Тимашовой помог снять учитель географии из Боровска Е. Еремеев. С 4 февраля 1892 года Константин Эдуардович служил учителем арифметики и геометрии в уездном училище. 8 августа в Калуге родился младший сын Циолковских — Леонтий. На следующий год семья переехала в более удобную квартиру на той же улице; в этом доме появились на свет младшие дочери. Циолковский поддерживал дружеские отношения с боровским уездным предводителем дворянства Д. Курносовым, поэтому лето 1893 года провёл в его имении, репетируя отпрысков Дмитрия Яковлевича; годовалый сын Леонтий скончался от коклюша в отсутствие отца. Основное содержание жизни Циолковского во второй половине 1890-х годов составили его работы по металлическому аэростату, постройка в 1897 году аэродинамической трубы. Напряжённая работа привела к тяжёлому заболеванию, которое осенью 1897 года осложнилось перитонитом. Благодаря усердию врачей В. Н. Ергольского и И. А. Казанского, операция прошла успешно и Циолковский выжил, но, по-видимому, перенёс клиническую смерть. В мемуарах он писал:

Последнее, что я запомнил, — это состояние падения в какую-то пропасть, а потом меня окутало тёмное облако. Сколько времени пребывал в небытии, не знаю. <…> С того дня я знаю, что такое небытие — это бесчувствие, отсутствие всяких ощущений и мыслей, а следовательно, и самого сознания.
С 1899 года Циолковский преподавал дополнительно физику в женском епархиальном училище — закрытом учебном заведении для детей духовенства. В том же году он в очередной раз попытался обратить внимание Академии наук на свои труды по аэродинамике, отправив прошение по содействию опытам, и в результате в следующем, 1900 году, получил из Петербурга 470 рублей, на которые смог построить новую аэродинамическую трубу. Кроме того, за 20-летнюю беспорочную службу учитель Циолковский получил пенсию в 324 рубля в год. В мае 1903 года вышел труд «Исследование мировых пространств реактивными приборами». Далее произошла трагедия: 19-летний сын Игнатий, студент Московского университета, покончил с собой 2 декабря 1903 года, приняв цианистый калий. Отец ездил в Москву на похороны, потерял там сознание, и с трудом вернулся к реальности. Переживания стали основой для написания «Этики». Деньги на обучение Игнатия позволили старшей сестре Любови окончить Высшие женские курсы.

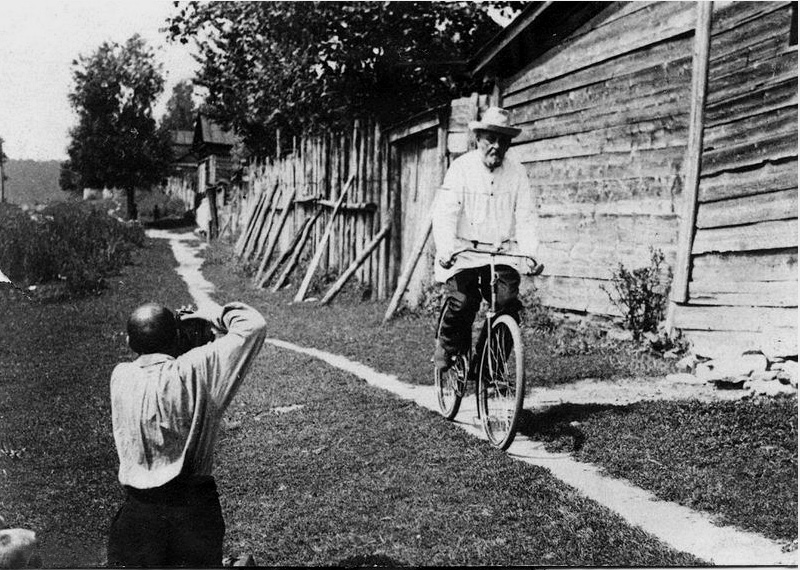
К. Э. Циолковский на велосипеде в 1932 году. Фото Ф. Чмиля

5 мая 1904 года Циолковский на накопленные средства смог купить собственный дом на улице Коровинской. Первоначально это была одноэтажная постройка с одной комнатой (её разгородили на две части) и сенями. Постепенно добавилась жилая пристройка в два окна и второй этаж — «светёлка», с мастерской и библиотекой хозяина дома. Весной 1908 года дом, расположенный в низине, сильно пострадал в половодье, уровень воды в помещении превышал метр; подмокло всё имущество. Библиотеку затем пришлось сушить по листочку. По воспоминаниям дочери учёного Марии Константиновны, в доме весь распорядок был посвящён его хозяину. Ритм жизни определялся занятиями отца-учителя и дочерей, которые учились в разных гимназиях (частной М. Шалаевой и казённой губернской). Обедали всегда всем семейством. Поскольку в церковных училищах праздники не были учебными днями, после церковных служб Циолковский занимался научной работой. Он также любил ездить на велосипеде.
В источниках и современной историографии приводятся противоречивые отзывы о взаимоотношениях Циолковского с калужанами. Обычно упоминается о непонимании его идей, которые считались «пустой фантазией», а дочь Любовь Константиновна в своих воспоминаниях «Рядом с отцом» прямо утверждала, что городские обыватели именовали его «чудаком, занимавшимся безделушками». Напротив, в учительской среде Калуги Циолковский оценивался чрезвычайно высоко, а глава частного реального училища Ф. М. Шахмагонов прямо аттестовал его «как человека выдающегося». Ситуация стала меняться в 1896—1897 годах, когда в США был объявлен конкурс на создание летательной машины, годной для перевозки людей. В «Калужском вестнике» появилась объёмная статья П. М. Голубицкого «О нашем пророке» с призывом помочь Циолковскому в его исследованиях. После публикаций начала XX века и переписки с Академией наук, репутация Циолковского несколько улучшилась, он охотно приглашал к себе любопытствующих, демонстрировал свои модели дирижаблей и распространял брошюры. Одним из самых близких друзей стал В. И. Ассонов, дружба с которым потом перешла и к сыновьям Александру и Владимиру Ассоновым. В круг общения Ассоновых входили также энтузиасты творчества Циолковского П. П. Каннинг (1877—1919) и С. В. Земблинов. По мнению последнего, идеи Константина Эдуардовича в 1910-е годы были популярны в среде инженерного состава управления Сызрано-Вяземской железной дороги. Поддерживало учёного и семейство Терениных, младший сын которых А. Н. Теренин впоследствии стал академиком.
Ассонов так вспоминал о своём первом знакомстве с Циолковским в 1892 году:
На следующий день кто-то дернул звонок (электрические были тогда редки). Я открыл дверь и сказал отцу, что к нему пришли. Вошел человек в осеннем пальто, выше среднего роста, волосы длинные и черные, карие глаза. Он был в длинном сюртуке. При разговоре стеснялся и краснел. Отец пригласил его зайти в гостиную и долго с ним говорил об издании его работ. Я стоял в дверях и слушал. Вскоре Константин Эдуардович ушел, надевая на ходу пальто. Потом за обедом отец рассказывал, что этот учитель — замечательный математик и надо приложить все старания, чтобы издать его новые труды, собрав деньги путем подписки среди знакомых. Так и была издана вторая часть «Аэростата».

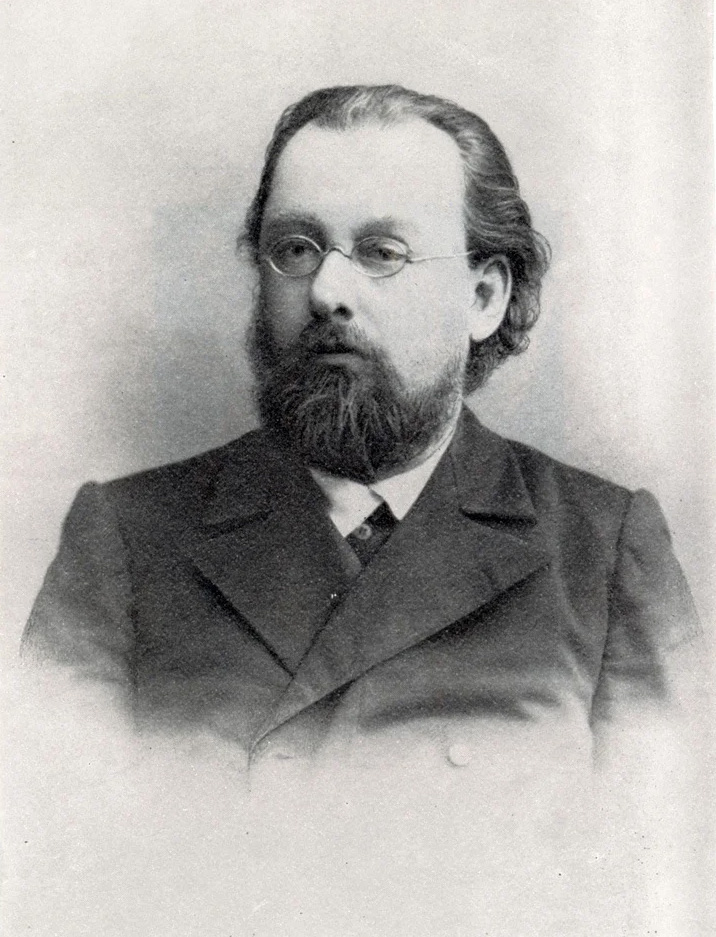
Циолковский в 1909 году

Работы Циолковского по проектированию цельнометаллического дирижабля, рецензированные ведущими специалистами России (в том числе Жуковским и Рыкачёвым) привлекли внимание газеты «Русское слово». Редакция даже объявила сбор средств для продолжения работ, собрала около 500 рублей, но до Калуги они так и не дошли. По инициативе Н. Е. Жуковского, Циолковский был избран в 1904 году членом Общества любителей естествознания по физическому отделению. 6 мая 1906 года Циолковский был награждён Орденом св. Станислава III степени «за успехи на педагогическом поприще». В конце года скончался старший брат Циолковского — Александр, который дослужился до управляющего государственными имуществами Таврической губернии.
Работы Циолковского в области аэродинамики и сопротивления материалов для цельнометаллических летательных аппаратов, которые велись в течение десятилетия, побудили его заняться оформлением патентов. 26 июня 1909 года в Департамент торговли и мануфактуры минфина была подана заявка на подвижное соединение металлических листов обшивки дирижабля. Аналогичные заявки на патенты в Германии и Великобритании были оформлены к середине декабря того же года. Ввиду дороговизны процедуры оформления, в январе 1910 года Циолковский подал заявку о пособии в Общество содействия успехам опытных наук и их практических применений, и просил Н. Е. Жуковского ходатайствовать о том же. В мае Совет общества ассигновал изобретателю 400 рублей на постройку наглядной модели. Параллельно заявки на патенты соединения листов оболочки цельнометаллического аэростата в течение 1910 года подавались в Бельгии и Швеции, в декабре — и в Италии. В общем, изыскать средства на оформление патентов Циолковскому не удалось, хотя он к 1911 году оформил заявки на патент и в Австрии и США, принята была заявка и в России. Публикация на французском языке в журнале «L ’Aeronaute» заметно увеличила интерес к трудам Константина Эдуардовича на родине. Калужское общество изучения природы родного края избрало Циолковского своим почётным членом. В 1913 году произошло знакомство Циолковского с Я. Перельманом, которого в первую очередь интересовали идеи покорения космического пространства. Циолковский пытался заинтересовать проектом дирижабля военное ведомство, в 1914 году участвовал в работе III всероссийского съезда воздухоплавателей (доклад делал его поклонник П. П. Каннинг). К 1914 году Н. Е. Жуковский и В. Н. Ветчинников окончательно дали на работы Циолковского отрицательное заключение и признали финансирование их нецелесообразным.
Во время Первой мировой войны Циолковский занимался утопическими проектами преобразования транспортной системы и создания общего языка. В 1915 году было отклонено ходатайство о его награждении Орденом Св. Анны III степени. С 1 августа 1916 года он был принят на договор в Калужское Романовское высшее начальное училище и был освобождён от обязанностей в епархиальном женском училище. П. Каннинг и Я. Перельман с этого года начали активную пропаганду космических проектов Циолковского. Наконец, летом 1917 года Константин Циолковский подал прошение о выходе на пенсию и прошёл медицинское освидетельствование. 23 июля прошение было удовлетворено министром народного просвещения «ввиду его продолжительной педагогической деятельности» с назначением пенсии в 35 рублей в месяц.

#### Первые советские годы (1918—1923)

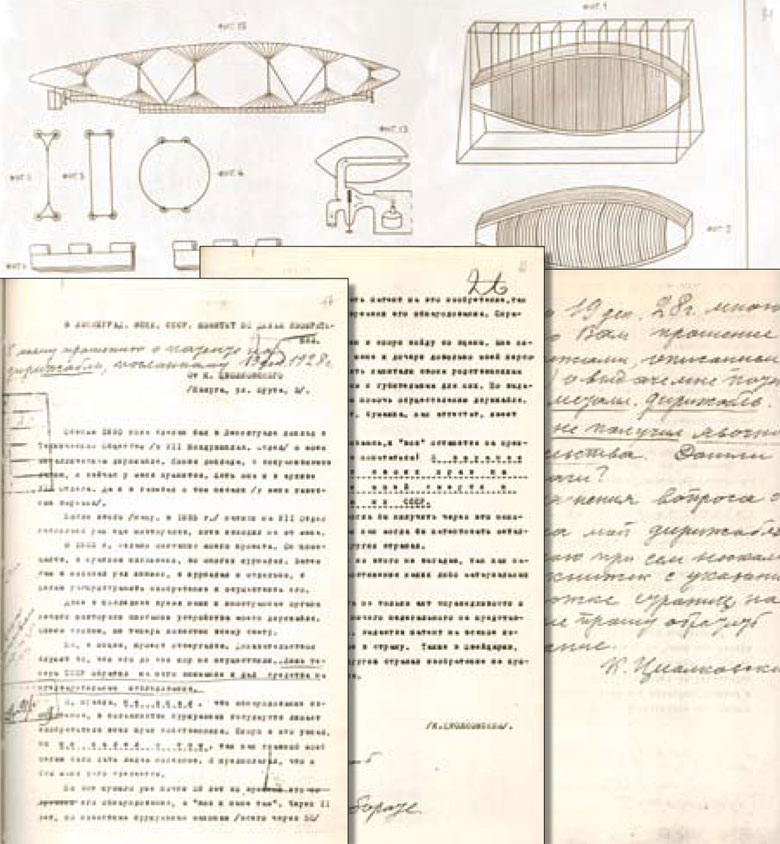
Металлический дирижабль. Заявочные материалы на изобретение. 1929

Советская власть была установлена в Калуге 27 ноября (11 декабря) 1917 года. По причине глухоты 60-летний Циолковский не участвовал в политических дискуссиях революционного года, хотя и утверждал в автобиографии, что его считали «большевиком». После открытия в декабре Народного университета, Циолковский прочитал там несколько лекций о социальном устройстве будущего общества и философии знания. Жизнь оказалась чрезвычайной сложной: нерегулярно выплачиваемой пенсии не хватало в условиях резкого роста цен, иногда не было дров и керосина, освещаться приходилось лучинами, а члены семьи не голодали только потому, что дочь Анна Константиновна служила в продовольственном отделе за 270 рублей. 1 июля 1918 года были закрыты все старые учебные заведения, и Циолковский лишился возможности подработок в епархиальном училище. В результате 30 июля он обратился с ходатайством в Социалистическую академию, и был принят её членом-соревнователем с зарплатой 300 рублей в месяц. Кроме того, с 1 ноября Константина Эдуардовича приняли учителем Шестой советской трудовой школы II ступени. В феврале 1919 года Циолковский начал широкую рассылку своих брошюр об аэростатах и самолётах в штаб Южного фронта и по наркоматам. Удалось заинтересовать управление Красного военно-воздушного флота, однако его комиссия (в которую входил и Н. Е. Жуковский), дала 30 мая отрицательное заключение о возможности строительства дирижабля Циолковского. 5 октября 1919 года от заворота кишок и отравления испорченной квашеной капустой в мучениях скончался сын Циолковского Иван.
Наконец, 17 ноября Циолковский был арестован ВЧК и отправлен в Москву. Впрочем, причина ареста оказалась недоразумением, и его отпустили через две недели (2 декабря), вдобавок, с ходатайством обратились и деятели образования города Калуги. По распоряжению начальника особого отдела Московской ЧК Е. Г. Евдокимова дело было прекращено; далее возникла легенда, что Константин Эдуардович лично общался с Дзержинским. В воспоминаниях Циолковский утверждал, что кормёжка во внутренней тюрьме на Лубянке оказалась лучше, чем пайки на воле. Возвращался в Калугу он на товарном поезде, причём при посадке сильно повредил ногу и с трудом добрался до дома. Сильным ударом после возвращения в Калугу стала болезнь и смерть П. П. Каннинга в декабре 1919 года; по воспоминаниям, Константин Эдуардович «плакал назврыд». В июне 1920 года Циолковский был принят в ряды Общества любителей мироведения (хотя лично познакомиться с его председателем Н. Морозовым так и не удалось), однако Социалистическая академия отказалась его переизбирать. Перестала выплачиваться и пенсия. Необходимость выживать побудила Циолковского обратиться в 1920 году в Киевский губернский совнархоз с предложением переселить его на Украину «для использования его изобретений». Главным образом, этому способствовал лётчик А. Я. Фёдоров, переписка с которым стала причиной ареста в предыдущем году. В сентябре власти были готовы передать для переселения целый вагон. В январе — феврале 1921 года калужский губсовнархоз связался с главным управлением Рабоче-крестьянского красного воздушного флота, а 9 апреля Циолковский был взят под «особую опеку» и даже была создана инициативная группа Общества металлического дирижабля. 20 июня Циолковский был зачислен в губсовнархоз на должность техника-конструктора (позднее — консультанта) и было направлено ходатайство в Наркомпрос о присуждении ему академического пайка и персональной пенсии. Академический центр Наркомпроса 26 августа выделил Циолковскому единовременно 500 000 рублей пособия, 1 октября начал выдаваться академический паёк в двойном размере. 22 октября 1921 года Циолковский подал заявление с просьбой освободить его от обязанностей преподавателя в калужской школе. 1 ноября 1921 года Циолковский был окончательно уволен из советской трудовой школы по состоянию здоровья. 9 ноября Малый Совнарком рассматривал дело Циолковского, в результате было вынесено постановление назначить ему пожизненную пенсию в 500 000 советских рублей в месяц. Пока разворачивалась бюрократическая процедура, 21 января 1922 года от туберкулёза скончалась дочь Циолковского Анна (в замужестве Киселёва), которая была к тому времени членом РКП(б). 22 апреля губсовнархоз сократил ставку Циолковского, но взамен было указано на «необходимость изыскать способ поддержания работ Циолковского и создать вокруг него такую атмосферу, которая позволила бы ему в полной мере посвятить своё время, энергию и познания на благо государства». С 1 мая губсовнархоз стал выплачивать Циолковскому 25 миллионов инфляционных рублей в месяц. Власти серьёзно отнеслись к проекту металлического дирижабля, и 29 сентября 1922 года научно-технический комитет Главвоздухофлота ассигновал Циолковскому 3000 рублей золотом на постройку действующей алюминиевой модели воздушного судна. После денежной реформы в СССР решением Совнаркома К. Э. Циолковскому была установлена пенсия в 75 рублей золотом в месяц. В это время произошло знакомство учёного с А. Л. Чижевским. 28 июня 1923 года произошла трагедия: на почве депрессии покончил жизнь самоубийством сын Циолковского Александр, живший на Украине.

#### Всесоюзная слава. Последние годы жизни (1924—1934)

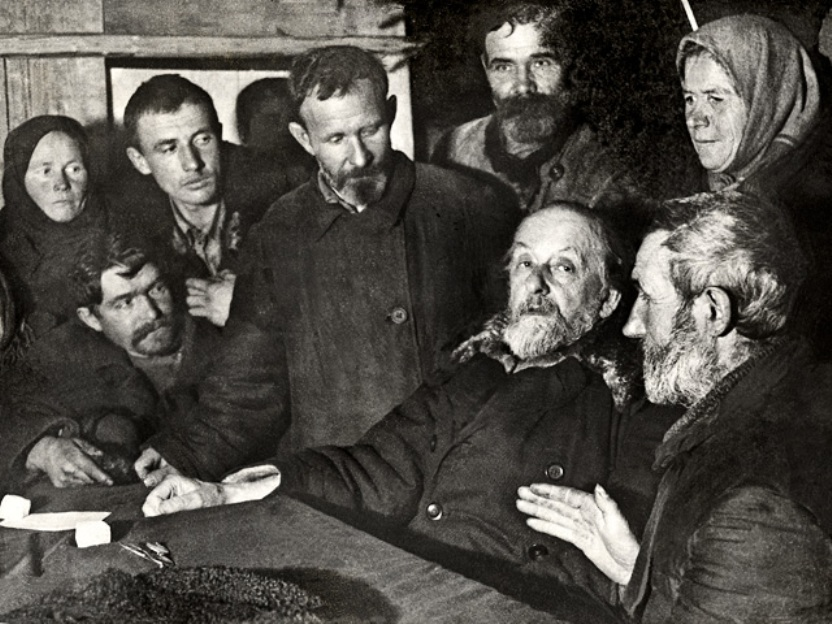
К. Э. Циолковский беседует с колхозниками после прочитанной им лекции «Когда погаснет Солнце». Деревня Угра, 2 декабря 1934 года. Фото Ф. А. Чмиля

В 1924 году при военно-научном обществе Академии воздушного флота была открыта секция межпланетных сообщений, переписку с которой К. Э. Циолковский начал 29 апреля; впрочем, «как преждевременная», уже в декабре она была ликвидирована. В июне в секцию была отправлена первая часть статьи «Жизнь в межпланетном эфире»; тогда же из журнала «Техника и жизнь» пришла заявка на научно-популярную статью о межпланетных сообщениях, тем более, что в № 13 планировалось поместить материал на эту тему от Ф. А. Цандера. Статьи не были опубликованы. По заказу Главвоздухофлота в декабре Циолковский закончил большую модель металлического дирижабля, о чём рапортовал и Калужский губсовнархоз. Комиссия осмотрела модели 4 апреля 1925 года, о чём сам Циолковский писал, что металлическая оболочка «плохо удалась (плохой материал и мои промахи)». 3 мая в большой аудитории Политехнического музея прошёл публичный диспут о дирижабле Циолковского, в котором приняли участие представители ЦАГИ, Главвоздухофлота, Всероссийской ассоциации натуралистов (АССНАТ), и даже Наркомзема. В пресс-конференции после его окончания Циолковский заявил, что необходимо строительство нелетающей модели для отработки технологии, при финансировании Главвоздухофлота. 3 июня техническая комиссия Воздухофлота постановила отпустить 2000 рублей для работы по проектированию модели дирижабля объёмом 150 м³. 16 июля вопрос об этом рассматривался на Бюро съездов Госплана, и было принято решение обеспечить условия для работы Циолковского, чтобы можно было разработать детальный проект с техническими расчётами на основе имеющейся принципиальной схемы. 4 августа президиум Осоавиахима постановил открыть кредит на постройку модели дирижабля Циолковского, и к апрелю 1926 года она строилась в АССНАТе из латуни. Комиссия Воздухофлота 14 мая и Бюро Президиумов Авиахима СССР и РСФСР от 9 августа постановили дальнейшую работу над моделями нецелесообразной. В сентябре для рассмотрения проектов Циолковского была создана комиссия ЦАГИ (председатель В. П. Ветчинкин), которая признала конструкцию дирижабля нерациональной. Рассмотрение дела о дирижабле продолжалось и в 1927 году. В ноябре 1927 года комиссия Наркомсобеса по присуждению персональных пенсий повысила пенсию Циолковского до 150 рублей в месяц, но в феврале 1928 года Совнарком РСФСР оставил её в размере 75 рублей в месяц. В 1929 году к родителям переехала самая младшая дочь Мария (в замужестве Костина), и стала вести домашнее хозяйство.
31 мая 1928 года около 20 часов Циолковский во второй раз в жизни испытал визионерский опыт, который описывал так:

Солнце ещё не зашло, но было закрыто облаками. И вдруг почти у самого горизонта я увидел как бы напечатанные, горизонтально расположенные рядом три буквы: чАу. Ясно, что они были составлены из облаков и были на расстоянии вёрст 20-30. Пока я смотрел на них, они изменяли свою форму. Но что означали эти буквы? Тут же мне пришло в голову принять буквы за латинские. Тогда я прочёл РАЙ. Это уже имело смысл.

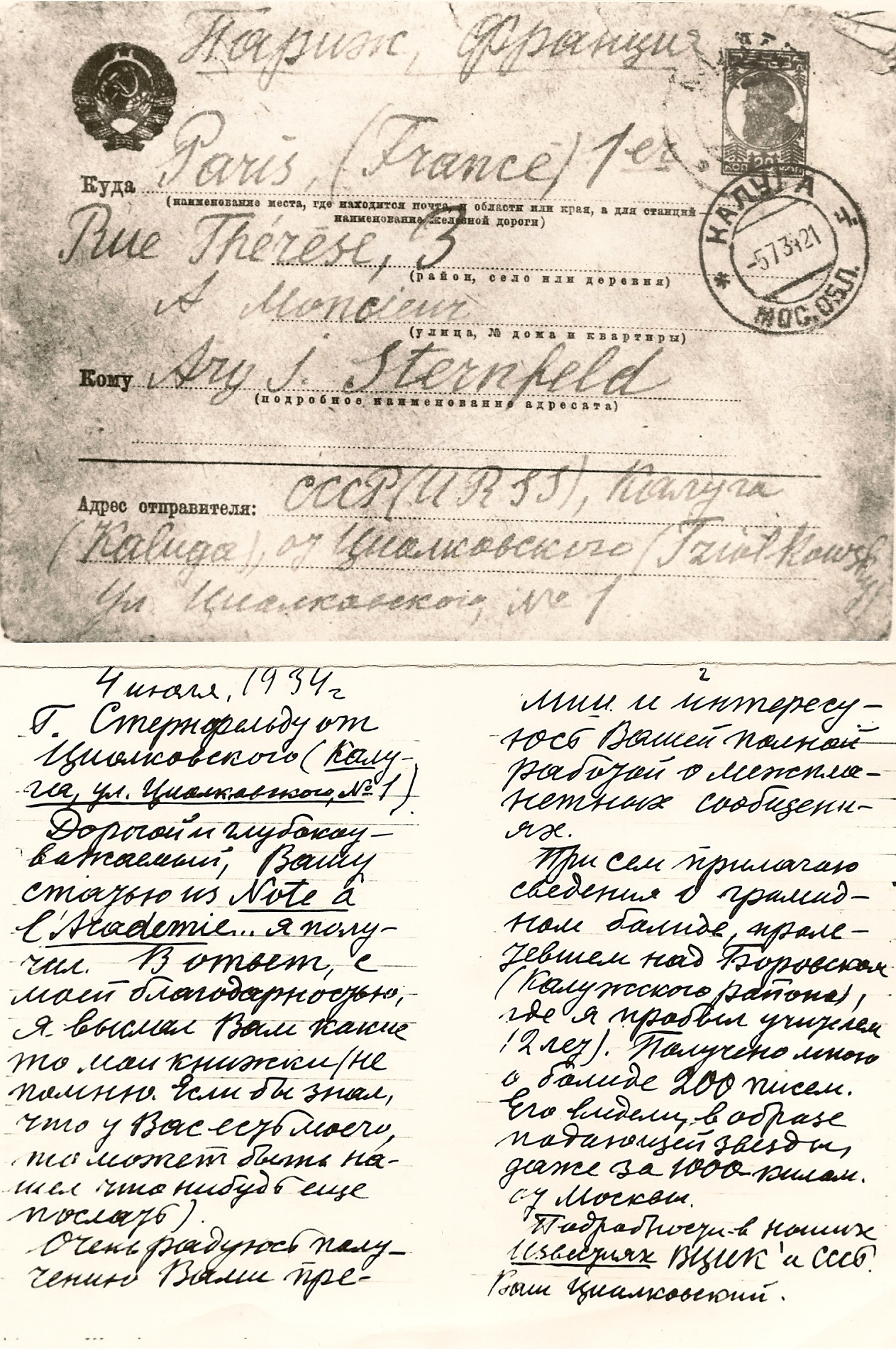
Письмо Циолковского Ари Штернфельду от 4 июля 1934 года с сообщением о наблюдении болида над Боровском

В течение 1928 года размер пенсии Циолковского был увеличен до 100 рублей в месяц, но Осоавиахим перестал выплачивать ему пособие. Кроме того, из-за возражений ЦАГИ и увеличения бюджета, ВСНХ СССР постановил работы по дирижаблю прервать и назначить новую комиссию по рассмотрению проекта; представители ЦАГИ и ВВС вновь указывали на неосуществимость и бесперспективность работы. Осоавиахим дважды ходатайствовал об увеличении учёному пенсии, и 1 июня 1928 года она была увеличена до 225 руб. в месяц. В 1929—1930 годах Циолковский увлёкся идеей создания самолёта с воздушно-реактивным двигателем, но технический штаб ВВС РККА 26 августа 1930 года признал предложение неэкономичным и конструктивно непроработанным. В марте 1932 года А. Я. Рапопорт добился создания группы по дирижаблю Циолковского в структуре Дирижаблестроя, в котором он с 1 марта получал жалованье в 200 рублей.
Осоавиахим принял решение о торжественном праздновании 75-летнего юбилея Циолковского, а также возбудил ходатайство о награждении его орденом Трудового Красного Знамени. Чествование состоялось в Клубе железнодорожников в Калуге 9 сентября 1932 года. Была подписана к печати книга Я. Перельмана о жизни и научных трудах Константина Эдуардовича (16 августа). 20 августа Дирижаблестрой закрыл тему цельнометаллического дирижабля. 17 октября ЦИК СССР утвердил награждение Циолковского орденом, ходатайство Осоавиахима о присуждении Циолковскому пенсии в 600 рублей в месяц, а Калужский горсовет переименовал улицу Брута, на которой располагался дом Циолковского, в честь него самого. В тот же день в его честь провели заседание в Колонном зале Дома союзов (Константин Эдуардович отказался приезжать и торжественные доклады читали Р. Эйдеман и Н. Рынин), и пресс-конференцию в гостинице «Метрополь». Орден был вручён на заседании Президиума ЦИК СССР 27 ноября 1932 года.
На протяжении 1933 года А. Я. Рапопорт стремился возобновить работы по строительству цельнометаллического дирижабля. Летом К. Э. Циолковский выступил с лекцией в санатории комсомольцев и 25 июля прочитал лекцию о стратопланах и ракетах по радио; выступил он и в пионерском лагере. Калужский горсовет предоставил семейству Циолковских новый дом, переезд в который состоялся 18 ноября. После создания в 1934 году Реактивного научно-исследовательского института, Циолковский встречался с его директором И. Т. Клеймёновым и М. Тихонравовым, занимавшим пост главы одного из отделов. Узнав от внука о падении болида, видимого из Подмосковья, 14 мая Циолковский через газету обратился к очевидцам, чтобы они сообщали ему впечатления. Примерно в это же время для консультаций по фильму «Космический рейс» в Калугу прибыли Василий Журавлёв и Виктор Шкловский, которого привлекли к написанию сценария. По воспоминаниям Шкловского, опубликованным в 1963 году, Циолковский заявил, что регулярно общается с ангелами, а сам Шкловский тоже мог бы это делать, ибо у него подходящее строение головы.

#### Кончина

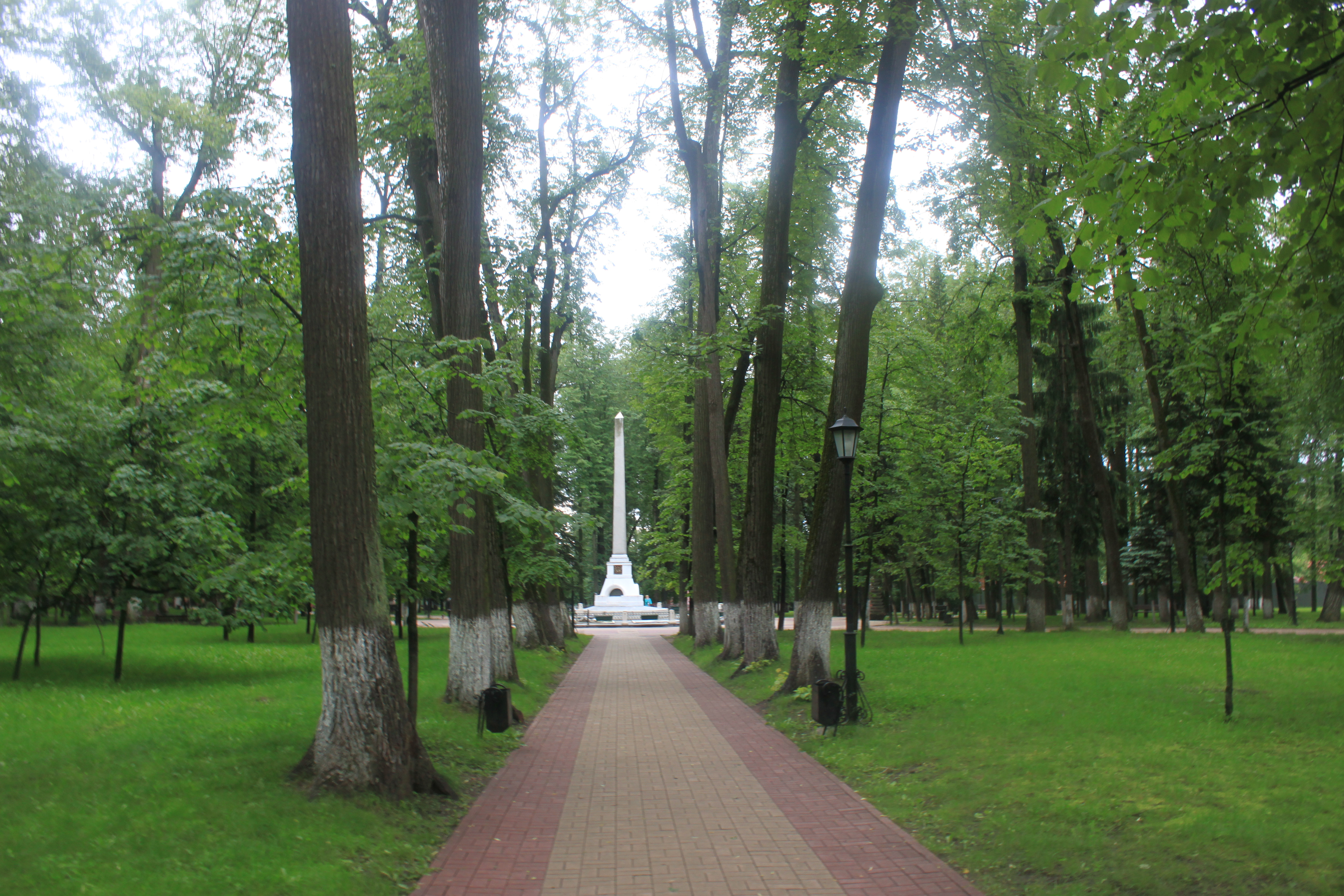
Парк и обелиск над захоронением Циолковского в 2016 году

В 1935 году резко ухудшилось здоровье калужского учителя. Несмотря на это, его речь по радио транслировалась на первомайском митинге сразу после первых лиц государства (она была записана накануне в Калуге), в которой учёный выразил твёрдую уверенность, что космические путешествия будут осуществлены, и их свидетелями станут многие его слушатели; хотя в основном речь была посвящена воздухоплаванию. 9 июля Константина Эдуардовича осматривали профессора Лурия и Герштейн, поставившие неутешительный диагноз — рак желудка. Состояние Циолковского быстро регрессировало: в дневнике дочери Любови Константиновны от 4 сентября отмечено, что её отец «невыносимо мучался», и утверждал, что «устал жить». 7 сентября, накануне отъезда в больницу, Циолковский вместе с дочерью разбирал личный архив, раскладывая бумаги в специально купленные для этого папки; надписывать их пришлось лёжа. Он устал, не выполнив и половины работы. Далее был консилиум профессоров Плоткина и Смирнова. 8 сентября Циолковский был доставлен в Калужскую железнодорожную больницу. Здесь в 23 часа 20 минут ему была сделана операция. Состояние здоровья Константина Эдуардовича находилось под постоянным контролем ЦК ВКП(б), в материалах центральной и калужской прессы печатались врачебные бюллетени о положении учёного. Л. М. Каганович выступил с инициативой передачи трудов Циолковского государству, причём следовало спешить: 13 сентября состояние Циолковского резко ухудшилось, хотя он оставался в полном сознании и сохранил ясность суждений. Первый секретарь Калужского райкома Б. Трейвас распорядился составить текст письма Циолковского (автором его был журналист Петухов), адресованного лично Сталину. Трейвас нанёс визит к учёному в больницу, убеждая Циолковского подписать письмо, что было нелёгкой задачей, учитывая своенравие и глухоту учёного. Текст письма был передан Кагановичу в Москву после его предварительного одобрения Циолковским (послание начиналось словами «Мудрейший вождь и друг всех трудящихся, тов. Сталин!»). М. Селивёрстова, жена Трейваса, лично отвезла завещание в Москву, отправив копию в ЦК партии, а другую — в газету «Правда». Передача письма Сталину задерживалась, поскольку не был решён вопрос с оригиналом. После личного распоряжения Кагановича вождь получил оригинал в 23 часа 16 сентября. Ответная правительственная телеграмма Циолковскому была опубликована 17 сентября в «Правде» и «Известиях» и была доставлена в больницу. Циолковский, несмотря на слабость, был глубоко впечатлён, даже приподнялся с постели, и продиктовал ответную телеграмму:

«Москва, товарищу Сталину. Тронут Вашей тёплой телеграммой. Чувствую, что сегодня не умру. Уверен, знаю: советские дирижабли будут лучшими в мире. Благодарю товарища Сталина!» Затем собственноручно приписал: «Нет меры благодарить. Циолковский. 17 сент.».

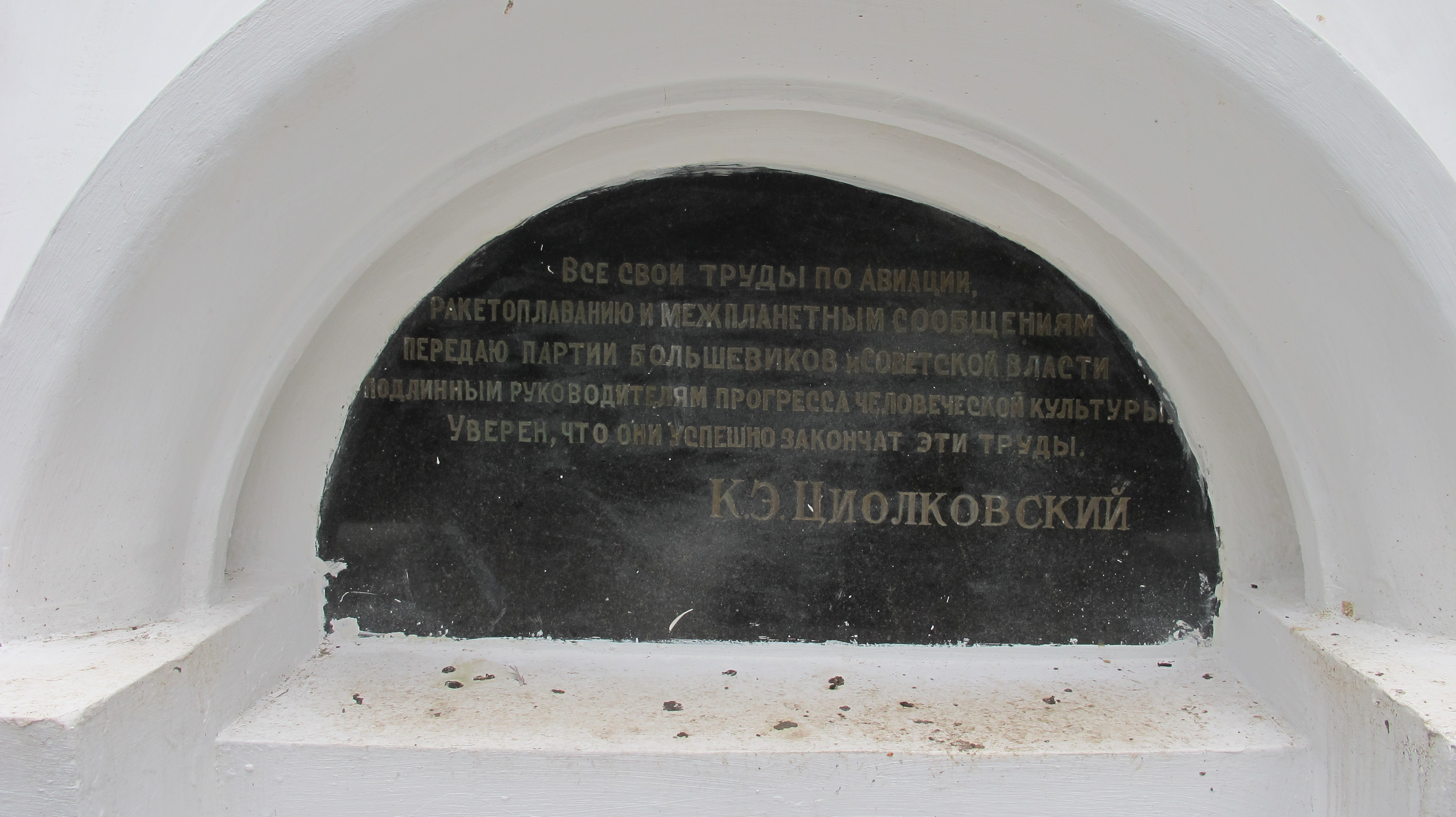
Завещание Циолковского на его надгробном обелиске

19 сентября в 22 часа 34 минуты Циолковский скончался. Журналист Петухов, получив известия из больницы, сразу телефонировал в Москву, и сообщение ТАСС вышло спустя 20 минут. Некролог в газете «Правда» был написан Карлом Радеком. Похороны Циолковского в Загородном саду 21 сентября превратились в грандиозное шествие, в котором, по сообщениям прессы, приняли участие около 50 тысяч человек — чуть ли не всё население Калуги.
В 1936 году на месте захоронения Циолковского (Парк имени Циолковского) по проекту архитектора Б. Г. Дмитриева был установлен памятник-обелиск высотой 12,5 метров. Постамент был украшен чугунными барельефами скульпторов И. М. Бирюкова и Ш. А. Муратова, изображающие портрет учёного, окружённого школьниками; и ракетного снаряда в межзвёздном пространстве; помещены были и мемориальные надписи, воспроизводящие письмо Сталину.
Варвара Евграфовна Циолковская пережила супруга на четыре года одиннадцать месяцев, и скончалась 20 августа 1940 года. Её могила на Пятницком кладбище утрачена. Младшая дочь — Мария Константиновна Костина (скончалась 16 декабря 1964 года) — стала главной хранительницей отцовского наследия, консультировала специалистов при обустройстве дома-музея Циолковского, заведующим которого долгое время был её сын Алексей Вениаминович Костин (1928—1993).

## Интеллектуальная деятельность

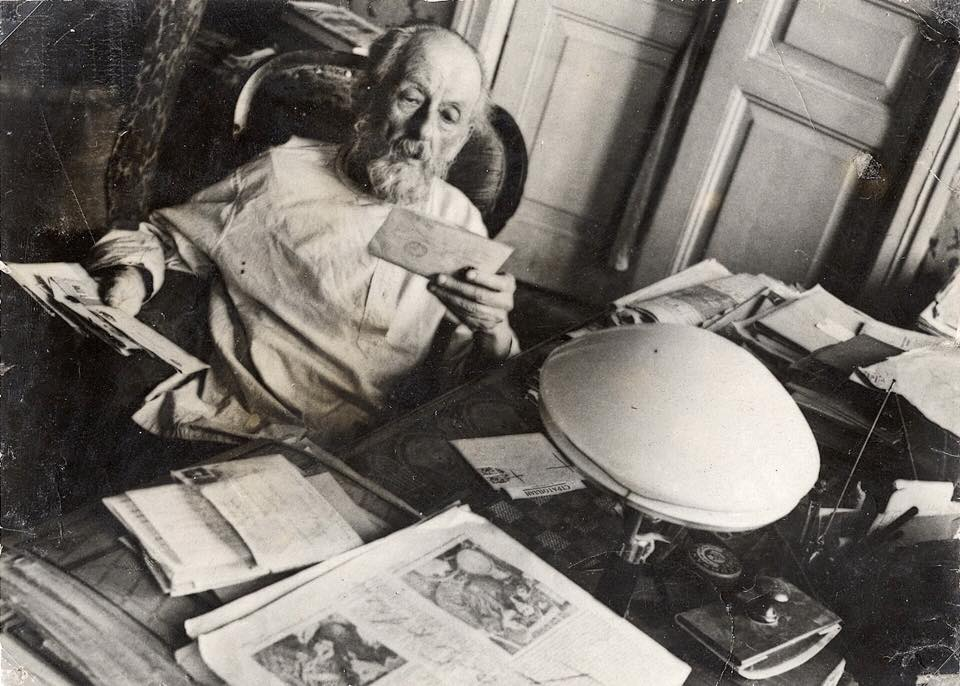
К. Э. Циолковский просматривает полученную корреспонденцию. Фото Ф. А. Чмиля, 16 августа 1935

### Общие положения
К. Э. Циолковский опубликовал за свою жизнь 148 работ (большей частью статей и небольших брошюр), в архиве сохранилось более 600 неопубликованных рукописей, значительная часть которых увидела свет в 1990-е годы и позже; примерно треть из них была посвящена тем или иным философским проблемам. В короткий период 1917—1935 годов Циолковский опубликовал трудов в четыре раза больше, чем за всю предшествующую жизнь. По определению Б. Ф. Егорова, можно утверждать, что крупномасштабные идеи Циолковского, реализованные в виде отдельных рукописей и брошюр, образовывали «единое громадное произведение утопического плана, с чертами и научно-фантастического жанра, и публицистического выступления, и программных тезисов научного характера. Иногда в физико-технические труды Циолковский вставлял художественно-фантастические разделы». Г. Салахутдинов также утверждал:

Изобретательские работы К. Э. Циолковского представляются переходным мостом между фантастикой и реальностью. Сущность их сводится к тому, что для решения фантастических задач он пытается привлечь математический аппарат…
Характерной особенностью стиля мышления и теоретизирования К. Циолковского являлось использование им русских букв для собственной системы записи математических формул. В предисловии ко второму тому его «Избранных трудов» (1934) Ф. А. Цандер отмечал, что «нагромождение русских букв в формулах было настолько большим, что приходилось их буквально расшифровывать»: все обозначения математических величин представляли сокращения соответствующих слов, причём сокращения состояли из 2-3 русских букв. Так, например, для ускорения ядра было введено обозначение Уя, для длины пушки — Дп, для относительной тяжести — То, и так далее. Латинские обозначения он оставлял только для логарифмирования. При изданиях сочинений Циолковского в 1930—1960-х годах научным редакторам приходилось приводить его формулы к общепринятому оформлению. В одной из своих брошюр, выпущенных в 1928 году, Циолковский разъяснял, что это было полностью осознанной позицией, поскольку «математика проникает во все области знания. Формулы содержат сокращённые обозначения величин, то есть означают слова, а нередко и длинные фразы. <…> Пока всякий народ может брать для формул только свой родной язык и его алфавит. Когда разовьётся и установится общечеловеческий язык, тогда, конечно, и текст, и формулы можно писать на этом языке».

### Воздухоплавание

#### Аэродинамика

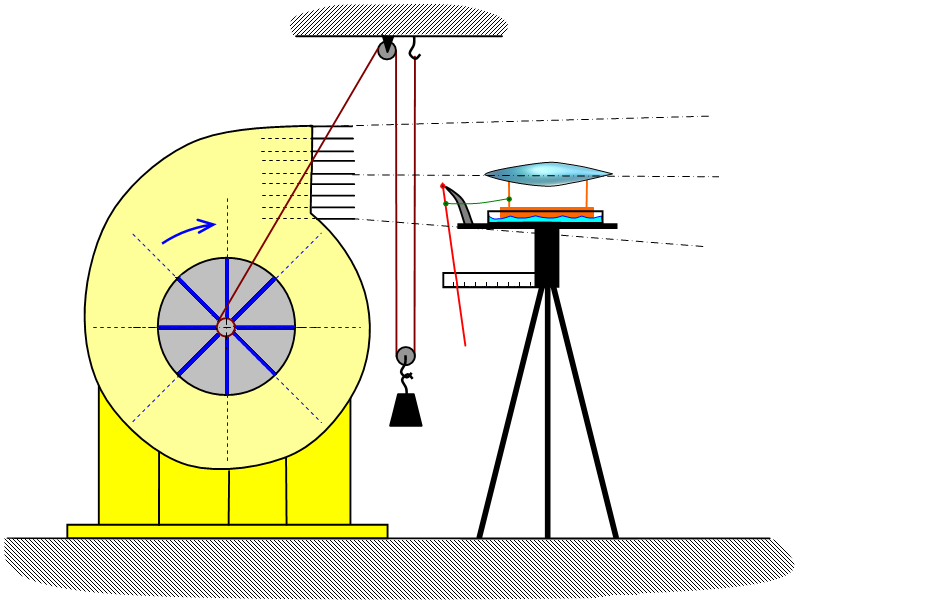
Схема аэродинамической трубы Циолковского

Первая теоретическая работа «К вопросу о летании посредством крыльев» была создана К. Э. Циолковским в 1890—1891 годах. В науке того времени для расчётов силы давления потока воздуха на плоскую пластинку использовалась ударная формула Ньютона. Выведя свою формулу, Циолковский обратился к работам по экспериментальной аэродинамике, и в 1897 году построил своими силами аэродинамическую трубу открытого типа, конструкция которой была разработана Х. Максимом. Все свои опыты он проводил с вращающимися пластинками, тогда как разработанная им теория была посвящена пластинке, не изменяющей своё положение по отношению к вектору скорости воздушного потока. В начале 1900 года на средства Академии наук К. Э. Циолковский смог начать аэродинамические эксперименты в неслыханном ранее объёме. Он наглядно продемонстрировал необходимость широких и всесторонних экспериментальных исследований в аэродинамических трубах. Несмотря на неадекватность теоретической базы (Г. М. Салахутдинов отмечал, что Циолковский основывался на существовавших в то время школьных учебниках и притом допускал грубые математические ошибки), ему удалось показать, что сопротивление дирижабля будет меньше, если его носовая часть будет не конической, а сферической, что кормовая часть оказывает большое влияние на величину этого сопротивления, попытался оценить величину трения для этого аппарата. Он опроверг бытовавшее в то время мнение (и практику) о возможности вычислять сопротивление кривых поверхностей как суммарное от воображаемых наклонных пластинок. Тем не менее, М. А. Рыкачёв не рекомендовал описания экспериментов Циолковского к опубликованию в академической печати, поскольку тот не мог предоставить записей параметров атмосферы во время проведения опытов, а также результаты всех экспериментов, включая неудачные, для оценки достоверности выводов. Такой информации предоставлено быть не могло — опыты ставились «на глазок». Г. М. Салахутдинов отмечал, что отчёт Циолковского следовало опубликовать в учёных трудах Императорской академии наук с предисловием М. А. Рыкачёва, в котором бы отмечались недостатки методологии исследования, однако Рыкачёв и Н. Е. Жуковский дискредитировали труды калужского учителя. Николай Егорович Жуковский, которому работа Циолковского была направлена, попросту её потерял. Таким образом, по оценке Г. Салахутдинова, вклад К. Циолковского в аэродинамику был не когнитивным, а социальным: он показал на необходимость аэродинамических экспериментов и сделал ряд выводов о качественных аспектах сопряжения различных тел с набегающим потоком воздуха.

#### Аэроплан и цельнометаллический дирижабль

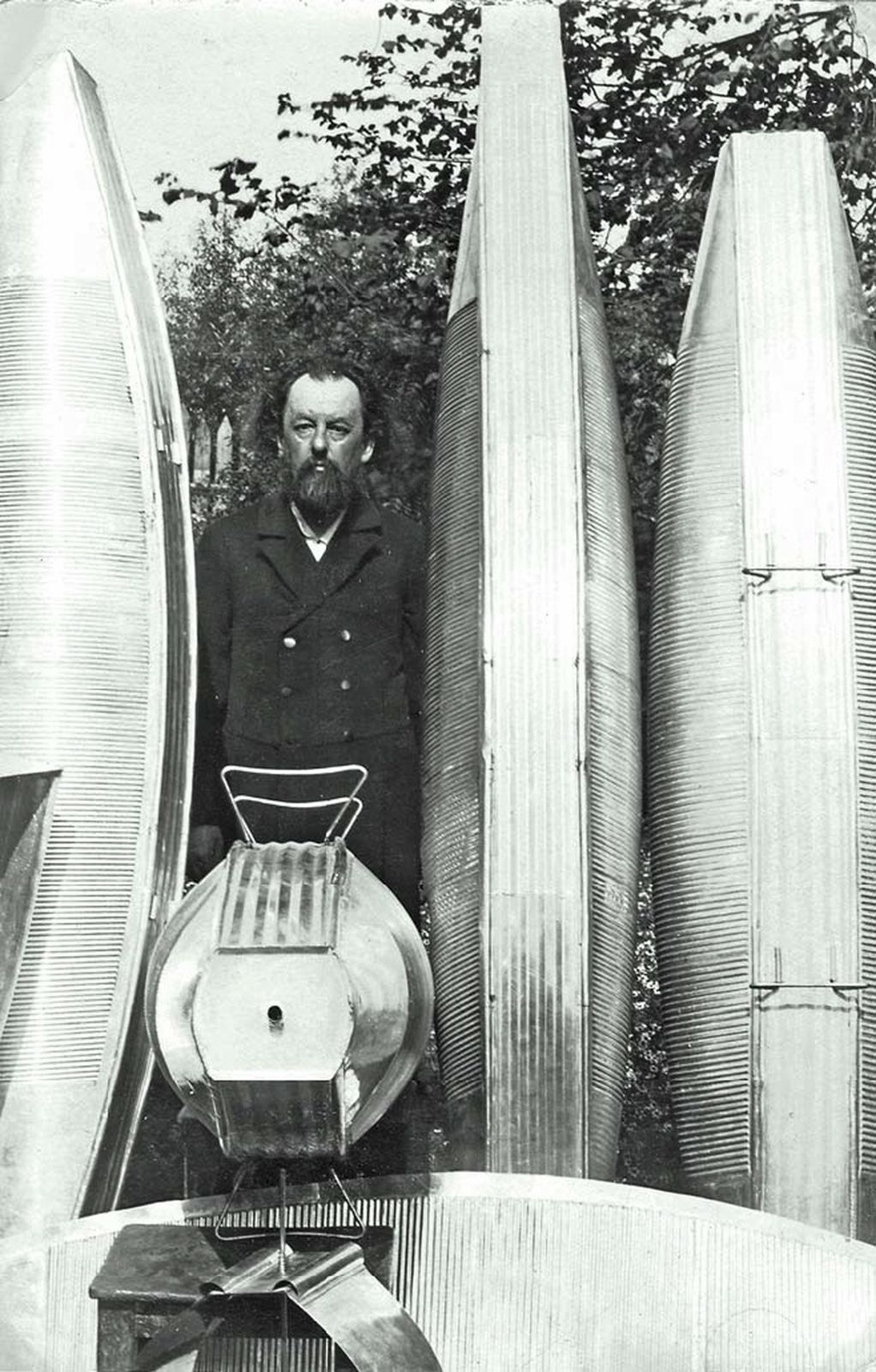
Циолковский в саду с моделями металлического дирижабля. Фото А. В. Ассонова, 9 июля 1913

Статья «Аэроплан или птицеподобная (авиационная) летательная машина» увидела свет в журнале «Наука и жизнь» в 1894 году, а доработанный её вариант был опубликован годом позже в виде брошюры. Рецензент — инженер В. М. Катышев, в 1895 году указывал, что Циолковский использовал для расчёта подъёмной силы неверную формулу, из-за которой расчётная нагрузка на мощность двигателя составила у него 4,5 кг/л. с., в то время как у других исследователей эта цифра достигала 28 кг/л. с. Из-за неверности исходной формулы Циолковский недооценил влияние удлинения крыла на величину подъёмной силы. Г. Салахутдинов отмечал, что Циолковский ввёл в свою статью научно-фантастическую идею об уменьшении плотности материалов крыльев аэроплана. Проект его являлся умозрительным, вдобавок, К. Э. Циолковский даже накануне кончины в 1935 году считал самолёты неконкурентоспособными по сравнению с дирижаблями. Также в начале 1930-х годов он размышлял о воздушно-реактивных двигателях, но его проект (так и оставшийся на уровне идеи) являлся экзотическим: полёт аэроплана на большой высоте будет происходить под воздействием реактивной силы выхлопных газов поршневых двигателей, вытекающих через сопла. В рукописи «Звездоплавателям» была высказана идея охлаждения камеры сгорания ракетного двигателя передачей тепла к срезу сопла.
Разработкой проекта управляемого цельнометаллического аэростата Циолковский занимался начиная с 1890 года. Выведенная К. Э. Циолковским формула подъёмной силы дирижабля привела его к выводу, что при увеличении барометрического давления, аэростат, вытесняя тот же объём более тяжёлого воздуха, должен подниматься и, наоборот, снижаться при падении давления. Из этого вытекала идея цельнометаллического дирижабля с изменяющимся объёмом: при снижении атмосферного давления оболочка дирижабля должна раздвинуться под влиянием давления подъёмного газа, а при его повышении, наоборот, сжаться; конструктивно оболочка должна быть подобна мехам гармони. Чтобы избежать влияния колебаний атмосферной температуры, изобретатель предлагал для улучшения управляемости снарядом по высоте нагревать рабочее тело — подъёмный газ — используя тепло двигателей. Длительная история заинтересовать проектом научное сообщество закончилась категорическим заключением Н. Е. Жуковского, что этот проект суть чистая фантазия; самого Циолковского в печати стали именовать «лжеучёным и псевдоизобретателем». Несмотря на попытки заинтересовать военных, и в Советском Союзе к началу 1930-х годов бесперспективность дирижабля Циолковского была неоднократно показана как теоретиками, так и при попытке организовать особый отдел Дирижаблестроя.

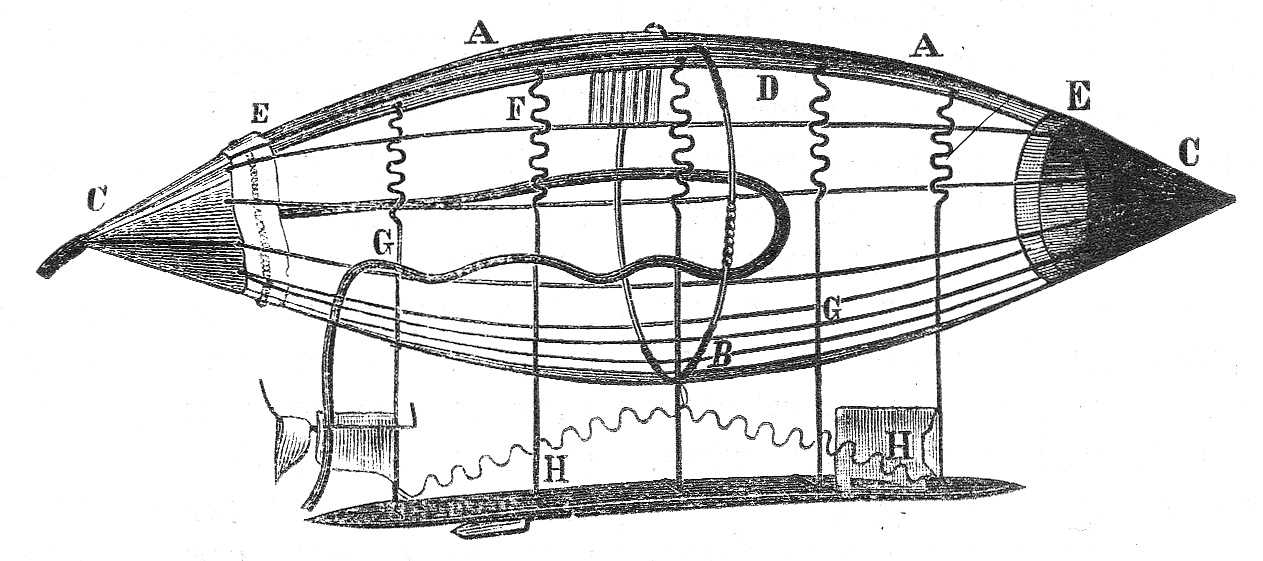
Рисунок из статьи «Возможен ли металлический аэростат?» // Наука и жизнь, 1893, № 51—52, с. 808

Идея подогрева несущего газа являлась центральной в проекте Циолковского, поскольку согласно его замыслу, аэростат являлся «снарядом» не легче, а тяжелее воздуха. По собственным его расчётам, груз и пассажиры занимали 20 % полной массы дирижабля, для достижения подъёмной силы следовало нагреть газ на 26°С. По расчётам Г. Салахутдинова, нагрев должен был составить не менее 80°С, при этом изобретатель вообще не учёл теплообмен между оболочкой дирижабля и набегающим потоком воздуха при движении в атмосфере. Специалисты и до революции, и после неоднократно указывали Циолковскому на теоретическую непроработанность его проекта. Даже Д. И. Менделеев, после ознакомления с идеей раздвижной оболочки, признал её непрактичной. Попытки создания модели подобной оболочки в Дирижаблестрое 1930-х годов показали, что гофрированная поверхность могла увеличить аэродинамическое сопротивление максимум в 16 раз, что могло снизить скорость в четыре раза. Также Г. Салахутдинов указывал, что задуманная Циолковским раздвижная конструкция могла вызвать прочностные проблемы при высоте полёта всего в 1 км, вдобавок, они могли ухудшить продольное управление движением. Расчёты также показали что отношение массы топлива и экипажа к полной массе дирижабля у этого аппарата было вдвое меньше, чем у существовавших в то время конструкций аэростатов.
В 1893 году статья Циолковского «Возможен ли металлический аэростат?» была переведена на французский язык; в следующем году изобретатель отправил проволочную модель дирижабля и труд «Аэростат металлический управляемый» во французскую Академию наук с целью заинтересовать иностранных учёных. Обращение осталось без ответа. Много лет спустя, в 1927 году, Циолковский обратился в фирму «Форд Мотор Ко», передав несколько брошюр о своём проекте дирижабля. Он получил отрицательный ответ, хотя ему написали: «… Мы прочитали Ваши брошюры по вопросу конструирования воздушных кораблей из металла, переданные нам Фордовской Моторной компанией, и высоко оцениваем возможность изучить предлагаемую Вами конструкцию». С этим письмом были возвращены и отправленные брошюры.

### Космонавтика

#### Формула Циолковского

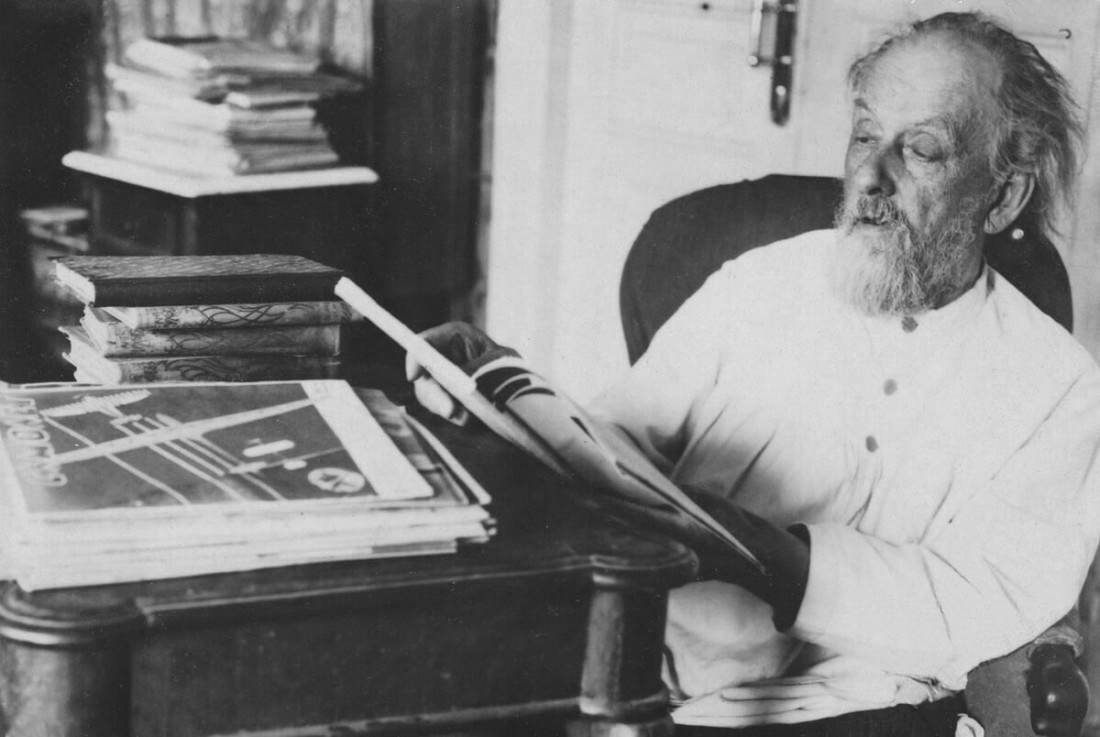
К. Э. Циолковский в своём кабинете. Фото Ф. Чмиля 1934 года

Одним из важнейших элементов мифологии, сложившейся вокруг Циолковского, является формула его имени. Как явствует из архивных данных, она была представлена в рукописи «Ракета», датированной 10 (22) мая 1897. В 1903 году формула была опубликована в первом варианте статьи «Исследование мировых пространств реактивными приборами» в следующем виде:
{\displaystyle {V \over V_{1}}=\ln \left(1+{M_{2} \over M_{1}}\right),}
где {\displaystyle V} — конечная скорость ракеты;
{\displaystyle V_{1}} — скорость вырывающихся элементов относительно ракеты;
{\displaystyle M_{1}} — масса ракеты без взрывчатых веществ (то есть без топлива);
{\displaystyle M_{2}} — масса взрывчатых веществ.
Формула эта устанавливала зависимость между скоростью ракеты в любой момент её движения, cкоростью истечения газов из сопла, массой ракеты, массой взрывных веществ. Как выяснилось впоследствии, аналогичные формулы выводились между 1810 и 1897 годами, как минимум, У. Муром, П. Тэйтом, и И. В. Мещерским. Циолковский, выводя свою формулу, не пытался анализировать полёт ракеты на активном участке траектории, поэтому его расчёты не учитывали потерь в скорости из-за аэродинамического сопротивления и притяжения Земли. Ничего он не знал и о законах изменения массы во времени, что сказалось в расчёте расстояния, пройденного ракетой. Полученные результаты оказались обнадёживающими, свидетельствуя о возможности обеспечить достижение второй космической скорости с помощью одноступенчатой ракеты. Только в конце жизни в одной из рукописей он отметил, что энергии существующих топлив едва ли будет достаточно «для роли близкого земного спутника», то есть его ракета не сможет осуществить межпланетного перелёта. Как пропагандист ракетно-космической техники, К. Э. Циолковский предложил несколько важных инноваций. В частности, он впервые предложил использовать на космических ракетах жидкое двухкомпонентное топливо. Он понимал, что при его использовании в камере сгорания образовывались столь высокие температуры, что сгорала сама ракета, и это противоречие так и не сумел разрешить до конца жизни. Одним из путей решения данной изобретательской задачи было предложение поместить камеру сгорания прямо в баке с жидким кислородом. Из-за ошибочных представлений о термодинамике он также предлагал сделать сопло двигателя равным длине всей ракеты.
В 1914 году К. Э. Циолковский опубликовал статью «Второе начало термодинамики», в которой попытался опровергнуть этот закон. Основываясь на заявлениях Ньютона и Г. Гельмгольца, что космические частицы притягиваются к некоторому общему центру, и, следовательно, при таком притяжении в газе будет выделяться тепло из-за сжатия, Циолковский предположил, что это явление объясняет природу солнечной энергии и попытался противопоставить данную идею второму закону термодинамики. Однако если Р. Клаузиус отмечал, что переход тепла от холодных молекул горячему ядру невозможен без компенсации, Циолковский данными условиями пренебрёг. Ранее, в 1911 году, обсуждая идею замкнутого цикла жизнеобеспечения на борту космического корабля Циолковский также противоречил второму закону термодинамики, считая возможным создать замкнутую экосистему, работающую в автономном режиме неопределённо долгое время.

#### «Ракетный поезд»
В 1914 году американец Р. Годдард получил патент на проект двухступенчатой жидкостной ракеты, а в 1923 году свою идею ракеты с отделяющимися ступенями опубликовал немецкий исследователь Г. Оберт. Однако ещё ранее в научно-фантастической повести «Вне Земли» (1920) Циолковский предложил ракету пакетной схемы, но без отделения ступеней. В 1929 году он описал «ракетный поезд» — «соединение нескольких одинаковых реактивных приборов, двигающихся сначала по дороге, потом в воздухе, потом в пустоте вне атмосферы». Согласно его замыслу, поезд начинает двигаться на воздушной подушке по специальной дороге длиной 288—700 км. Потом эта первая ракета отделяется и уходит в сторону, а работать начинает вторая ракета. Постепенно поезд поднимается на «4 — 8 км над уровнем океана», а последняя ракета выходит за пределы атмосферы и приобретает космическую скорость. Фантастичность его проектов была очевидна уже современникам. Например, Циолковский описал «эскадру ракет», когда запускается одновременно четыре ракеты. Когда топливо будет израсходовано наполовину, две ракеты перекачивают его остатки в оставшиеся две и возвращаются на Землю. Когда и у этих двух оно лишь наполовину заполняет баки, одна ракета перекачивает его остатки в другую и та продолжает полёт. По расчётам изобретателя, «первая космическая скорость достигается при 32 ракетах. Для удаления от орбиты Земли надо уже 256 ракет, а для удаления от планет и Солнца требуется 4096 ракет». Я. И. Перельман, описывая данный проект, в сущности, предложил первую реалистичную идею пакетной схемы ракеты, утверждая, что идея Циолковского переусложнена.
Проблема энерговооружённости одноступенчатой ракеты постоянно занимала Циолковского. В одной из рукописей 1921 года он писал о разгоне ракеты на земле «посредством электромагнитного толкания», а также атмосферном разгоне: «ракете на рельсах сообщают электричеством движение в воздухе», рассматривал он и разгон в вакуумированной пушке-трубе. Движение ракеты по наземному рельсовому пути также могло быть двояким — либо на особо смазывающихся полозьях, либо на воздушной подушке — «скольжение на жидкости или газе». В том же году он писал и о возможности выхода в космос самолёта с разгоном в атмосфере; поскольку главным адептом этой идеи был Ф. А. Цандер, вероятно, он и сообщил данную идею Циолковскому.

#### Циолковский и Оберт

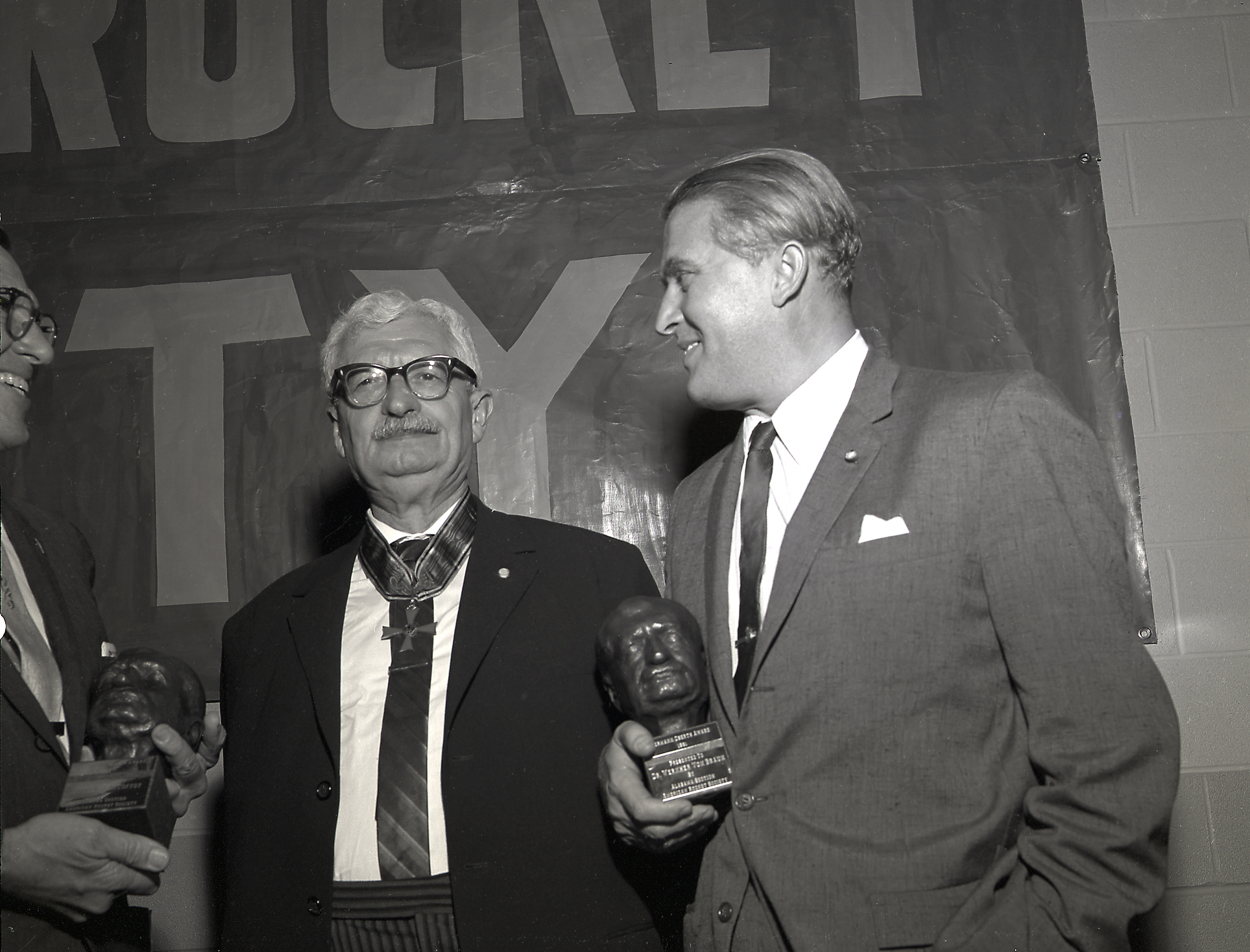
Герман Оберт и Вернер фон Браун на чествовании Американского ракетного общества 19 октября 1961 года

Книга Германа Оберта «Ракета для межпланетного пространства» вышла в Германии летом 1923 года, а рецензия на неё была помещена в «Известиях ВЦИК» уже 2 октября того же года. Неподписанная рецензия была профессиональной, в ней утверждалось, что основные идеи Оберта согласуются с экспериментами Р. Годдарда, но имя Циолковского не упоминалось. Эта рецензия попалась на глаза А. Л. Чижевскому, который написал Оберту, приложив издание «Исследования мировых пространств реактивными приборами» 1903 года. Оберт ответил напрямую Константину Эдуардовичу, прислав письмо, написанное в уважительном тоне, однако в последующих своих трудах так и не стал делать ссылок на его выкладки. По мнению Л. Мельникова и О. Станцо, это объяснялось стремлением Оберта заручиться финансовой поддержкой деловых и политических кругов тогдашней Европы, что было легче сделать в статусе первооткрывателя. Сам Циолковский в 1924 году откликнулся брошюрой «Ракета в космическом пространстве», название которой перекликалось с книгой Оберта; она должна была напомнить о его приоритете, что подчёркивалось и обращением к немецким читателям, специально написанным А. Чижевским на немецком языке; была приложена и краткая биография автора на немецком языке. В дальнейшем Оберт охотно контактировал с Ф. А. Цандером, а его труды пропагандировались в СССР Я. И. Перельманом и Н. А. Рыниным. Я. Перельман в своей книге «Межпланетные путешествия» подчёркивал основательность подхода Г. Оберта, а также то, что его труды создавались независимо от Годдарда и Циолковского. В общем, работы Оберта вызвали раздражение Циолковского, он заявил, что книга его «полна наивных заблуждений», и далее:

У Оберта много сходства с моим «Вне Земли»: скафандры, сложная ракета, привязка на цепочку людей и предметов, чёрное небо, немерцающие звёзды, световая сигнализация, база кругом Земли, путешествие отсюда дальше, огибание Луны, даже масса ракеты, поднимающей людей — 300 тонн, как у меня… Многие важные вопросы о ракете даже не затронуты теоретически. Чертёж же Оберта годится только для иллюстрации фантастических рассказов…— Письмо К. Э. Циолковского Я. И. Перельману. 17 июня 1924
Г. Оберт и К. Э. Циолковский следили за работами друг друга, в том числе через А. Б. Шершевского, работавшего у австрийского учёного. Оберт попытался наладить контакт с Калугой в январе 1927 года, передав через Глушко просьбу присылать новые труды. Циолковский не разделял его уверенности, что ракетные полёты начнутся в ближайшее десятилетие, хотя и был согласен с приоритетностью работы над жидкотопливными ракетами. Оригинальный труд Оберта впервые увидел свет на русском языке лишь в 1948 году в сокращённом виде.

### Утопическая философия Циолковского

#### Философско-методологическая база учения Циолковского

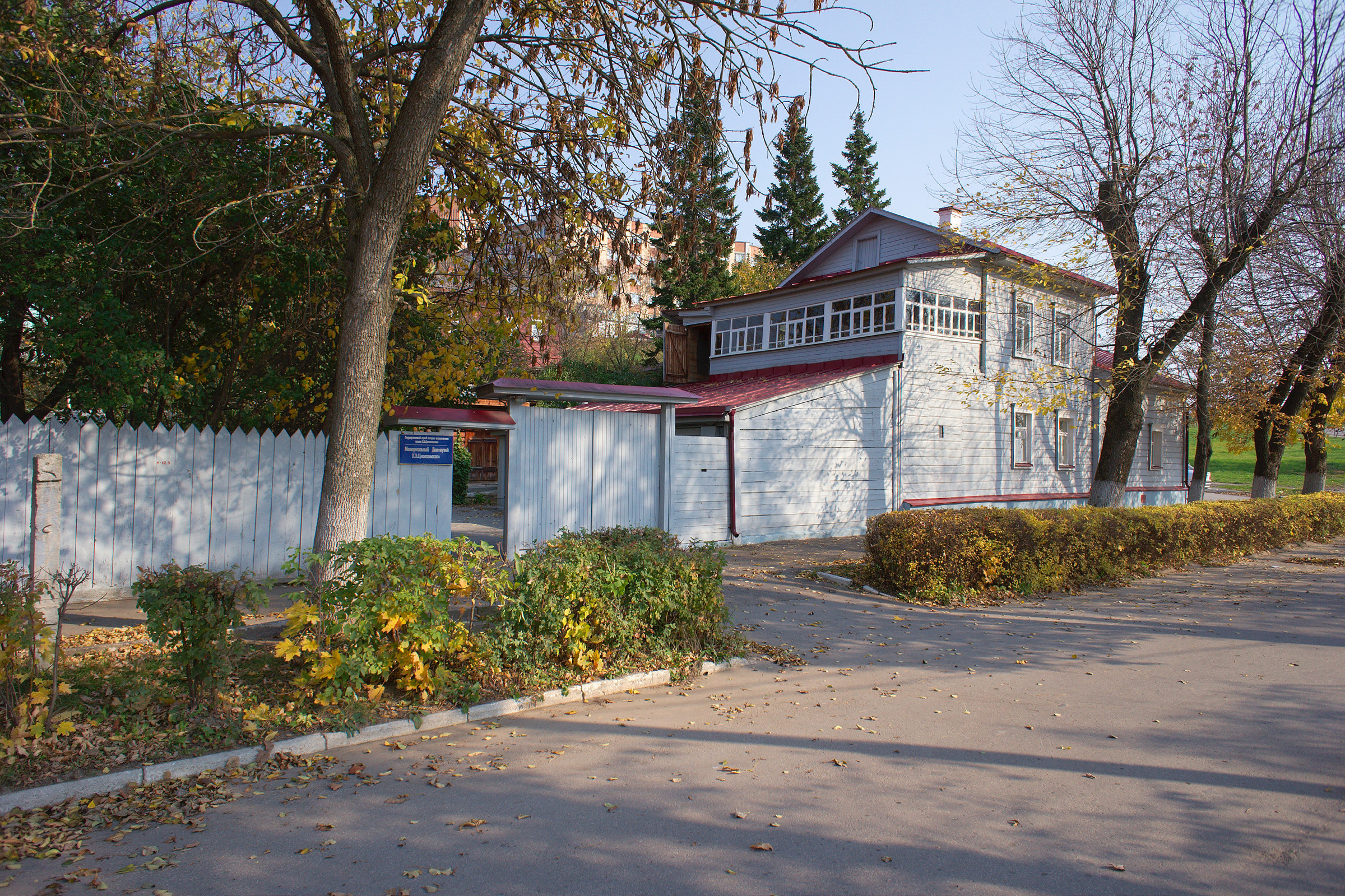
Дом-музей Циолковского в Калуге. Вид по улице Космонавта Волкова

Согласно А. А. Грицанову, Циолковский был изолирован от системы коммуникации в науке своего времени, самостоятельно разрабатывал идеи на основе доступной ему научно-популярной и учебной литературы, отвергая все авторитеты, кроме «точной науки». Его философские концепции выстраивались на основе популярных парафраз учений мудрецов античности и буддизма и осмысления современной Циолковскому системы естественнонаучных знаний («математики, геометрии, механики, физики, химии, биологии и их приложений»). Формирование теоретико-мировоззренческих основ учения К. Э. Циолковского завершилось не позднее 1878 года, которым датируется статья «Свободное пространство». В данном тексте речь идёт о внеземном «безгазном» пространстве, лишённом притяжения; именно такая среда идеальна для жизни. По-видимому, именно эти представления объясняют особенности повести «На Луне», в которой герои, будучи неведомым образом перенесены на спутник Земли, не обращают внимания на отсутствие атмосферы. Гипотетическая жизнь в «свободном пространстве» имплицитно мыслилась Циолковским как совершенная в механическом смысле: удовлетворения любых нужд живых при минимальных энергетических затратах, но с максимальной выполняемой работой. Утилитаристский и физикалистский принципы с точки зрения мыслителя задают все параметры системы условий индивидного или общественного совершенства; на это обращали внимание даже советские исследователи творчества Циолковского, например, В. Г. Фесенков. Источником подобных взглядов могли стать лекции К. А. Тимирязева, прочитанные в Императорском техническом обществе в Санкт-Петербурге в 1875 году (в них излагалась теория О. Мушо и Дж. Эриксона); равно и статья С. А. Подолинского «Труд человека и его отношение к распределению энергии» (1880). Впрочем, в своих рассуждениях Циолковский почти никогда ни прямо, ни косвенно не ссылался на источники и не называл конкретных имён.
В течение всей жизни Циолковский целенаправленно разрабатывал механистические принципы понимания и объяснения мироустройства. Его редукционистский подход (выражаемый в моделировании разнообразных живых существ, приспособленных к условиям тех или иных небесных тел или даже открытого космического пространства) привёл в итоге к отрицательному отношению к реальной биологической жизни Земли, которая представлялась «несовершенной», «не блаженной», и противопоставлялась идеальной вселенской. Гносеология Циолковского, согласно А. С. Скачкову является одновременно гилозоистско-панпсихистской и механицистско-редукционистской. Противопоставление блаженной небесной жизни, утилизирующей лучистую энергию, реальной земной биосфере обусловливалось воображаемой и механистически понимаемой «живой», «чувствующей» атомно-энергетической сущностью целостного мира. Циолковский последовательно и целенаправленно осмысливал устройство мира в механицистских категориях и мыслил «эфирное» пространство как абсолютно заселённое. Мировоззрение Циолковского было архаичным, универсум по Циолковскому — исключительно гилозоистичен, представляет собой некий предельный организм (механизм), частями которого являются «кадры» — «разряды» в непрерывной веренице живых существ. Люди заведомо мыслятся встроенными в состав такой целостности, и называются одним из космических звеньев (трактуемым в качестве недоразвитого) абсолютной системы существ живой вселенной, эволюционирующих на основе законов классической механики. Подобные взгляды выражались во всех его работах.
Одним из ярчайших проявлений монизма Циолковского являлось отрицание им теории относительности. С невозможностью двигаться быстрее света Циолковский так никогда и не смирился, ибо это подрывало основы его проекта заселения Космоса. В 1919 году К. Э. Циолковский опубликовал специальную работу «Кинетическая теория света», в которой рассуждал об атомах эфира, посредством движения которых передаётся электрическое и магнитное воздействие, и в частности свет как периодический электромагнитный процесс. Циолковский считал эфир вполне реальной материальной средой, подобно газам состоящей из мириад частиц («атомов эфира»), беспорядочно движущимися во всех направлениях со скоростями, в среднем равными скорости света. Соответственно, электроны и атомы вещества построены из атомов эфира, которые являются мировым конструктом — базисом всего сущего. Эти идеи, согласно С. Семикову, коррелируют с рассуждениями о физическом эфире Д. И. Менделеева и В. Ритца. Ритц и Циолковский полагали, что электродинамика, равно как термодинамика газа, должна свестись к механике, к движению и столкновению частиц. Именно от механицизма Циолковского исходила критика теории относительности, в которой главным объектом стала её умозрительность. В письме к В. В. Рюмину от 30 апреля 1927 года он признавался, что его «очень огорчает увлечение учёных такими рискованными гипотезами, как эйнштейновская теория». Незадолго до смерти он вернулся к отрицанию эйнштейновской теории в заметке «Библия и научные тенденции Запада», датированной 7 февраля 1935 года. Циолковский прямо заявлял: «Я остался сторонником механистических воззрений XIX столетия и думаю и знаю, что можно объяснить, например, спектральные линии (пока только водорода) без теории Бора, одной ньютоновской механикой. Вообще я не вижу надобности уклоняться от механики Ньютона, за исключением его ошибок». Особенно ему претила идея о конечности мира, и поэтому в своей заметке он возглашал, что эйнштейновская теория — суть «шесть дней творения (только поднесённые в другом образе)». В своё время и А. А. Белопольский, имевший отношение к обучению Циолковского в московские годы, активно возражал против теории расширяющейся в результате взрыва Вселенной. Циолковский также связывал красное смещение не с разлётом галактик, а с влиянием расстояния и изменением скорости света. Иными словами, он утверждал, что рано или поздно все явления будут сведены к механике частиц.

#### Космическая философия

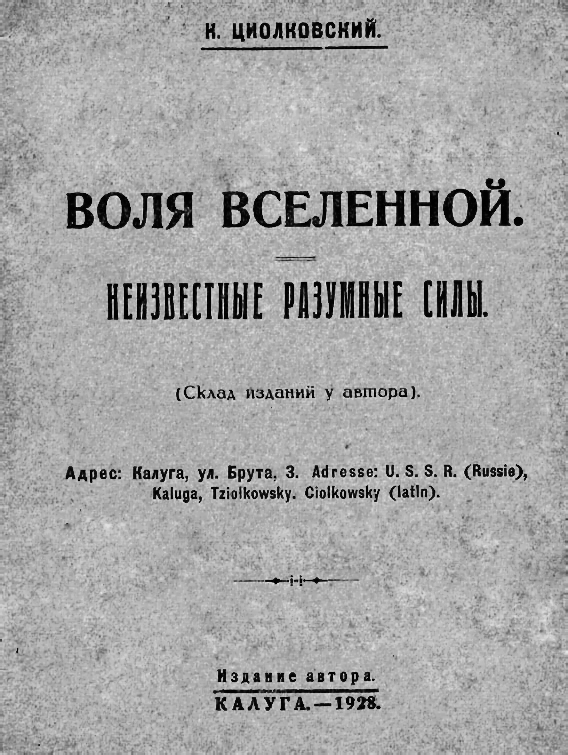
Обложка трактата «Воля Вселенной. Неизвестные разумные силы». Издание автора, 1928

Главным своим достижением Циолковский считал разработанную им космическую философию, которую определял как раскрытие смысла жизни и цели человечества на пути к «совершенному и прекрасному» будущему. В своей основе его космическая философия была вариантом религиозной доктрины спасения, которую сам автор считал более оптимистической, нежели предшествующие религиозные варианты. Она выстраивалась на основе философского монизма, выражаемого в принципе единства человека и Вселенной, а также проективного отношения к миру, предполагающего глобальные преобразования Земли, космоса и самого человека с помощью разума. Философия Циолковского антиномически соединяла теизм, пантеизм и эзотеризм. Протоиерей Александр Мень первым отметил, что духовная атмосфера Калуги благоприятствовала мистическим интересам Циолковского, поскольку город был центром русского теософического движения. Здесь существовало отделение Теософского общества с издательством «Лотос», которое печатало Бхагавад-Гиту и книги Анни Безант. Михаэль Хагемайстер утверждал возможность воздействия на Циолковского идей Карла дю Преля, книги которого, синтезирующие оккультизм и дарвинизм, издавались на русском языке. Собственные взгляды Циолковский характеризовал как «биокосмизм» и «панпсихизм». Он признавал существование Бога как творца мира, именуя Его «Причиной» или «Первопричиной». Космос мыслился как бесконечный в пространстве и времени, при этом то, что бесконечно для человека, конечно для Причины. В теоантропоцентрической системе Циолковского Космос является единым живым организмом, что не противоречило проекту его освоения техногенными средствами. Космос материален, но мыслился дуалистично: первоосновой мира являлись живые атомы-духи, наделённые сознанием, с другой стороны — космос состоит из материи, описываемой законами классической механики.
Антропология и этика Циолковского специфичны. Подлинной личностью является не сам человек, а атомы-духи, из которых он состоит; таким образом, личность образуется «согласием» слагающих организм атомов. Именно это объясняет доктрину «истинного себялюбия», ибо атомы-духи, слагающие конкретного человека, некогда входили в состав других организмов, а некоторые атомы уже рассеялись в космосе. Ключевую роль в этике занимает Суд Космоса, поэтому человек должен любить Причину Космоса, которая сама в ответ «нежно любит» человека. Посмертие представляет собой бесконечные трансформации атомов-духов, некоторые из которых будут воплощены в высокоорганизованных телах различных космических существ и переживать «субъективную радость». При этом атомы-духи субъективно не ощущают времени, поэтому не существует разрыва между разными воплощениями. Внутренний мир умершего не воспроизводится, поэтому загробных встреч с любимыми, родственниками и друзьями не будет. Загробное счастье также ожидает всех — добрых и злых, праведников и грешников. Тем не менее, по Циолковскому, «счастье» и «блаженство» не гарантированы, а должны поддерживаться непрерывной активной деятельностью разума. Несмотря на господствующие в историографии взгляды, данная система формировалась вне влияний теории Н. Фёдорова, ибо впервые Циолковский познакомился с нею после прочтения второго издания «Философии общего дела» 1913 года. Представления о прямом воздействии философии Фёдорова на становление Циолковского популяризировались в статье В. Шкловского в «Литературной газете» (7 апреля 1971 года).

#### Циолковский и христианство

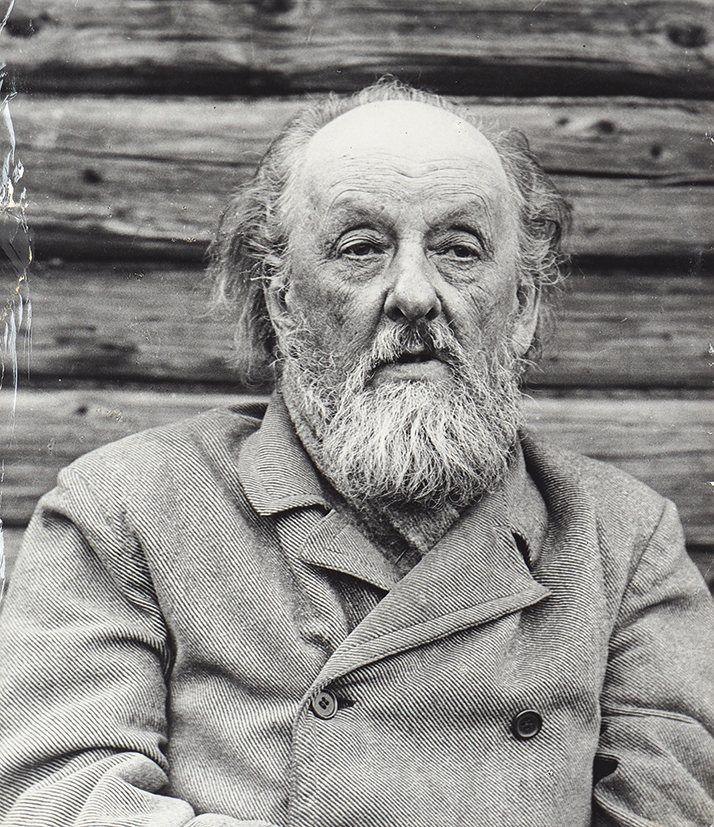
Циолковский в сентябре 1934 года. Фото Н. А. Можайкина

Своеобразным было отношение Циолковского к христианству. Его антропологические идеалы в силу культурного и социального окружения не могли не взаимодействовать с христианскими идеалами. Будучи женатым на дочери священника и работая в епархиальном училище, он был хорошо знаком с основами православного вероучения. Однако его понимание христианства и осмысление личности Иисуса Христа, как центральной фигуры христианского вероучения и христианской этики, было рациональным. В этом контексте, по мнению В. В. Лыткина, обобщавшего рассуждения И. Кольченко и К. Платонова, основной целью исследований К. Э. Циолковского в области религиоведения было нахождение позитивного знания, содержащегося в различных религиозных системах мира, и прежде всего в христианстве. Иными словами, Иисус Христос рассматривался как герой, который стремился изменить образ жизни человечества и направить его к счастью. Судя по печатному и рукописному наследию, всплеск историко-религиозных исканий Циолковского (включая личность Христа и евангельскую историю) относился к периоду после 1917 года. Им были написаны небольшие работы: «Палестина — родина галилейского учителя», «Евангелие Ивана на обыденном языке с пояснениями», «Христианство. (Евангелие Матвея с комментариями)», и др. Хорошо он был знаком с трудами Э. Ренана, «Жизнь Иисуса» которого имелась в домашней библиотеке. Во всяком случае, К. Циолковский существенное внимание уделял человеческому происхождению Иисуса, чтобы подчеркнуть его особую роль в земных делах. В общем, Циолковский скептически относился к евангельским текстам и стремился рационалистически осмыслить их содержание. Чудес (понимаемых как вмешательство Бога в причинно-следственный порядок бытия) Циолковский не принимал, и стремился объяснить евангельские события в естественнонаучном ключе. В своей рукописи «Христианство», он так комментировал хождение по водам: «Возможно, что Христос стоял на мели, а им показалось, что он двигается, так как двигалась лодка и было темно. На мели и волны должны ослабеть». Явления Бога, пророков и самого Христа его ученикам объяснялись тем, что данные эпизоды были целиком вымышленными с целью убедить население в правомочности проповеднической деятельности Иисуса, в праве его нести новые законы. При этом Христа Циолковский описывал как «высочайшего из людей», «героя-одиночку», нравственный эталон человечества, безусловный объект для подражания. Несколько раз Циолковский называл Иисуса Христа гением-естествоиспытателем, познавшим главные, системообразующие законы вселенной, управляющие жизнью всего космоса. Александр Мень отмечал, что взгляды Циолковского на бытие Бога и веру в Него напоминали высказанные в 1920-е годы Н. Морозовым. В интервью калужской газете «Коммуна», напечатанном 14 апреля 1928 года, Циолковский утверждал, что «…тёмная неразвитая крестьянка Богом считает картинку-икону. Другие под Богом подразумевают бессмертного старца, восседающего на облаках. Третьи считают Богом доброе начало в жизни». В статье «Этика, или Естественная основа нравственности» (1903—1918) Циолковский прямо заявил о сходстве своей этики с учением Христа, только его убеждения «вытекают из веры и жизни. Они более интуитивны. Мои же из недр точной науки».

#### Циолковский и евгеника
В учении Циолковского особое место занимает убеждение, что разностороннее усовершенствование человечества прямо пропорционально количественному увеличению массы народонаселения. В этом плане евгеника составляла важную составляющую представлений калужского учёного о будущем. Наиболее детально своё евгеническое учение он разработал в трактатах «Горе и гений» (1916), «Идеальный строй жизни» (1917) и «Будущее Земли и человечества» (1928), первый и последний из которых были опубликованы при жизни, а «Идеальный строй» увидел свет лишь в 2001 году. В своих утопических и евгенических трудах Циолковский вообще не приводил ссылок на какие-либо научные или философские работы, поэтому говорить об источниках его вдохновения крайне сложно; при этом он воспроизводил все классические аргументы сторонников евгеники. Если обобщать результаты космической эволюции человечества по Циолковскому, оказывается, что человек вообще утратит телесность и превратится в автотрофное существо, питающееся непосредственно «лучистой энергией». Для адаптации к условиям различных небесных тел и даже эфирного пространства, вполне допустимо подвергать человеческий организм разнообразным трансформациям. Это также приведёт к максимальному продлению жизни или даже бессмертию. При этом Циолковский являлся ярко выраженным элитаристом и рассуждал о неравноценности форм жизни, преимуществе «наиболее совершенных типов организма». Экологическая этика Циолковского, по выражению А. Я. Иванюшкина, негативна: Константин Эдуардович допускал регресс, когда бессмертные «атомы-духи», составлявшие организм человека, после его смерти с некоторой долей вероятности могут стать частью организма животных. «Мы мучаем животных, но ведь и мы можем возникнуть в их форме, и нас будут убивать и бить кнутом». Поэтому истребление животного мира и всех «отставших родов» (здесь Циолковский наиболее близок к логике расизма и колониализма) — суть естественное следствие космической эволюции: «Несовершенные миры [люди будущего] ликвидируют и заменят собственным населением». Б. Ф. Егоров также отмечал, что особенно к концу жизни Циолковский в своих трудах «был абсолютно беспощаден» к покоряемой природе.
Испытав разочарование в браке, Циолковский с течением времени всё более и более негативно относился к вопросам пола и половому размножению как таковому. Огромная скорость прироста населения в его космических проектах объяснялась и тем, что он предлагал задействовать механизмы искусственного партеногенеза, ибо естественное размножение именовал «унизительным», основанным на «низших животных страстях», не могущих привести ни к чему, кроме вырождения. Евангельскую историю непорочного зачатия Циолковский предлагал понимать как аллегорию будущего положения женщины — подательницы новой жизни, не обуреваемой низменными страстями.
Циолковский являлся противником сословных привилегий и градаций, но при этом придерживался «теории гениев», поэтому классифицировал человечество по уровню умственных и нравственных качеств по четырём классам. Поскольку основную причину прогресса науки и техники он видел в деятельности гениев, то в своём общественном проекте всячески призывал их выявлять. Гений, в определении Циолковского, во всём совершеннее обычного человека. Дальнейшее совершенствование путём искусственного отбора должно заключаться в развитии мозга и освобождении сознания от страстей. Напротив, негативные качества (у преступников или людей, неполноценных физически и умственно) должны нивелироваться безбрачием или бесплодным браком. Циолковский был последовательным противником смертной казни и вообще насилия над преступниками, и рассуждал, что неисправимых особей следовало изолировать от общества в уединённых местах. В. В. Казютинский в этой связи отмечал, что Циолковский не сомневался в природосообразности этики и считал, что эволюционные механизмы вполне применимы к человеческому обществу. Собственные же его взгляды являлись, в сущности, «воинствующим сциентизмом» и вариантом наивной натурфилософии (определение А. Я. Иванюшкина): Циолковский был убеждён, что положения его космической философии (которые он называл «проповедью») настолько же истинны, насколько точны расчёты условий полёта ракеты в космос.
Считал, что для построения евгенического рая на Земле следует сначала ликвидировать «дурные формы неудачных людей»: калек, идиотов, слабых, ленивых, глупых, несознательных, насильников и т. д. «Их надо уничтожать, не причиняя им страданий. Прекращением их размножения. Молодых сильных мужчин операция оскопления (очень лёгкая) уродует, женщины же последствия такой операции переносят очень легко. Тогда их поколения скоро вымрут»/.

#### Социально-космическая утопия Циолковского

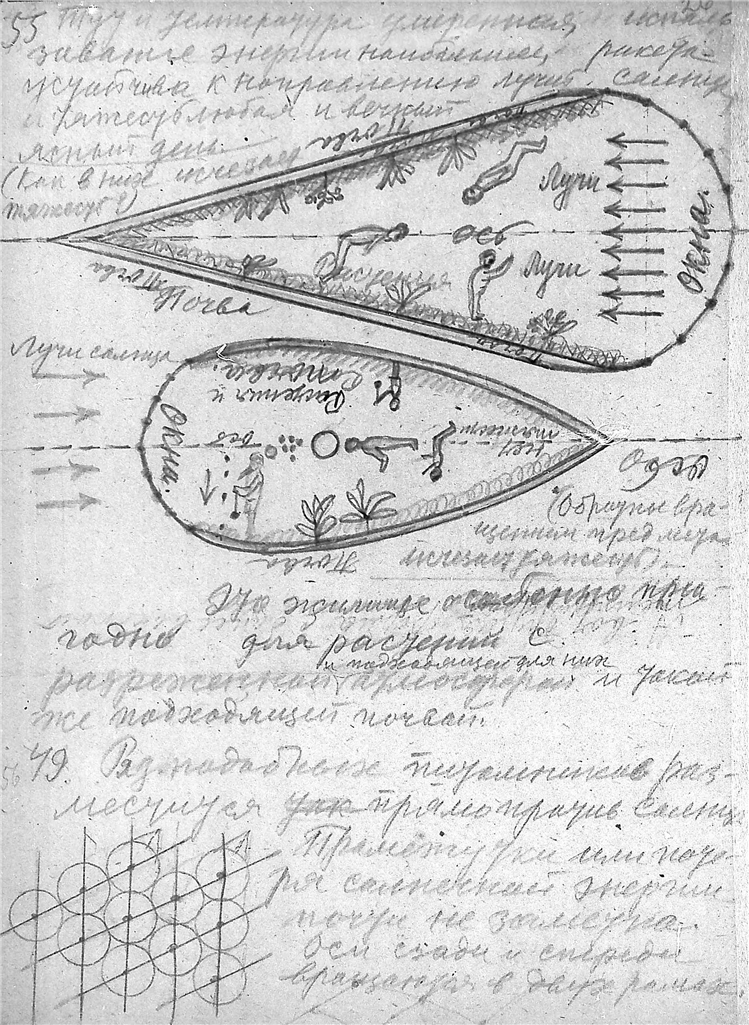
Рукопись К. Э. Циолковского «Альбом космических путешествий» (лист 55) с описанием космической оранжереи. АРАН, 1933

По определению В. В. Казютинского, социальные утопии Циолковского неотделимы от его проектов космической экспансии человечества. Циолковский рассуждал, что, поскольку счастье человечества зависит от количества гениев, необходимость максимального увеличения народонаселения диктует необходимость освоения не только суши, гидросферы и атмосферы Земли, но и космического пространства. В описании жизни будущего человечества в статье «Идеальный строй жизни» Циолковский, скорее, руководствовался идеями Фурье или Чернышевского о фаланстерах (этот термин он никогда не использовал). Люди будут жить коммунами («общинно») в десятиэтажных зданиях, вмещающих около 1000 человек; дома-коммуны будут включать крытые дворы-сады, а на каждого коммунара полагается комната в 12 м² площади и трёхметровой высоты. Циолковский ратовал за глобальную унификацию культуры: в 1915 году опубликовал статью «Общий алфавит и язык», в которой призывал к созданию универсального алфавита на основе латиницы, но при этом для общего употребления рекомендовал английский или французский языки. Для объединения человечества мыслитель предлагал массовую колонизацию джунглей Африки и Южной Америки, для которой большие трудовые армии под защитой металлических колпаков километровой длины и 10-метровой высоты будут создавать культурные плантации. На морях и океанах должны быть созданы громадные плоты с жилищами людей и плантациями для водных культур. В результате дальнейшей техногенной деятельности человечество станет жить в искусственной среде с регулированием атмосферного давления и температуры (это же снимет необходимость в одежде и обуви), что позволит заселить всю поверхность Земли.
После полного освоения Земли, неизбежным шагом человечества станет освоение космоса. Эту задачу Циолковский считал двуединой: во-первых, этической, — в интересах атомов-духов, счастье которых наиболее раскрывается в высокоорганизованных социальных структурах, и, во-вторых, в интересах расселения быстро растущего человечества и общения «братьев по разуму» в сообществе разумных сил вселенной. В трактате «Исследование мировых пространств реактивными приборами» помещён план освоения космического пространства из 16 пунктов, которые включают создание заатмосферных космических поселений на околоземной орбите, колонизацию пояса астероидов, а после увеличения населения Солнечной системы в «сто тысяч миллионов раз больше теперешнего земного» должно начаться расселение человечества по всему Млечному пути. Пункт 16 гласил: «Начинается угасание Солнца. Оставшееся население солнечной системы удаляется от неё к другим солнцам, к ранее улетевшим братьям».
В статьях разных лет Циолковский противоречил сам себе, поэтому следует рассуждать о множественности его утопических проектов. Многократно цитируемая фраза «Земля — колыбель человечества, но нельзя вечно жить в колыбели» имела другой смысл: Земля представлялась источником строительного материала для космических поселений («эфирных островов»). Вероятно, его не смущало, что в Землю же попадают духи-атомы умерших; впрочем, в брошюре 1928 года «Цели звездоплавания» космические колонии должны быть возведены из стекла, стали, никеля и «других крепких металлов». В дальнейшем Циолковский сменил направление размышлений, перейдя на постчеловеческие позиции. Он предложил путём искусственного отбора изменить саму биологическую природу человека, создав существа, способные жить в эфирном пространстве без космических колоний, скафандров, и тому подобного. А. Л. Чижевский свидетельствовал и о ещё более смелых мечтаниях Циолковского: в самом отдалённом будущем разумные существа преобразуются в лучевую энергию или иную форму материи, которая заполнит всё пространство Вселенной, и весь космос станет единым разумным существом, после чего разум перейдёт к высшему порядку, и будет всё знать и ничего не желать. Это будет то состояние, «которое разум человека считает прерогативой богов. Космос превратится в великое совершенство».

### Циолковский и фантастика

#### Вкусы и пристрастия К. Э. Циолковского в литературе
Литературные пристрастия Циолковского с возрастом менялись. Со слов самого Константина Эдуардовича известно, что если в молодости он увлекался Шекспиром, Тургеневым и Писаревым, то в старости, при попытке перечитывать, он счёл это «непроизводительным трудом», впрочем, не сообщая подробностей. В общем, его вкусы не выходили за пределы стандартных для «передовых» людей 1860—1870-х годов. По воспоминаниям дочери, Циолковский не любил современной ему беллетристики XX века, именуя её «кровавым кошмаром», хотя читал с удовольствием В. Вересаева и А. Толстого; также он любил перечитывать вслух рассказы А. П. Чехова, стихи и поэмы Н. А. Некрасова, басни И. А. Крылова. В статье «Гений среди людей» Циолковский цитировал или упоминал Г. Гейне, Мюссе, Жорж Санд, Э. По, Гёте, Ларошфуко, А. Шопенгауэра, М. Ю. Лермонтова, Н. В. Гоголя, Г. И. Успенского, Н. Г. Помяловского, И. С. Тургенева, А. И. Куприна, А. П. Чехова, А. С. Пушкина. Степень знакомства с текстами этих авторов является спорным вопросом; вообще для Циолковского цитирование художественных текстов не было характерно. Сложным также является вопрос о владении им иностранными языками, несмотря на утверждения дочери Любови Константиновны, что её отец учился в молодости французскому языку и более или менее понимал его.
Более сложным является вопрос о приобщении Циолковского к научно-фантастической литературе. Такие исследователи, как Дж. Эндрюс, А. Сиддики и Б. Ф. Егоров подчёркивали, что русская литература рубежа XIX—XX веков создала богатую традицию повествований о космических путешествиях, существовало не менее 20—30 оригинальных произведений на эту тему; не говоря о переводах произведений Герберта Уэллса и Курда Лассвица. Вероятно, в той или иной степени, с некоторыми из них мог быть знаком и Циолковский.

#### Научно-фантастические повести Циолковского

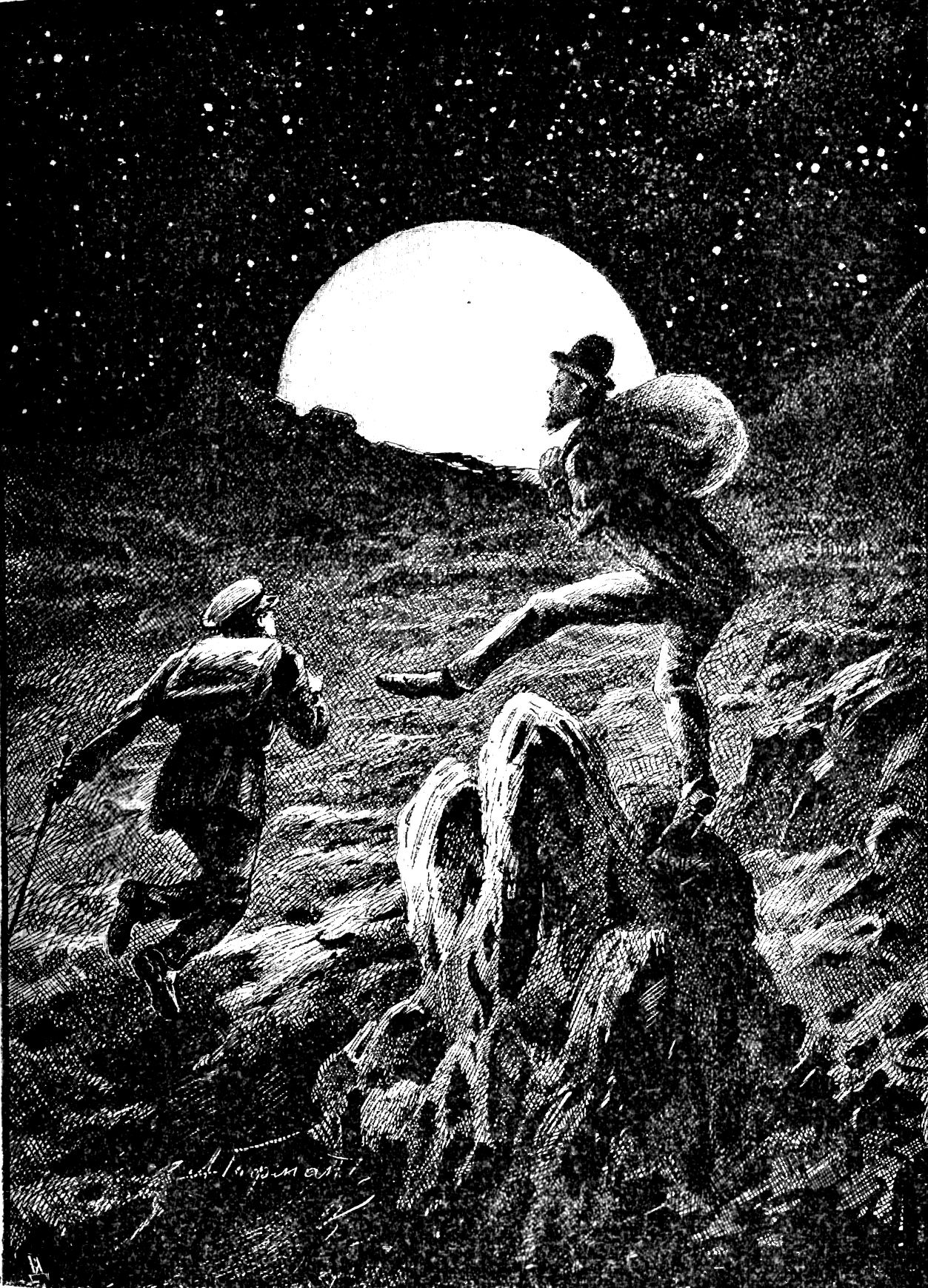
Иллюстрация А. Э. Гофмана к сытинскому изданию повести «На Луне» 1893 года

В 1880—1890-е годы Циолковский опубликовал несколько текстов, которые обычно классифицируются как научно-фантастические. Ещё в 1887 году он написал большой рассказ или маленькую повесть «На Луне» (опубликована Сытиным как приложение к «Вокруг света» в 1893), повести «Грёзы о Земле и небе» (1895), «Вне Земли» (частично опубликована в журнале «Природа и люди» в 1916 году, полное издание 1920 года вышло тиражом всего 300 экз.). Были и другие произведения, например рукопись 1894 года, неточно названная «Изменение относительной тяжести на Земле» (первая публикация 1960). В повести «На Луне» безымянный герой-астроном со своим другом-физиком, а также с домом, погребом, припасами, гимнастической площадкой, кустами, деревьями, скарбом, домашней утварью, лошадью с телегой и даже самоваром, внезапно оказался на Луне. Циолковский тогда ещё не касался проблем межпланетного перелёта, сосредоточившись на описании ощущений человека в мире с уменьшившейся в шесть раз тяжестью. В рукописи «Изменение относительной тяжести» описывались физические условия на Меркурии, Венере (эта глава была утеряна), Марсе, Весте, Церере и Палладе, через ощущения главного героя. Циолковский считал все эти небесные тела обитаемыми, на описываемом им Меркурии цивилизация по развитию даже обогнала земную. Примерно те же идеи были положены в основу научно-фантастической зарисовки «На Весте» (1930), в которой автор пытался представить условия на этом астероиде, включая картину восхода Солнца или жизнь существ, приспособленных к вакууму. Персонаж, отождествляемый с автором-рассказчиком, необходим лишь для передачи картин космоса и планет, хотя иногда упоминаются переживания героев от столкновения с неизведанным или от тоски по Земле.

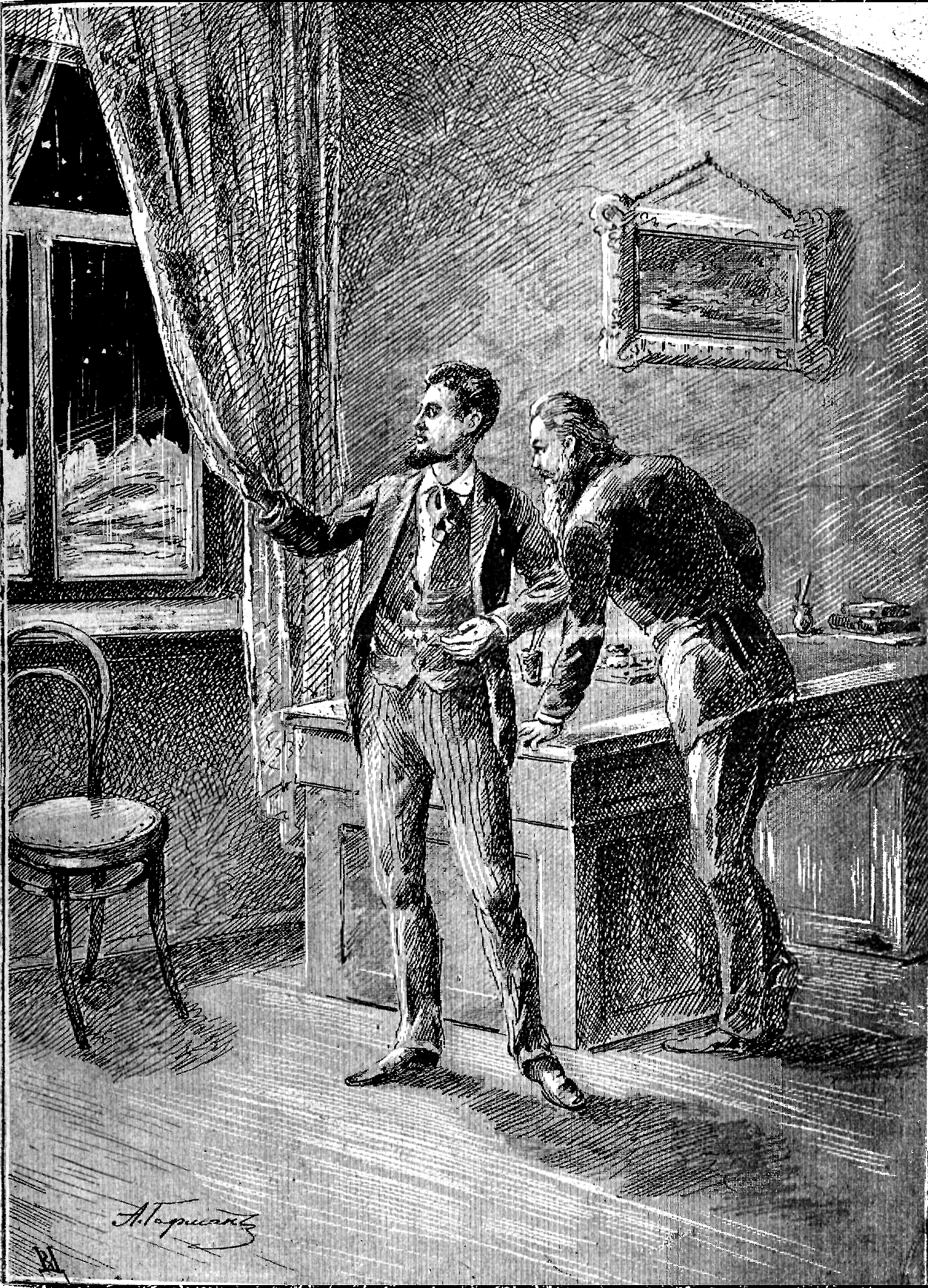
Иллюстрация А. Э. Гофмана к сытинскому изданию повести «На Луне» 1893 года

В повести «Грёзы о Земле и небе», в сущности, углублялись идеи «Изменения относительной тяжести». Здесь подробно описаны последствия и ощущения от отсутствия силы притяжения, а также помещено повествование о путешествии на астероиды, где гравитация минимальна. Циолковский пришёл к возможности полной физиологической адаптации человека к условиям невесомости, вплоть до выращивания растений в пищу и для регенерации атмосферы в космических оранжереях, покрытых «стекловидной плёнкой» и подпитываемых солнечной энергией. Повесть «Вне Земли» посвящена истории первого межпланетного путешествия, которое отнесено к 2017 году. В Гималайских горах русский изобретатель Иванов, открывший принцип ракетного движения и разработавший физические параметры космических полётов, приступил к постройке ракеты. Ему помогает интернациональная команда — англичанин Ньютон, американец Франклин, француз Лаплас, немец Гельмгольц, и, позднее, швед Норденшельд. Несмотря на то, что в тексте есть картины утопического будущего объединённой Земли, эти вопросы, как и международное сотрудничество, глубоко вторичны для сюжета. Главное — это детальные описания космического путешествия, и всех его аспектов. По словам Б. Ф. Егорова, повесть Циолковского — «своего рода памятка-инструкция для космонавтов»; здесь предусмотрены скафандры для выхода в открытый космос, детально прописаны процедуры еды, питья и умывания, и т. д. В тексте отдельными главами помещены лекции, которые герои-учёные читают для своих рабочих — откровенное указание Циолковского на научно-просветительскую миссию своей повести; подобную модель естественнонаучного образования (через вопросы и ответы) активно использовали советские журналы 1920-х годов и позже.
Фантастика Циолковского является научно-популярной, а не художественной литературой; сам он рассматривал литературную форму лишь как удобный способ заинтересовать широкую публику своими идеями, отчасти, как личную творческую лабораторию, промежуточный этап между общим замыслом и детальными математическими расчётами. В этом плане образцом для подражания, как признавался и сам Константин Эдуардович, для него был Жюль Верн. Профессор университета Беркли Энтони Ванчу, впрочем, утверждал, что Циолковского можно вписать в общий контекст ранней советской прозы, поставив рядом с Андреем Платоновым и Мариэттой Шагинян. Майкл Ольквист (Йельский университет) утверждал, что прозе Циолковского была свойственна «параболичность», и он стремился переменить мир при помощи метафор и аллегорий. В этом плане его уместно сравнивать с Фёдоровым: там, где московский философ стремился преодолеть оковы смерти, Циолковский разными способами (в том числе вполне рациональными), боролся с земным притяжением. Впрочем, как отметил Дж. Эндрюс, только в повести «Вне Земли» Циолковский попытался перебить однообразие технической информации повседневными занятиями своих героев, но в целом его повести и рассказы «не увлекают». Объясняется это тем, что Циолковский подходил к фантастике как к утилитарному жанру, стремясь заинтересовать космическими проблемами будущих инженеров, чего в итоге добился. Его рассказы были откровенно дидактическими, имея педагогическое, а не литературное значение. В переиздании «Исследований мировых пространств реактивными приборами» 1926 года, Циолковский прямо заявлял, что фантастика — это эффективное средство для подготовки общественности к прорыву в иное пространство.

#### Литературное влияние
Лишённые литературности, фантастические тексты Циолковского не привлекали профессиональных литераторов. «Грёзы о Земле и небе» долго рассматривались цензурным комитетом, и вызвали негативные рецензии в газетах «Неделя» в «Научном обозрении»; главному редактору последнего — М. М. Филиппову — Циолковский отправил аргументированный ответ в защиту научного содержания повести. Это привело к их длительному сотрудничеству и девяти последующим публикациям. Чуть ли не единственным писателем, положительно настроенным к текстам Константина Эдуардовича, оказался В. Я. Брюсов. Собственно, фантазии о межпланетных путешествиях посещали Брюсова с детства, а важной вехой для их включения в «серьёзное» творчество стало знакомство с трудами Н. Ф. Фёдорова и далее Я. И. Перельмана (в период 1908—1913 годов). Брошюры Циолковского попали в руки В. Брюсова около 1918—1920 годов и даже привели к замыслу написать книгу о калужском учёном. Осенью 1920 года произошла встреча Брюсова и А. Чижевского, оставившего свидетельства о брюсовских интересах. Впрочем, никаких следов работы над темой Циолковского в архиве Брюсова не было обнаружено.

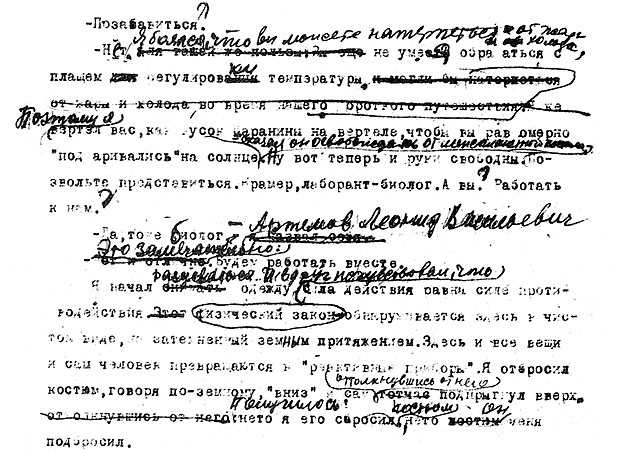
Машинописная страница рукописи романа «Звезда КЭЦ» с авторской правкой А. Р. Беляева

После революции идеи Циолковского не были созвучны атеистическому материализму советской власти. Наиболее глубоким следует считать воздействие идей и литературных текстов Циолковского на А. Р. Беляева и Н. А. Заболоцкого. В отдельном фонде А. Беляева в Российском государственном архиве литературы и искусства (ф. 215) сохранилась переписка двух фантастов — всего шесть писем, отправленных между 27 декабря 1934 и 20 июля 1935 года. Началась она в связи с просьбой Александра Романовича прорецензировать его новый роман «Прыжок в ничто», а также касалась вопросов кинофантастики, поскольку Циолковский заявил, что кино в плане воздействия на массы гораздо эффективнее литературы. Из переписки также следовало, что А. Р. Беляев был знаком с трудами Циолковского ещё до их заочного знакомства. Действительно, в ряде своих повестей и романов 1930-х годов, Александр Романович популяризировал идеи Циолковского и прямо на это указывал. В 1934 году в журнале «Вокруг света» вышел рассказ «Воздушный корабль», посвящённый экспедиции на советском цельнометаллическом дирижабле; Циолковский прислал на него отзыв в редакцию, с «изъявлением удовольствия товарищу Беляеву и почтенной редакции журнала». Переписка с учёным началась в связи со вторым изданием романа о путешествии на Венеру «Прыжок в ничто», причём автор хотел дать посвящение Циолковскому. Мартом 1935 года датировано краткое предисловие Циолковского ко второму изданию:

…Из всех известных мне рассказов, оригинальных и переводных, на тему о межпланетных сообщениях роман А. Р. Беляева мне кажется наиболее содержательным и научным. <…> Поэтому я сердечно и искренне приветствую появление второго издания, которое, несомненно, будет способствовать распространению в массах интереса к заатмосферным полётам. Вероятно, их ожидает великое будущее.
Написанный в середине 1930-х годов роман «Вторая Луна», после смерти Циолковского был переименован в «Звезда КЭЦ». В этом тексте было помещено максимальное число технических идей калужского учёного, а физические проявления отсутствия гравитации, а также описания космоса за пределами атмосферы, писатель старался передавать близко к текстам самого Циолковского. При этом Александр Беляев творчески подошёл к идеям Циолковского и прорабатывал их в направлении собственных литературных нужд: например, предложил двухстороннюю накидку, отражающую и поглощающую солнечные лучи; стерилизацию белья и жилых помещений в космосе, физическую тренировку и даже фильмотеку для досуга.
7 января 1932 года датировано письмо, отправленное в Калугу Н. А. Заболоцким, которого в творчестве Циолковского привлекали именно панпсихизм, идеи бессмертия и преобразования природы. В мировоззрении их было много сходных черт, например, монизм, представление об абсолютном материальном единообразии мира, в котором каждый атом хранит информацию о целом организме. Заболоцкий творчески развил взгляды Циолковского, заявив, что мир подобен растению, в котором все клетки содержат информацию о строении и функции целого.
Влияние Циолковского — также на уровне его космической философии, — проявилось и в творчестве русского писателя корейского происхождения А. А. Кима. В романах «Белка» и «Отец-лес» основой образной системы стало циолковское понимание атомов как живущих, чувствующих и имеющих душу, и бессмертии человеческой энергии и жизни вообще.

#### Циолковский и кинематограф
По утверждению Джеймса Эндрюса, интерес Циолковского к научно-фантастическому кинематографу подогревался известиями о сотрудничестве Германа Оберта с Фрицем Лангом при создании футуристического фильма «Женщина на Луне» (вышедшего в 1929 году), которое привело к взаимному обогащению языка кинематографа и литературной фантастики. При этом предложение об экранизации повести «Вне Земли» поступило в Калугу ещё в 1925 году, но технически было тогда совершенно неосуществимым.
Василий Журавлёв при поддержке С. М. Эйзенштейна в 1933 году приступил к созданию научно-популярного фильма о путешествии на Луну, причём тема была включена в план «Мосфильма». Было предложено обратиться к Циолковскому как консультанту, причём калужский учитель ответственно подошёл к просьбе и создал целый альбом зарисовок о поведении человека в условиях космического путешествия. В Калугу состоялась киноэкспедиция, в которой участвовали, кроме режиссёра и драматурга В. Шкловского, ещё спецкор газеты «Кино» Е. М. Кузнецов, редактор студии Л. А. Инденбом. По воспоминаниям, Константин Эдуардович встретил их вопросом: «Так это вы на Луну собрались?» Циолковский заразил команду своим энтузиазмом, в фильме «Космический рейс» было решено показать его технические проекты, например, старт ракеты с горизонтальной наземной эстакады. Между Москвой и Калугой велась интенсивная переписка. Сценарий А. А. Филимонова получил одобрение учёного; после этого состоялась его встреча с главным оператором фильма и художником-постановщиком. Премьера кинокартины состоялась уже после кончины К. Циолковского, а фантастический институт межпланетных сообщений из фильма получил его имя, показанное на входной вывеске.

## Библиотека и архив К. Э. Циолковского
Впервые описание библиотеки Циолковского представил В. С. Зотов в книге о его доме-музее (1962), а последовательное исследование его книг, рукописей и маргиналий велось с 1980-х годов Т. Н. Желниной. Личную библиотеку будущий учитель стал собирать во время пребывания в Москве (об этом известно из переписки), однако собрание книг многократно пострадало от пожара, наводнений и переездов. Иными словами, почти все сохранившиеся книги и журналы были приобретены после наводнения 1908 года. Судя по описаниям Л. К. Циолковской, библиотека была невелика и помещалась в двух шкафах: близ письменного стола хранилась научно-популярная, учебная и справочная литература, в другом — художественная, которой щедро делились со знакомыми, не всегда возвращавшими книги владельцу. В мастерской на втором этаже хранились газеты и журналы. По воспоминаниям Л. К. Циолковской, в последние годы жизни её отец выписывал до 20 названий газет и журналов, кроме того, редакции высылали ему авторские экземпляры с публикациями его статей. Сохранилась и почтовая открытка от 5 мая 1928 года из ленинградского книжного магазина «Наука и знание», из которой следовало, что только в этом году Циолковский смог выписать себе Энциклопедический словарь Брокгауза и Ефрона за 95 рублей, и от него потребовали 30 % задаток. Некоторые книги покупали или дарили знакомые по его просьбе.
После 1936 года архив и книжное собрание были разделены; часть бумаг и книг поступила в архив Циолковского, формируемый при Научно-исследовательском институте гражданского воздушного флота (НИИ ГВФ), другая осталась в калужском доме-музее; многое хранилось у членов семьи. Далее материалы и книги из НИИ ГВФ поступили в Архив Академии наук СССР. Музейные фонды сильно пострадали во время немецкой оккупации Калуги в сентябре — декабре 1941 года. При этом экземпляр Энциклопедического словаря Брокгауза и Ефрона каким-то образом оказался в библиотеке Смоленского педагогического института и был передан в калужский дом-музей лишь в 1964 году. По оценке Т. Желниной, в разных хранилищах сохранилось около 460 томов книг и около 1500 экз. журналов более 70 наименований.
Во время исполнения программы «Союз — Аполлон» в 1975 году, книги К. Э. Циолковского были отправлены в космос. Для этого символического акта были отобраны прижизненные издания «Исследования мировых пространств реактивными приборами», «Космических ракетных поездов» и «Целей звездоплавания», которые с автографами Т. Стаффорда, В. Кубасова и А. Леонова поступили в Калужский музей Циолковского. Факсимильное издание книг с автографами было отправлено затем на станцию «Мир». Полный реестр книг Циолковского, побывавших на околоземной орбите, составил правнук учёного С. Н. Самбуров (РКК «Энергия»).
Личный фонд К. Э. Циолковского в Архиве РАН составляет отдельный фонд 555, включающий 5 описей, содержащих 1979 дел (31 680 листов архивных документов). 100 % документов оцифровано и доступно всем пользователям портала.

## Оценки и память

Фронтиспис и титульный лист французского перевода сборника фантастических повестей Циолковского, изданного в СССР

### Историография
Множество исследователей, начиная от современников, характеризовали Циолковского примерно одинаково. Так, Я. Перельман в 1937 году определял его творческое наследие так:

Циолковского принято называть, за неимением иного определения, изобретателем. Он был, однако, изобретатель не в обычном смысле этого слова. Деятельность его не успела ещё принести осязательных плодов, которые вошли бы в наш повседневный быт… Трудами Циолковского воспользуются будущие поколения. Он — творец смелых замыслов, замечательный технический мыслитель, один из величайших в нашем Союзе.
Писатель и журналист — популяризатор науки — А. Первушин — именовал Циолковского «настоящим культуртрегером (не в ироническом, а в изначальном смысле) — человеком, созидающим новую область культуры и являющимся персонажем этой области культуры»:

Да, Циолковский был глухой сумасшедший старик, слабо разбирающийся во многих научных вопросах, но именно такие люди зачастую и открывают для нас новые горизонты… Ни Михаил Тихонравов, ни Сергей Королёв не годились для этого. Они были энтузиастами, смелыми изобретателями, стремящимися опередить время, — но долгие годы они могли бы блуждать среди деревьев, не догадываясь о существовании леса и уж тем более саванны. Циолковский для них был подобен лесному учителю из русских народных сказок, от которого мало практической пользы, но который подскажет путь. В самом словосочетании «калужский учитель» ныне заложен огромный смысл. Именно это делало Циолковского Циолковским.
По оценке Азифа Сиддики, Циолковский «был канонизирован Советским государством как великий учёный и мыслитель». Общее число публикаций на русском языке исчислялось тысячами, одних биографий на 2004 год было опубликовано около 20, не считая сотен монографий. С 1966 года в Калуге ежегодно проводятся «Циолковские чтения», общее число выпусков которых перевалило за сотню.
В историографии Циолковского отчётливо прослеживаются два подхода: «агиографический» (связанный и с апологией советской власти, которая ещё при жизни признала его гений и обеспечила условия для активной жизни) и критический. Первое направление разделяли многочисленные западные авторы, даже Вернер фон Браун и Фредерик Ордуэй (в «Истории космических путешествий») и журналист — популяризатор науки Уильям Берроуз. На современном Западе приоритет Циолковского как отца-основателя космонавтики — одновременно с Р. Годдардом и Г. Обертом, — никем не оспаривается. Впервые такое определение вынесла в 1960-е годы Французская ассоциация аэро- и астронавтики. В 1989 году имя Циолковского было помещено в почётный зал в музее Сан-Диего, а затем его слава широко распространилась по США. Данное положение зафиксировано и на официальном сайте НАСА. После 1960 года в английском переводе вышла повесть «Вне Земли» («Beyond the planet Earth»), НАСА опубликовала в трёх томах собрание сочинений Циолковского и его же «Труды по ракетной технике». Немецкий славист Михаэль Хагемайстер отмечал в этом контексте, что по-настоящему миф о Циолковском распространился уже после начала космической эры. Он же отмечал, что единственная англоязычная работа о Циолковском, опубликованная в 2009 году Джеймсом Эндрюсом, славистом из университета Айовы, «довольно поверхностна» и игнорирует неудобные и спорные для её автора темы.
После крушения СССР отчётливо наметился ревизионистский подход, представленный как в западной, так и постсоветской литературе. Собственно, дилетантизм Циолковского не скрывали даже положительно настроенные к нему авторы 1920—1930-х годов. «Разоблачительную» позицию занял Г. Салахутдинов, который в ряде своих статей, интервью и двух монографиях отрицал всякую оригинальность и практическую применимость трудов Циолковского и опровергал сложившуюся вокруг него мифологию. Две монографии Г. Салахутдинова, изданные в 2000 и 2003 годах символическим тиражом по 100 экз., вызвали множество возмущённых комментариев, но при этом высоко оценены М. Хагемайстером.
Апологетический миф о Циолковском — великом учёном и «дедушке русской космонавтики», продолжает существование в России после 2000-х годов. Словенская исследовательница Наталия Майсова (Natalija Majsova) отмечала, что миф развивается в контексте так называемого «русского космизма»; исследователи всячески подчёркивают преемственность мысли Н. Фёдорова и Циолковского, примером чего является монография К. Е. Алексеевой, опубликованная в 2007 году. В 2013 году и президент В. В. Путин предложил назвать в честь учёного новый город при строящемся космодроме «Восточный». Изданная в серии «Жизнь замечательных людей» биография Циолковского, написанная В. Дёминым, критиковалась из-за множества псевдонаучных пассажей, например, что её герой верил в существование гиперборейцев и атлантов.

### Память

Памятники К. Э. Циолковскому
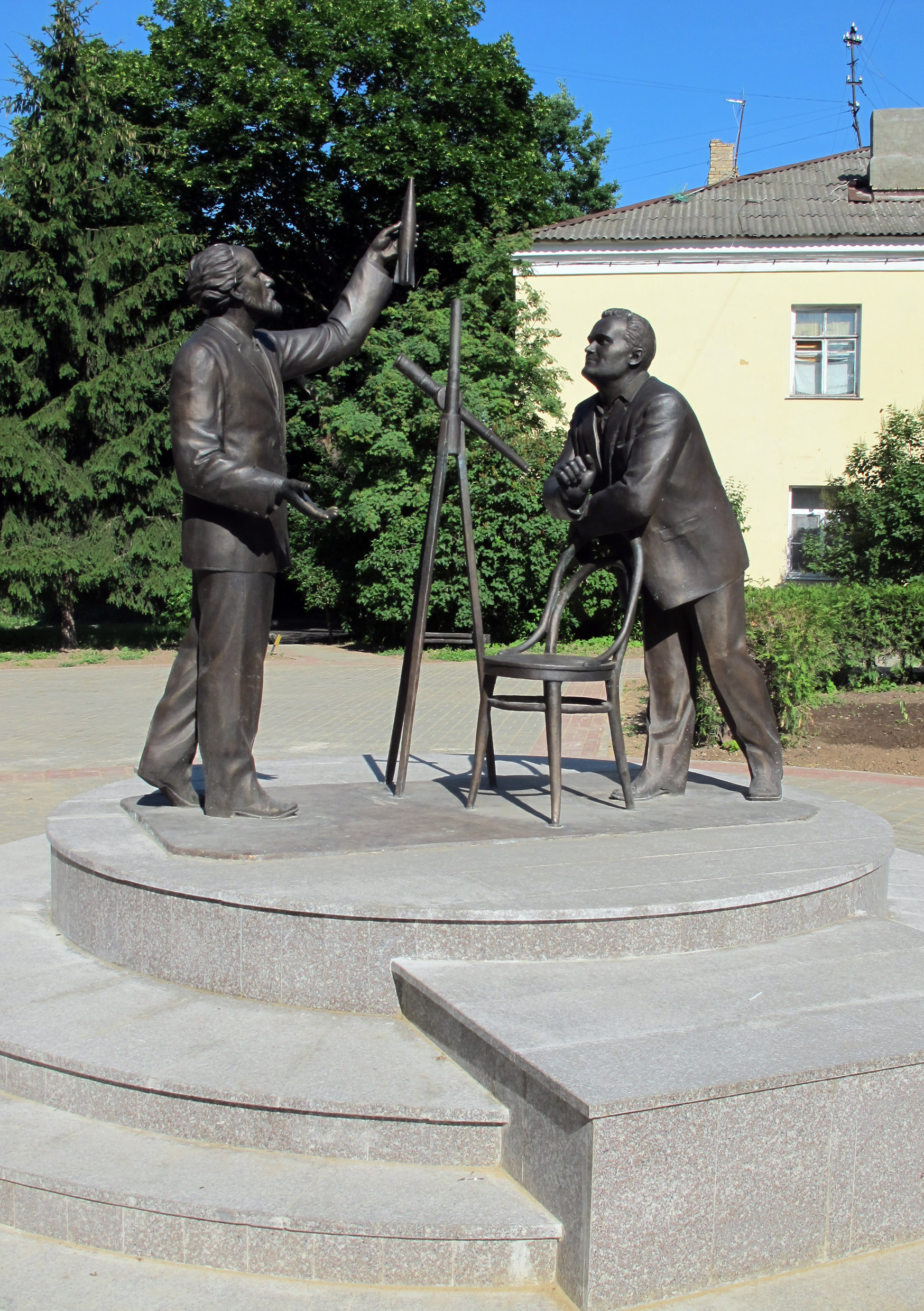
Памятник К. Э. Циолковскому и С. П. Королёву в Калуге. 2011
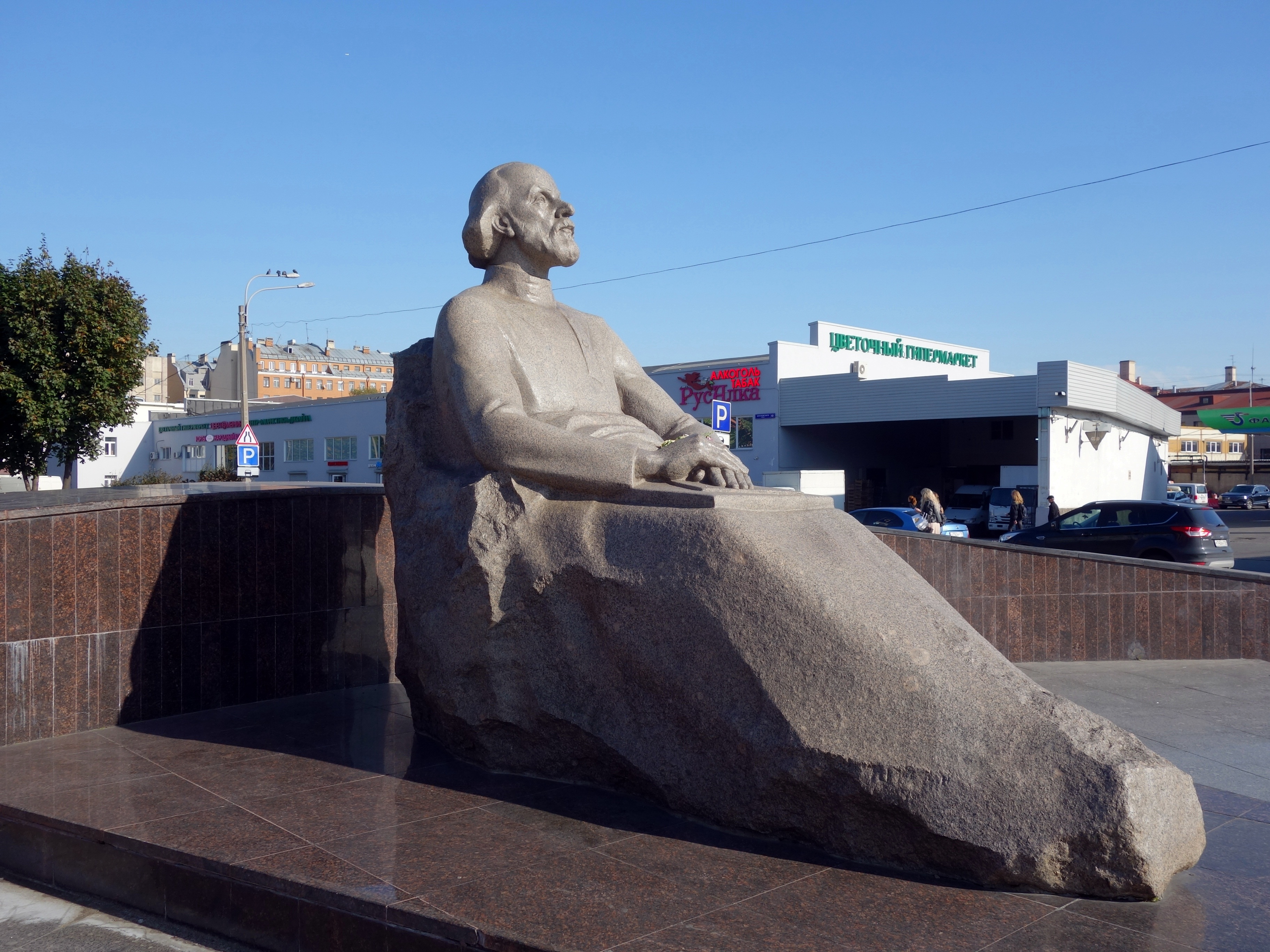
Памятник на улице Циолковского в Санкт-Петербурге
Памятник Константину Циолковскому (Долгопрудный)
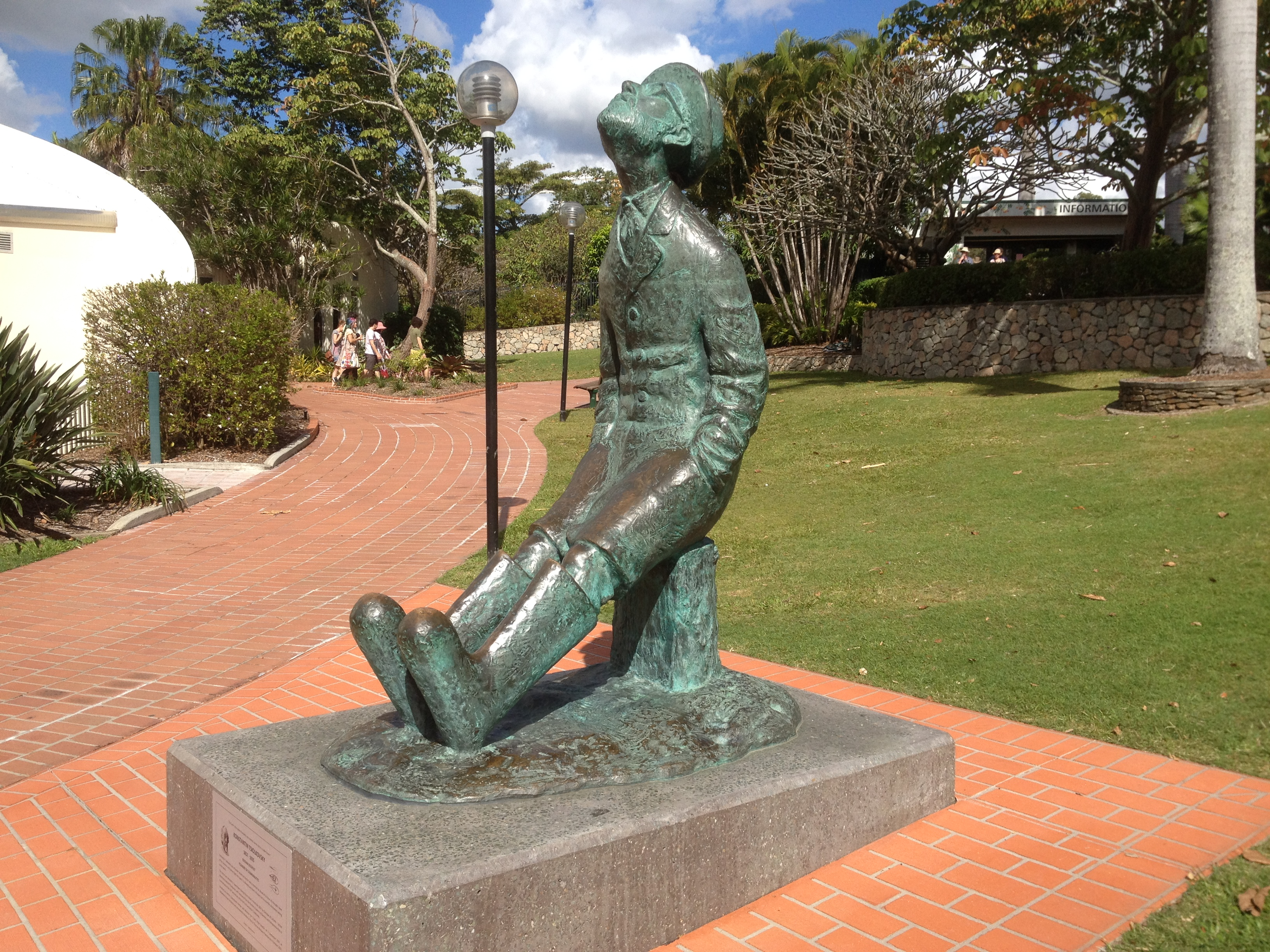
Памятник в Брисбене (Австралия)
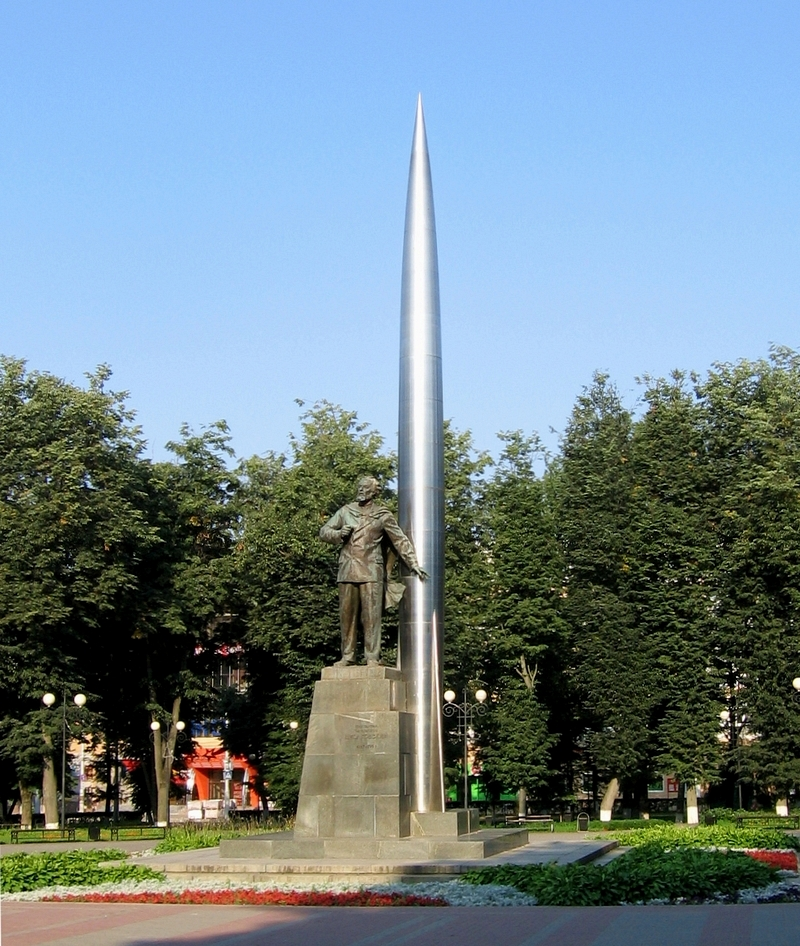
Памятник на Площади Мира в Калуге
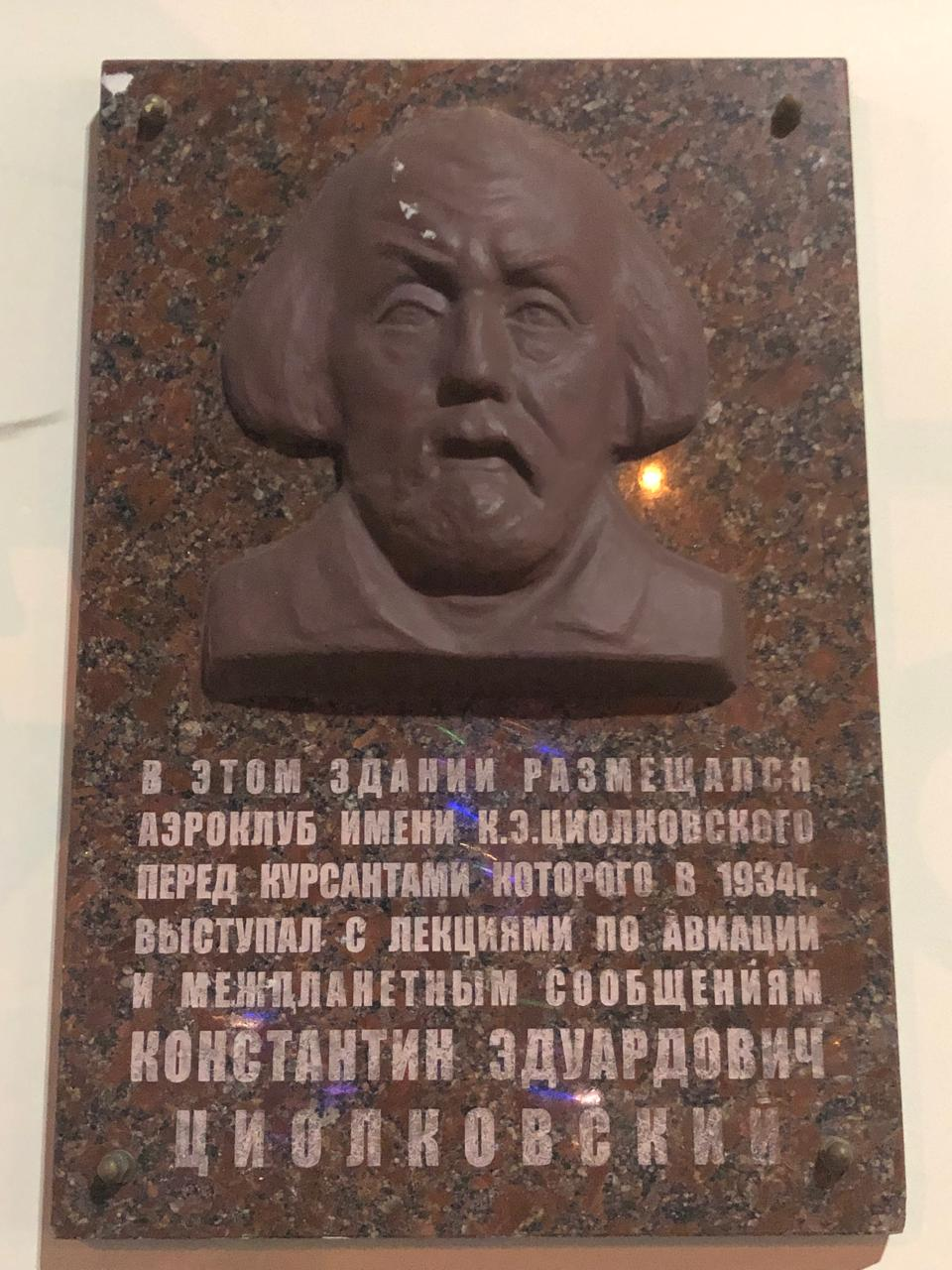
Мемориальная доска в Калуге

Признание К. Э. Циолковского в СССР прошло несколько этапов. В связи с его 75-летием прошла широкая кампания в центральной прессе, государственные издательства стали издавать его книги, а правительство — воздавать ему почести. Первоначально это было связано с государственной пропагандой летательных аппаратов, в том числе ракетных, а также кампанией по покорению стратосферы Осоавиахимом; калужские почитатели учёного добились разрешения от райкома отпраздновать юбилей в Калуге. Осоавиахим выделил на юбилейные торжества 16 000 рублей, впрочем, большая часть суммы предназначалась фонду циолковских стипендий для молодых учёных. Тогда же были опубликованы первые биографии Циолковского, написанные его постоянными корреспондентами Н. Рыниным и Я. Перельманом. Как отмечал Т. Эндрюс, развитию «культа» Циолковского в СССР способствовало в 1957 году случайное совпадение 100-летнего юбилея учёного-самоучки и начало космической эры — запуск первого спутника. Н. С. Хрущёв распорядился активнее пропагандировать наследие «дедушки советской космонавтики», как определялся отныне К. Э. Циолковский; апологетические публикации были выпущены во всех центральных изданиях, включая партийные и литературные. Мифологизации наследия Циолковского способствовал и С. П. Королёв, при этом общим местом в публикациях 1950—1960-х годов стало разделение его математических выкладок (в которых исправлялись допущенные Циолковским ошибки) и собственно космической философии, о которой умалчивалось.
Имя К. Э. Циолковского носил Московский авиационный технологический институт (МАТИ), объединённый в 2015 году с Московским авиационным институтом (МАИ). Циолковскому установлены памятник в Калуге и три памятника в Москве, в том числе перед гостиницей «Космос», существует его дом-музей в Калуге, и в других городах, включая место рождения — Ижевском, Боровске и Кирове. Государственный музей истории космонавтики имени К. Э. Циолковского был создан по личному распоряжению Н. С. Хрущёва, поддержанному многими ведущими авиастроителями и космонавтами, в том числе А. Н. Туполевым и Ю. А. Гагариным; последний 13 июня 1961 года заложил первый камень в фундамент будущего здания.
Памятники Циолковскому существуют и во многих других местах. В 2007 году в честь 150-летия К. Э. Циолковского, были установлены два идентичных памятника — в Боровске Калужской области и в австралийском Брисбене. Их автор — С. Бычков — изобразил учёного сидящим в валенках, запрокинув голову к «носу» ракеты, установленной возле памятника. Несмотря на неодобрение архитектурного совета при губернаторе Калужской области, жители Боровска настояли именно на таком облике статуи.
Барельеф-портрет К. Э. Циолковского установлен в Парке покорителей космоса им. Юрия Гагарина, открытом 9 апреля 2021 года в Саратовской области близ места посадки первого космонавта.
В 1954 году была учреждена Медаль им. Циолковского. В честь учёного был назван кратер на обратной стороне Луны (название утверждено Международным астрономическим союзом в 1961 году) и, малая планета 1590 Tsiolkovskaja. В его честь в 1965 году был назван купол Циолковского (координаты: 70°30′ ю. ш. 00°03′ в. д.) на Берегу Принцессы Марты в Антарктиде, впервые обозначенный на карте САЭ в 1961 году. С 2015 года именем учёного назван город при строящемся космодроме «Восточный».
Фильмография
«Дорога к звёздам» — первый фильм, в котором был представлен художественный образ К. Э. Циолковского, был снят в 1957 году; в главной роли Георгий Соловьёв. «Человек с планеты Земля» — создание в 1958 году этого фильма курировалось соответствующим отделом ЦК КПСС. «Укрощение огня» — в этом идеологизированном фильме 1972 года эпизодическую роль Циолковского исполнил Иннокентий Смоктуновский. «Взлёт» — этот фильм поставил в 1979 году Савва Кулиш о событиях дореволюционной жизни Циолковского, образ которого на экране воплотил поэт Евгений Евтушенко. «Жестяной дирижабль» — этот короткометражный документальный фильм о взаимоотношениях Константина Циолковского и советских органов госбезопасности, использовав архивные материалы ФСБ, снял в 1997 году кинорежиссёр и продюсер С. Н. Варицкий.
Театральные постановки

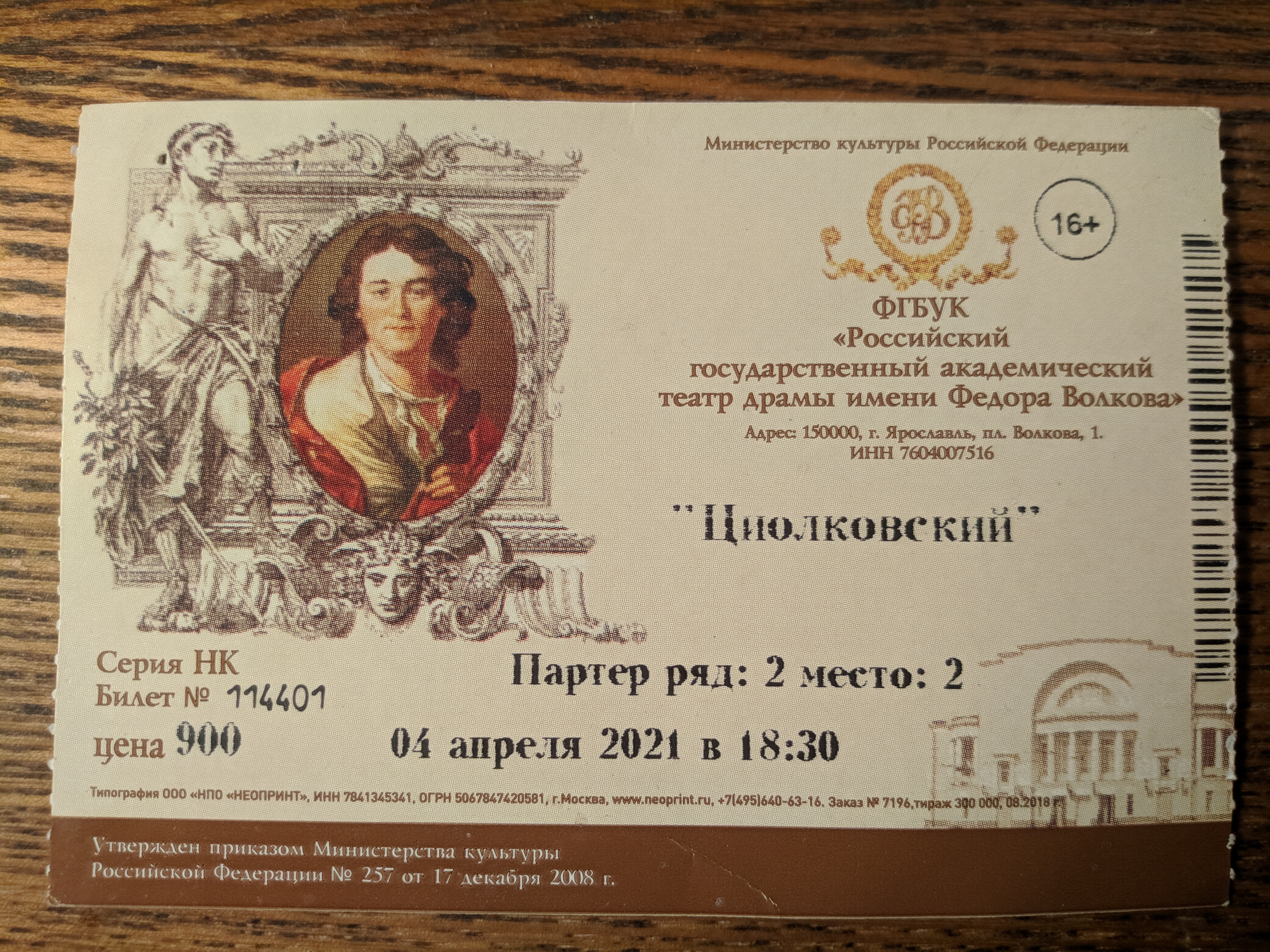
Билет на премьеру спектакля «Циолковский» Волковского театра (Ярославль)

«Наше всё… Циолковский» (2020) — моноспектакль Театра Наций. В спектакле судьба главного героя представлена из монологов его дочери Любови, роль которой исполняет Анастасия Егорова.
«Циолковский» (2021) — спектакль Российского государственного академического театра драмы имени Фёдора Волкова (г. Ярославль) в постановке Бориса Павловича. Премьера состоялась в преддверии 60-летия полёта человека в космос. Спектакль был выдвинут в качестве претендента на получение национальной театральной премии «Золотая маска» сезона 2020—2021 сразу в семи номинациях. В итоге обладателями «Золотой маски» за работу в спектакле «Циолковский» стали Александр Мохов и Мария Лукка в номинации «Драма/работа художника».
Социологические исследования
Степень распространения мифа о Циолковском в широких массах (в том числе молодых людей) исследовалась сотрудницей калужского Департамента образования О. Лыткиной в 2012—2014 годах. Основной аудиторией выступили студенты Калужского университета им. К. Э. Циолковского — анкетированием были охвачены 260 человек в возрасте 17—23 лет. Подавляющее большинство опрошенных (около 80 %) назвали К. Э. Циолковского великим учёным, основоположником ракетостроения, философом. Половина респондентов заявила, что К. Э. Циолковский конструировал ракеты и запускал их модели в небо, около 30 % сообщили о создании дирижаблей, остальные опрошенные полагали, что учёный разрабатывал крылья. Около 60 % респондентов ни разу не посещали ни дома-музея К. Э. Циолковского, ни музея истории космонавтики.
Выставки
Между 13 декабря 2018 и 1 марта 2019 года в Калуге проходила выставка «Циолковский и Оберт. Сплетения судеб, событий, эпох», материалы для которых (в том числе личных вещи учёных) были предоставлены Государственным музеем истории космонавтики имени К. Э. Циолковского, Музеем Германа Оберта, Мемориальным музеем космонавтики, Архивом Российской академии наук.

### Филателия, нумизматика, бонистика

К. Э. Циолковский в филателии
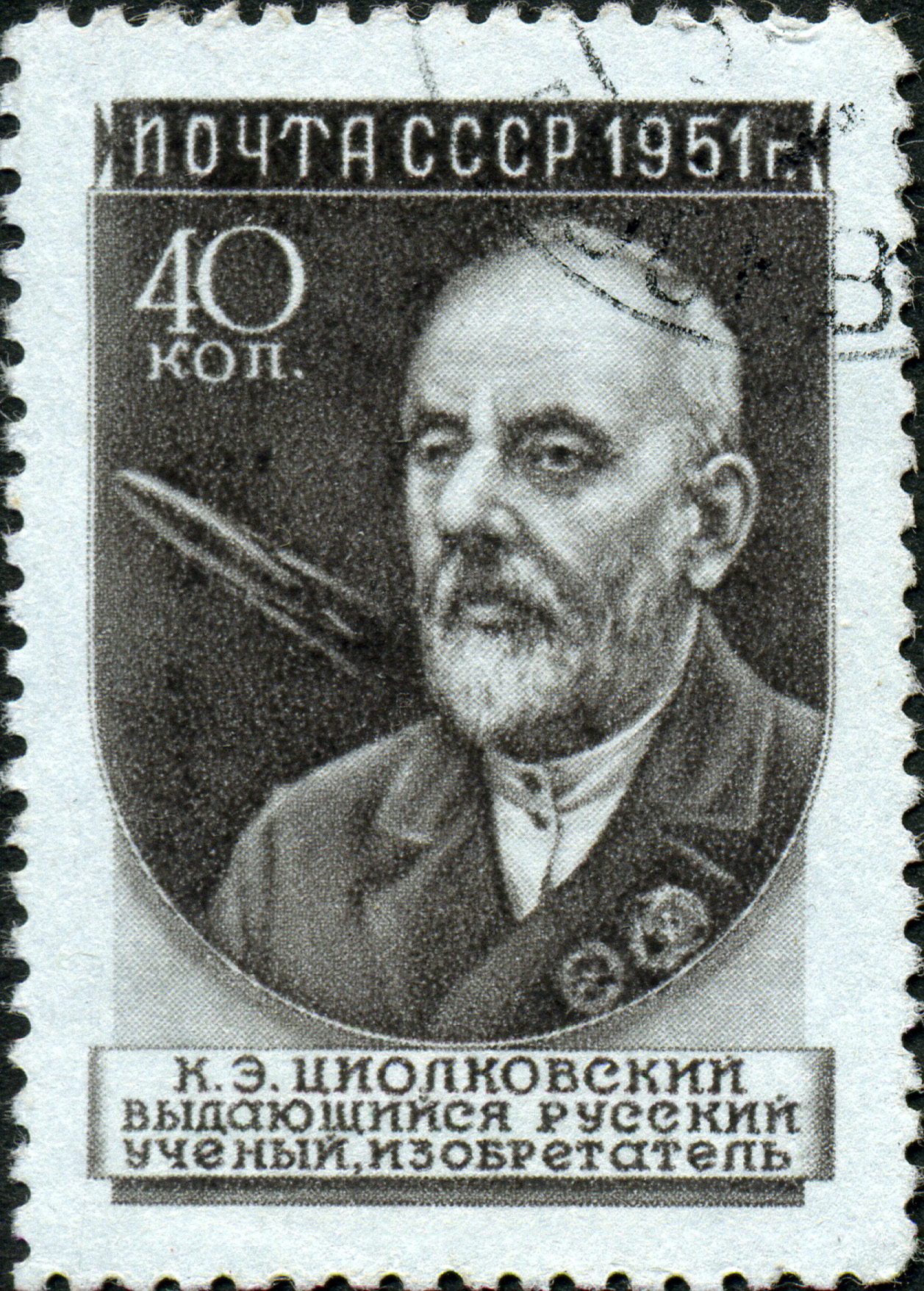
Почтовая марка СССР. (Michel № 1577), 1951
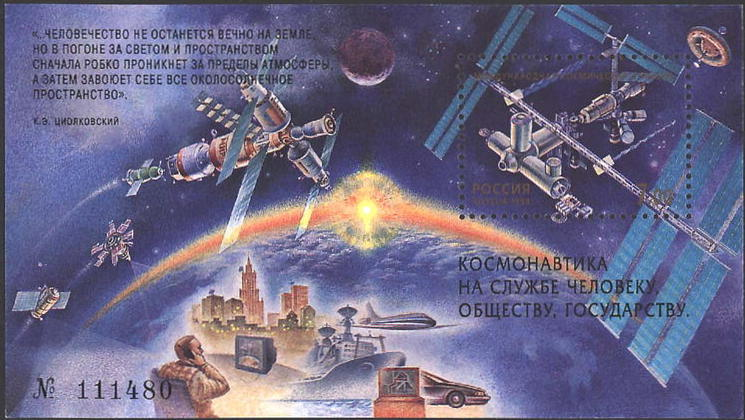
Почтовый блок России 1999 года с цитатой К. Э. Циолковского (в левом верхнем углу) и его проектом обитаемой космической станции (небольшой торообразный объект в правом верхнем углу)
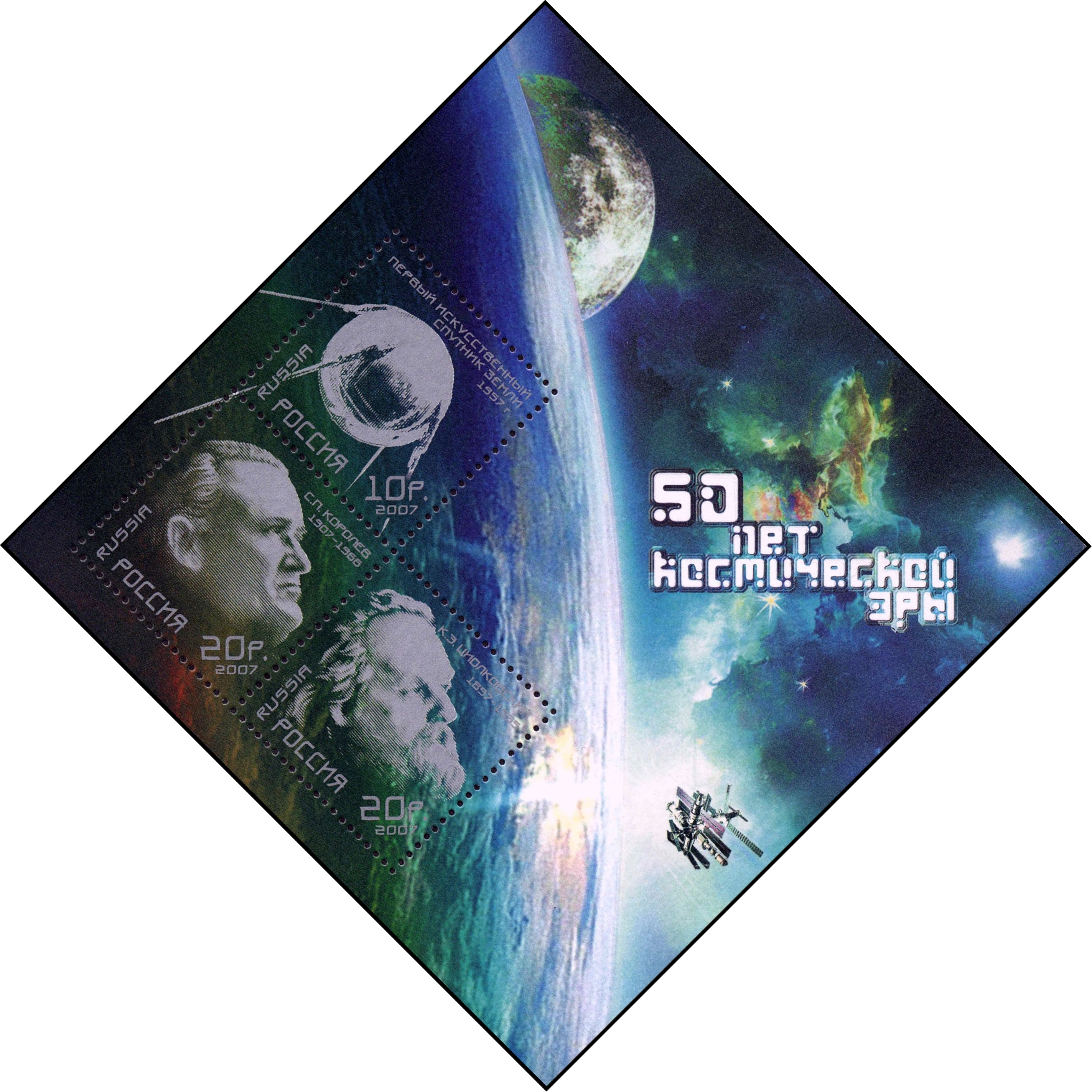
50 лет космической эры. Почтовый блок 2007
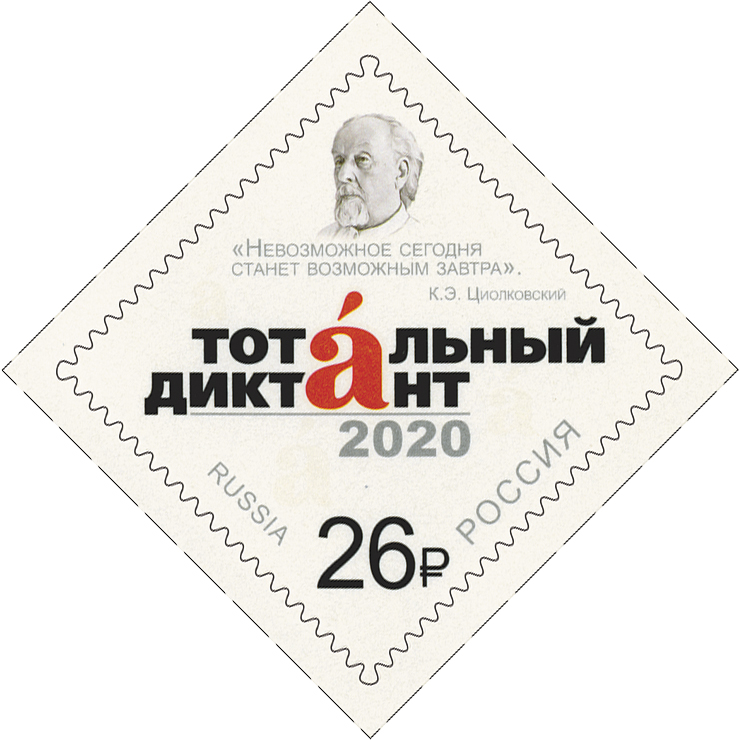
Почтовая марка России, посвящённая образовательной акции «Тотальный диктант». 2020

По мнению Кристофера Ярдли, в жизни СССР наука играла существенную роль как метод продвижения национальных интересов, активно использовалась в пропаганде, в том числе посредством филателии. При этом до 1950-х годов сюжеты, связанные с наукой, на марках СССР, преимущественно, были связаны с годовщинами рождения или смертей выдающихся учёных. Так, в 1951 году была выпущена серия из 16 марок, из которых шесть представляли портреты, выполненные в монументальном стиле, в том числе женщины-математика Софьи Ковалевской, надписанные и помещённые в контекст. В каталоге Гиббонса марка с портретом Циолковского помещена под № 1715. Марки предназначались для узнавания российских учёных, достигших известности на международной арене. Впрочем, по подсчётам К. Ярдли, по частоте использования, образ Циолковского сильно уступал Юрию Гагарину (представлен 46 раз), М. Ломоносову и А. Попову (по 17 раз).
Ю. Зубакин обратил внимание на то, что на рисунке марки СССР 1951 года (Michel № 1577), изображён космический корабль, конструкция которого была предложена в 1920-е годы Максом Валье. Портрет Циолковского на этой марке восходил к фото Феодосия Чмиля (1900—1945), из серии фотопортретов, сделанных в Калуге между ноябрём 1932 и августом 1933 года. Опубликован портрет был в некрологе газеты «Коммуна» 20 сентября 1935 года и многократно воспроизводился в разных изданиях трудов Циолковского 1930—1940-х годов. Художник В. В. Завьялов также использовал облик ракетного самолёта, эволюционирующего в звездолёт, что соответствовало замыслам М. Валье. Этот рисунок часто появлялся в публикациях 1930-х годов, в том числе обложках изданий работ Циолковского.
В 1987 году в честь 130-летнему юбилею Циолковского на Ленинградском монетном дворе была выпущена памятная монета номиналом в 1 рубль. К 150-летию учёного Московский монетный двор в 2007 году отчеканил серию 2-рублёвых памятных монет. Ранее, в 1990 году, когда появилась необходимость в новых знаках Банка России, были созданы два проекта оформления банкнот с изображениями Циолковского в ряду других деятелей искусства и науки. В основной экспозиции Музея истории денег «Гознака» представлены эскизы банкноты номиналом 50 рублей 1990 и 1992 годов, подготовленные художниками А. А. Тимофеевым и Т. К. Сейфулиным.

В 2021 году Банк России выпустил серебряную монету номиналом 3 рубля из серии: Космос: Стремление к звёздам, посвящённую К. Э. Циолковскому

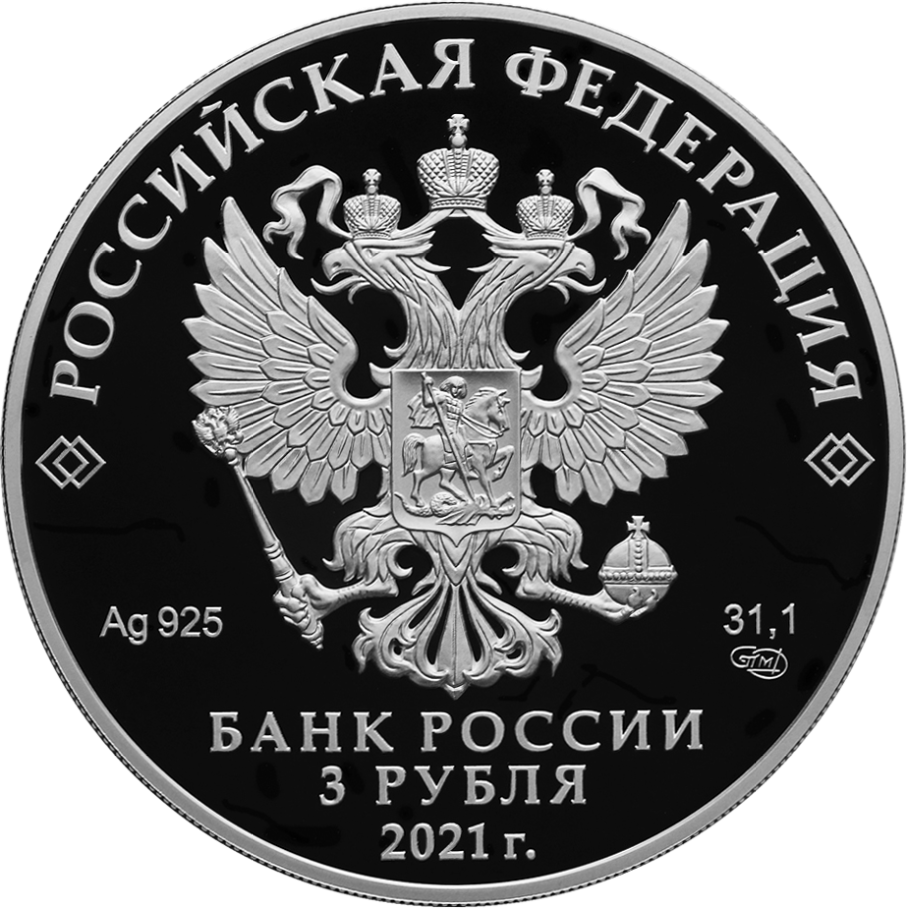
Аверс
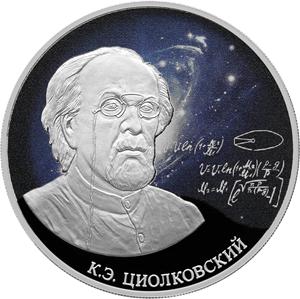
Реверс

## Сочинения
- Аэроплан, или птицеподобная (авиационная) летательная машина : Исследование К. Циолковского. — М.: Унив. тип., 1895. — 46 с.
- Грёзы о земле и небе и эффекты всемирного тяготения. — М.: А. Н. Гончаров, 1895. — VI, 143 с.
- Самостоятельное горизонтальное движение управляемого аэростата : (Новые формулы сопротивления воздуха и движения аэростата). — Одесса: Центр. типо-лит., 1898. — 22 с.
- Вопросы воздухоплавания : (По поводу трудов по воздухоплаванию 7-го Отд. Имп. Рус. техн. о-ва, за период 1895—1900 гг.). — СПб.: тип. П. П. Сойкина, ценз. 1900. — 18 с.
- Успехи воздухоплавания в XIX веке. — [СПб.]: тип. П. П. Сойкина, ценз. 1901. — 10 с.
- Защита аэроната. — Калуга: изд. и собственность авт., 1911 (тип. Е. Г. Архангельской). — 8 с.[244]
- Простейший проект чисто металлического аэроната из волнистого железа. — Калуга: изд. авт., 1914 (тип. С. А. Семёнова). — 10 с.[245]
- Образование земли и солнечных систем : (Маленькие очерки). — Калуга : изд. и собственность авт., 1915 (тип. С. А. Семёнова). — 16 с.[246]
- Таблица дирижаблей из волнистого металла. — Калуга : тип. С. А. Семёнова, 1915. — 24 с.
- Дополнительные технические данные к построению металлической оболочки дирижабля без дорогой верфи; Отзыв Леденцовского общества о моём дирижабле. — Калуга: Изд. лица, пожелавшего остаться неизвестным, 1915. — 10 с.
- Гондола металлического дирижабля и органы его управления. — [Калуга] : [б. и.], [1916]. — 24 с.[247]
- Воздушный транспорт. — Калуга: изд. авт., [1916]. — 20 с.[248]
- Горе и гений. — Калуга: изд. и собств. авт., 1916 (тип. С. А. Семёновой). — 9 с.[249]
- Монизм вселенной (Конспект. Март 1925 г.). — Калуга : Б. и., 1925 (1-я Гос. типо-лит.). — 32 с.[250]
- Образование солнечных систем (извлечение из большой рукописи 1924—1925 года. Ноябрь 1925 года) и споры о причине космоса. — Калуга : Б. и., 1925 (1-я Гос. типо-лит. ГСНХ). — 33 с.
- Космическая ракета: Опытная подготовка. — [Калуга] : Гостип. КГСНХ, [1927]. — 24 с.[251]
- Ум и страсти… — Калуга : автор, 1928 (тип. Кал. губ. сов. нар. хоз.). — 27 с.[252]
- Общественная организация человечества (Вычисления и таблицы). — Калуга: автор, 1928 (гостип. ГСНХ). — 32 с.
- Космические ракетные поезда: (С биографией К. Э. Циолковского С. В. Бессонова). — Калуга : Коллектив секции науч. работников, 1929. — 38 с.[253]
- Воля вселенной: Неизвестные разумные силы… — Калуга : Автор, 1928 (Гостип. КГСНХ). — 23 с.[254]
- Избранные труды К. Э. Циолковского; с биогр. очерком проф. Н. Д. Моисеева; под общ. ред. инж.-мех. Е. В. Латынина. — М.-Л.: Госмашметиздат, 1934. — Кн. 1. Цельнометаллический дирижабль. — 270 с.; Кн. 2. Реактивное движение. — 216 с.
Переизд.: Книжный клуб «Книговек», 2018. ISBN 978-5-4224-1216-7.
- Труды по ракетной технике. — М.: Оборонгиз, 1947. — 368 с.
- Собрание сочинений / Академия наук СССР. В 4 т. — М.: Изд. Акад. Наук СССР, 1951—1964.
  - Т. 1: Аэродинамика. 1951. 1 л. фронт. 266, [2] с., ил.
  - Т. 2: Реактивные летательные аппараты. 1954. 1 л. фронт. 453, [3] с., ил., факсим.
  - Т. 3: Дирижабли. 1959. 1 л. фронт. 316 с., ил., факсим.
  - Т. 4: Естествознание и техника. 1964. 459, [1] с.
- Вне Земли: Науч.-фантастич. повесть. — Изд. 2-е, испр. — М.: Изд-во Акад. наук СССР. 1958. — 144 с.: ил.
- Грёзы о Земле и небе. На Весте: Науч.-фантастич. произведения. — М.: Изд-во Акад. Наук СССР, 1959. — 96 с.
- Путь к звёздам: Сб. науч.-фантастич. произведений. — М.: Изд-во Акад. наук СССР, 1960. — 352 с.
- Жизнь в межзвёздной среде / Предисл. И. А. Ефремова. — М.: Наука, 1964. — 84 с.
- Исследование мировых пространств реактивными приборами. — М.: Машиностроение, 1967. — 375 с.
- Промышленное освоение космоса: Сб. науч. тр. — М.: Машиностроение, 1989. — 280 с.
- Причина космоса. Воля вселенной. Научная этика. — М.: Космополис, 1991. — 89 с.
- Черты из моей жизни. — Калуга: Золотая аллея, 2007. — 157 с.
- Вне Земли. Сборник научно-фантастических работ. — М. : ООО «Луч», 2008. — 368 с. — ISBN 978-5-87140-279-5.
- Философия космической эпохи. — М.: Академический проект, 2014. — 239 с. — (Философские технологии). — ISBN 978-5-8291-1615-6.
- Космическая философия. Живая Вселенная. — М.: Академический проект, 2017. — 640 с. — (Философские технологии: философия космизма). — ISBN 978-5-8291-2026-9.
- Космический корабль. Избранные труды. — М.: Юрайт, 2017. — 452 с. — (Антология мысли). — ISBN 978-5-534-03296-3.
- Космическая философия. — М.: АСТ, 2019. — 288 с. — (Классика научной мысли). — ISBN 978-5-17-113055-8.
- Труды по воздухоплаванию. — М.: Либроком, 2020. — 120 с. — (Науку — всем! Шедевры научно-популярной литературы (физика)) — ISBN 978-5-397-07405-6.
- Щит научной веры: Сборник статей. — М.: Луч, 2020. — 700 с. — ISBN 978-5-87140-265-8.

### Словарно-энциклопедические издания
- Боголюбов А. Н. Математики. Механики. Биографический справочник. — Киев : Наукова думка, 1983. — 639 с.
- Грицанов А. А. Циолковский // Новейший философский словарь / Сост. и главн. науч. ред. А. А. Грицанов. — Изд. третье, испр. — Минск : Книжный дом, 2003. — С. 1171—1172. — 1280 с. — (Мир энциклопедий). — ISBN 985-428-636-3.
- Егоров Б. Ф. Циолковский, Константин Эдуардович // Русские писатели. 1800—1917. Биографический словарь. — М. : Нестор-История, 2019. — Т. 6. С—Ч. — С. 583—586. — 656 с. — ISBN 978-5-4469-1616-0.
- Казютинский В. В. Циолковский // Новая философская энциклопедия / Рук. проекта В. С. Стёпин, Г. Ю. Семигин. — М. : Мысль, 2010. — Т. 4: Т — Я. — С. 336—337. — 736 с. — ISBN ISBN 978-2-244-0115-9 (ошибоч.).
- Космодемьянский А. А. Циолковский // Большая советская энциклопедия / Гл. ред. Б. А. Введенский. — Второе изд. — М. : Большая советская энциклопедия, 1957. — Т. 46: Фусе — Цуруга. — С. 634—635. — 672 с.
- Космодемьянский А. А. Циолковский // Большая советская энциклопедия / Гл. ред. А. М. Прохоров. — 3-е изд. — М. : Советская энциклопедия, 1978. — Т. 28: Франкфурт — Чага. — С. 575—576. — 616 с. — Стб. 1712—1715. — 1833 стб.
- Космодемьянский А. А. Циолковский // Космонавтика: Энциклопедия / Гл. ред. В. П. Глушко; Редколлегия: В. П. Бармин, К. Д. Бушуев, В. С. Верещетин и др.. — М. : Сов. Энциклопедия, 1985. — С. 436—437. — 528 с.
- Меркулов И. Циолковский К. Э. // Большая советская энциклопедия / Гл. ред. О. Ю. Шмидт. — М. : ОГИЗ РСФСР, Советская энциклопедия, 1934. — Т. 60: Холангит — Цянь.
- Роднянская И. Циолковский // Философская энциклопедия / Гл. рел. В. Ф. Константинов. — М. : Советская энциклопедия, 1970. — Т. 5: Сигнальные системы — Яшты. — С. 466—468. — 740 с.
- Grigorian A. T. Tsiolkovsky, Konstantin Eduardovich // Dictionary of Scientific Biography / editor in chief Charles Coulston Gillispie. — New York : Charles Scribner's Sons, 1981. — Vol. 13: Hermann Staudinger — Giuseppe Veronese. — P. 482—484. — 623 p. — ISBN 0-684-16966-5.
- Jones B. Tsiolkovsky, Konstantin Eduardovich // Dictionary of World Biography. — 2nd Edition. — Canberra : ANU Press, 2015. — P. 854. — (ANU Lives Series in Biography).

### Первоисточники
- К. Э. Циолковский в воспоминаниях современников / Сост. А. В. Костин, Н. Т. Усова. — 2-е изд. — Тула: Приокское книжное издательство, 1983. — 288 с.
- Рукописные материалы К. Э. Циолковского в Архиве Академии наук СССР : научное описание / составители: М. Я. Ржезникова [и др.] ; под ред. Б. Н. Воробьёва и Б. В. Лёвшина. — М. : Наука, 1966. — 169 с. — (Архив АН СССР. Труды Архива. Т. 22).
- Чижевский А. Л. На берегу Вселенной. Воспоминания о К.Э. Циолковском. — М. : Айрис-Пресс, Айрис-дидактика, 2007. — 448 с. — (Библиотека истории и культуры). — ISBN 978-5-8112-2513-2.

### Монографии и статьи

#### На русском языке
- Алексеева В. И. К. Э. Циолковский. Философия космизма. — М. : Самообразование, 2007. — 320 с. — ISBN 978-5-87140-269-6.
- Алтайский К. Н. Циолковский рассказывает… Рассказы: [Для сред. и ст. возраста] / [Вступ. статья Ф. Зигеля] ; Рис. В. Панова. — М. : Детская литература, 1974. — 351 с.
- Арлазоров М. С. Циолковский. — 3-е изд., перераб. и доп. — М. : Молодая гвардия, 1967. — 256 с. — (Жизнь замечательных людей. Серия биографий; Вып. 3 (344)).
- Бирюков Ю. В. Константин Эдуардович Циолковский: от фантастики к основанию научной космонавтики // Циолковский К. Э. Вне Земли: Сб. научно-популярных и научно-фантастических работ. — М. : ООО «Луч», 2008. — С. 337—357. — 368 с. — ISBN 978-5-87140-279-5.
- Бойко М. Е. Алгософия К. Э. Циолковского // Революция и эволюция : модели развития в науке, культуре, обществе : Труды II Всероссийской научной конференции (Нижний Новгород, 29 ноября — 1 декабря 2019 года) / под общей ред. И. Т. Касавина, А. М. Фейгельмана. — Н. Новгород : Красная ласточка, 2019. — С. 177—179. — ISBN 978-5-9908655-3-2.
- Брюханов В. А. Мировоззрение К. Э. Циолковского и его научно-техническое творчество. — М. : Соцэкгиз, 1959. — 172 с.
- Дёмин В. Н. Циолковский. — М. : Молодая гвардия, 2005. — 323 с. — (Жизнь замечательных людей: ЖЗЛ. Серия биографий ; вып. 1120 (920)). — ISBN 5-235-02724-8.
- Егоров Б. Ф. Российские утопии: Исторический путеводитель. — СПб. : Искусство-СПБ, 2007. — 416 с. — ISBN 5-210-01467-3.
- Иванюшкин А. Я. К. Э. Циолковский и русская евгеника // Здравоохранение Российской Федерации. — 2014. — № 1. — С. 48—52. — ISSN 0044-197Х.
- Идеи К. Э. Циолковского и современность: Избранные труды VI—VIII Чтений К. Э. Циолковского. — М. : Наука, 1979. — 248 с.
- К. Э. Циолковский. К 125-летию со дня рождения : Сб. ст. / Сост. Соколова С. А.. — М. : Знание, 1982. — 64 с. — (Новое в жизни, науке и технике (Космонавтика, астрономия; 9)).
- К. Э.Циолковский и научно-технический прогресс: Сб. ст / Кедров Б. М. (пред. ред. коллегии). — М. : Наука, 1982. — 232 p.
- К. Э. Циолковский: исследование научного наследия и материалы к биографии / Отв. ред. А. А. Космодемьянский. — М. : Наука, 1989. — 206 с. — ISBN 5-02-000036-1.
- Казютинский В. В. Человек, мир и бог в космической философии К. Э. Циолковского // К. Э. Циолковский. Космическая философия: Сб. — М. : ИДЛи, Сфера, 2004. — С. 7—24. — 496 с. — ISBN 5-93975-135-0.
- Казютинский В. В. К. Э. Циолковский и глобалистика // Век глобализации. — 2009. — № 1. — С. 163—171. — ISSN 1994–9065.
- Космодемьянский А. А. Константин Эдуардович Циолковский (1857—1935). — М. : Наука, 1976. — 296 с. — (Научно-биографическая серия).
- Космодемьянский А. А. К. Э. Циолковский: От первых шагов в науке до работ по теории межпланетных путешествий. — М. : URSS (Ленанд), 2020. — 152 с. — (Науку — всем! Шедевры научно-популярной литературы, Выпуск №198 (физика), №111 Биографии выдающихся личностей). — ISBN 978-5-9710-7100-6.
- Кочетков В. Н. Золотая подкова (биография Циолковского). — М. : Мегаполис, 1994. — 224 с. — ISBN 5-87140-043-4.
- Лыткин В. В. К. Э. Циолковский и тюбингенцы: поиски антропологического идеала // Научные ведомости БелГу. Серия «Философия. Социология. Право». — 2012. — Вып. 21, № 14 (133). — С. 5—15. — ISSN 2075-4566.
- Лыткина О. А. Представления Калужской молодёжи о роли К. Э. Циолковского и значении космонавтики // Наука. Искусство. Культура. — 2016. — Вып. 4 (12). — С. 129—134. — ISSN 2305-5499.
- Ляпунов Б. Они мечтали о покорении космоса // Искатель. — 1962. — № 5 (11). — С. 74—90. — ISSN 0130-6634.
- Максимовская Н. А. Роль П. П. Каннинга в жизни К. Э. Циолковского // Научное наследие и развитие идей К. Э. Циолковского : Материалы 54-х Научных чтений памяти К. Э. Циолковского. Часть I / Ответ. за выпуск: Н. А. Абакумова, А. А. Мясников, Л. Н. Канунова. — Калуга : АКФ «Политоп», 2019. — С. 286—289.
- Мень А. Циолковский и атеизм // История религии. В поисках Пути, Истины и Жизни / Пред. С. С. Аверинцева. — М. : Слово, 1991. — С. 208—216. — 296 с. — ISBN 5-850-50281-5.
- Моисеев Н. К. Э. Циолковский (опыт биографической характеристики) // Циолковский К. Э. Избранные труды. — М.—Л. : ОНТИ НКТП СССР, Машметиздат, 1934. — Кн. 1. — С. 7—35.
- Пак Ён Ын. Воплощение натуральной философии Константина Циолковского в произведениях Анатолия Кима // Дальний Восток, близкая Россия : эволюция русской культуры — взгляд из Восточной Азии / Под ред. Валерия Гречко, Су Кван Кима, Сусуму Нонака. — Белград, Сеул, Сайтама : Логос, 2013. — С. 40—55. — 272 с. — ISBN 978-86-88409-48-3.
- Первушин А. И. Космонавты Сталина. Межпланетный прорыв Советской Империи. — М. : Яуза : ЭКСМО, 2005. — 508 с. — (СОВ. секретно). — ISBN 5-699-08601-3.
- Перельман Я. И. Циолковский : его жизнь, изобретения и научные труды : по поводу 75-летия со дня рождения. — Л.; М. : Государственное технико-теоретическое издательство, 1932. — 62 с.
- Перельман Я. И. Циолковский. Жизнь и технические идеи. — М.; Л. : ОНТИ; Глав. Редакция научно-популярной и юношеской литературы, 1937. — 168 с.
- Пленков В. Г. Родственники К. Э. Циолковского в Вятке // Исследование научного творчества и научных связей К. Э. Циолковского. Труды XI-XII Чтений, посвящённых разработке научного наследия и развитию идей К. Э. Циолковского (Калуга, 1976, 1977 гг.). Секция «Исследование научного творчества К. Э. Циолковского». — М. : ИИЕТ АН СССР, 1980. — С. 115—119.
- Рынин Н. А. Русский изобретатель и учёный Константин Эдуардович Циолковский. Его биография, работы и ракеты. — Л. : Профинтерн, 1931. — 111 с. — (Межпланетные сообщения; Т. 3, вып. 7).
- Салахутдинов Г. М. Блеск и нищета К. Э. Циолковского. — М. : АМИ, 2000. — 246 с. — ISBN 5-89813-034-9.
- Салахутдинов Г. М. Мифы о творчестве Циолковского. — М. : АМИ, 2003. — 84 с. — ISBN 5-89813-049-7.
- Сиддики А. Наука за стенами Академии: К. Э. Циолковский и его альтернативная сеть неформальной научной коммуникации : перевод с англ. К. В. Иванова // Вопросы истории естествознания и техники. — 2005. — № 4 (декабрь). — С. 137—154. — ISSN 0205-9606.
- Скачков А. С. Раннее творчество К. Э. Циолковского: начало подмены общественного внеобщественным // Динамика систем, механизмов и машин : В 5 кн. : материалы VIII Международной научно-технической конференции (Омск, 13—15 ноября 2012 г.). — Омск : ОмГТУ, 2012. — Вып. 4 : [Социальные системы: детерминация и взаимодействие : секция 13]. — С. 81—84. — ISBN 978-5-8149-1331-9.
- Черненко Г. «Гидрокосмос» Циолковского // Техника — молодёжи. — 2011. — № 1 (982). — С. 48—50. — ISSN 0320-331X.
- Черненко Г. Дети гения // Техника — молодёжи. — 2017. — № 15—16 (1018). — С. 44—49. — ISSN 0320-331X.

#### На английском языке
- Andrews J. T. Red cosmos: K. E. Tsiolkovskii, grandfather of Soviet rocketry. — 2009. — xviii, 147 p. — (Centennial of flight series ; no. 18). — ISBN 978-1-60344-117-9.
- Hagemeister M. The Conquest of Space and the Bliss of the Atoms: Konstantin Tsiolkovskii // Soviet Space Culture: Cosmic Enthusiasm in Socialist Societies / Eds. Eva Maurer, Julia Richers, Monica Rüthers, Carmen Scheide. — Houndmills, Basingstoke, Hampshire : Palgrave Macmillan, 2011. — P. 27—41. — xv, 323 p. — ISBN 978-1-349-32437-8.
- Hagemeister M. Konstantin Tsiolkovskii and the Occult Roots of Soviet Space Travel // The New Age of Russia. Occult and Esoteric Dimensions :  [англ.] / Eds. B. Menzel, M. Hagemeister, B. G. Rosenthal. — München - Berlin : Verlag Otto Sagner, 2012. — P. 135—150. — 448 p. — (Studies on Language and Culture in Central and Eastern Europe, Vol. 17). — ISBN 978-3-86688-198-3.
- Majsova N. The Cosmic Subject in Post-Soviet Russia: Noocosmology, Space-Oriented Spiritualism, and the Problem of the Securitization of the Soul // Cultural and Political Imaginaries in Putin’s Russia / Ed. by Niklas Bernsand and Barbara Törnquist-Plewa. — Leiden : Brill, 2018. — P. 232—258. — xi, 262 p. — (Eurasian Studies Library, Volume: 11). — ISBN 978-90-04-36666-4.
- Siddiqi A. A. The Rockets’ Red Glare: Spaceflight and the Russian Imagination, 1857—1957 : Dissertation... for the Degree of the Doctor of Philosophy. — Carnegie Mellon Universiy, 2004. — x, 435 p.
- Siddiqi A. A. Imagining the Cosmos: Utopians, Mystics, and the Popular Culture of Spaceflight in Revolutionary Russia // Russian science fiction literature and cinema: a critical reader / edited and introduced by Anindita Banerjee. — Boston : Academic Studies Press, 2018. — P. 79—116. — xvii, 380 p. — (Cultural syllabus). — ISBN 978-1-61811-722-9.
- Yardley C. B. Chapter 4. Stamps as Communicators of Public Policy // The representation of science and scientists on postage stamps: a science communication study. — Canberra : ANU Press, 2015. — P. 77—142. — 310 p. — ISBN 978-1-925021-78-3. — ISBN 978-1-925021-80-6. — doi:10.22459/RSSPS.02.2015.

### Публикации
- Архипцева Е. В. Отражение научных идей К. Э. Циолковского в романе А. Р. Беляева «Звезда КЭЦ». Научные чтения памяти К. Э. Циолковского. г. Калуга. Секция «Исследование научного творчества К. Э. Циолковского». ФГБУК ГМИК имени К.Э. Циолковского (2010). Дата обращения: 16 сентября 2020. Архивировано 17 октября 2020 года.
- Белова Н. Г. Научные связи К. Э. Циолковского с зарубежными учёными. Доклад на Девятых Чтениях, посвящённых разработке научного наследия и развитию идей К. Э. Циолковского (Калуга, 16 — 19 сентября 1974 г.). Секция «Исследование научного творчества К. Э. Циолковского». ГМИК им. К. Э. Циолковского (1975). Дата обращения: 13 октября 2020. Архивировано 21 октября 2020 года.
- Волкова А. А. Идеи К. Э. Циолковского в творчестве Н. Заболоцкого. Научные чтения памяти К. Э. Циолковского. г. Калуга. Секция «Исследование научного творчества К. Э. Циолковского». ФГБУК ГМИК имени К. Э. Циолковского (1999). Дата обращения: 16 сентября 2020. Архивировано 20 апреля 2021 года.
- Гаврюшин Н. К.. Космический путь к «вечному блаженству» (К. Э. Циолковский и мифология технократии). Вопросы философии. 1992. № 6. Русский космизм. Дата обращения: 3 октября 2020. Архивировано 17 октября 2020 года.
- Желнина Т. Н. Труды Германа Оберта в России. Из истории авиации и космонавтики. Вып 66. Эпизоды космонавтики. Дата обращения: 2 октября 2020. Архивировано 19 апреля 2021 года.
- Желнина Т. Н. К изучению темы «К. Э. Циолковский и книги». Доклад на Девятнадцатых Чтениях, посвящённых разработке научного наследия и развитию идей К. Э. Циолковского (Калуга, 17 — 20 сентября 1984 г.). ГМИК им. К. Э. Циолковского. Дата обращения: 6 сентября 2020. Архивировано 20 октября 2020 года.
- Костин А. В. Новое о семье К. Э. Циолковского. Доклад на Седьмых научных Чтениях, посвящённых разработке научного наследия и развитию идей К. Э. Циолковского (Калуга, 14—18 сентября 1972 г.). ГМИК им. К. Э. Циолковского. Дата обращения: 13 сентября 2020. Архивировано 13 октября 2020 года.
- Кудрявцев Э. Переписка писателя-фантаста А. Р. Беляева с К. Э. Циолковским. Нева. 2005. №4. Горький Медиа. Дата обращения: 16 сентября 2020. Архивировано 27 марта 2020 года.
- Максимовская Н. А. Аптекарь, спонсор Циолковского. ГМИК им. К. Э. Циолковского (15 мая 2005). Дата обращения: 13 сентября 2020. Архивировано 11 августа 2020 года.
- Максимовская Н. А. История завещания Циолковского. «Меценат» (Калуга). 2005. № 10. С. 4—5. ГМИК им. К. Э. Циолковского (30 сентября 2005). Дата обращения: 22 сентября 2020. Архивировано 28 сентября 2020 года.
- Мелихов А. Как не спуститься на уровень крыс. Что Заболоцкий писал Циолковскому и о чём Зощенко просил свою первую любовь. Новая газета (22 апреля 2020). Дата обращения: 16 сентября 2020. Архивировано 27 ноября 2020 года.
- Петухов С. Космический приоритет. Коммерсантъ (31 октября 2019). Дата обращения: 2 октября 2020. Архивировано 13 апреля 2021 года.
- Самойлович С. И.. К. Э. Циолковский и Я. И. Перельман. Доклад на Третьих Чтениях, посвящённых разработке научного наследия и развитию идей К. Э. Циолковского (Калуга, 17 — 19 сентября 1968 г.). ГМИК им. К. Э. Циолковского. Дата обращения: 6 сентября 2020. Архивировано 25 октября 2020 года.